# Сочи
Со́чи — город на юге России, расположен на северо-восточном побережье Чёрного моря (Черноморское побережье России) в Краснодарском крае, на расстоянии 1615 км от Москвы. Административный центр муниципального образования город-курорт Сочи.
Сочи — крупнейший курортный город России и важный транспортный узел, а также крупный экономический и культурный центр черноморского побережья России. В 2012 году журнал Forbes признал Сочи лучшим городом для ведения бизнеса в стране.
В 2007 году Сочи был избран столицей XXII зимних Олимпийских игр. 15 сентября 2009 года Сочи вступил во Всемирный союз олимпийских городов. В период подготовки к Олимпиаде на развитие города и его инфраструктуры потратили 324,9 млрд рублей, из которых частные инвестиции составили 221 млрд. В 2018 году город принял матчи чемпионата мира по футболу.
Неофициально именуется курортной и летней «столицей России», а также «Жемчужиной Чёрного моря».

## Этимология названия
Город Сочи получил своё название по реке Сочи, впадающей в Чёрное море в черте города. Название реки многие исследователи связывают с названием убыхского племени шаче (шьача), проживающих раньше в междуречье Шахе и Хосты, то есть там, где находится река Сочи и сам город, кстати, другие адыги и в наши дни называют город Шъачэ. Впервые название, похожее на слово «Сочи», упоминает в 1641 году турецкий путешественник Эвлия Челеби, который описывал убыхские племена, садше (тюрк. sadşe) и суча (suça), проживавшие приблизительно в этих местах. Некоторые исследователи считают, что в основе названия лежит шапсугское сеттэ, означающее «принимают». Другие, что слово Сочи есть синоним садша, близкое к убыхскому сшедше в значении «море», «у моря», послужившее в прошлом основой для людей, проживающих у моря – садша; поэтому вполне вероятно, что название Соча (Сочи) – это измененное десятилетиями убыхское сшедше (садша).

## Физико-географическая характеристика

### Географическое положение

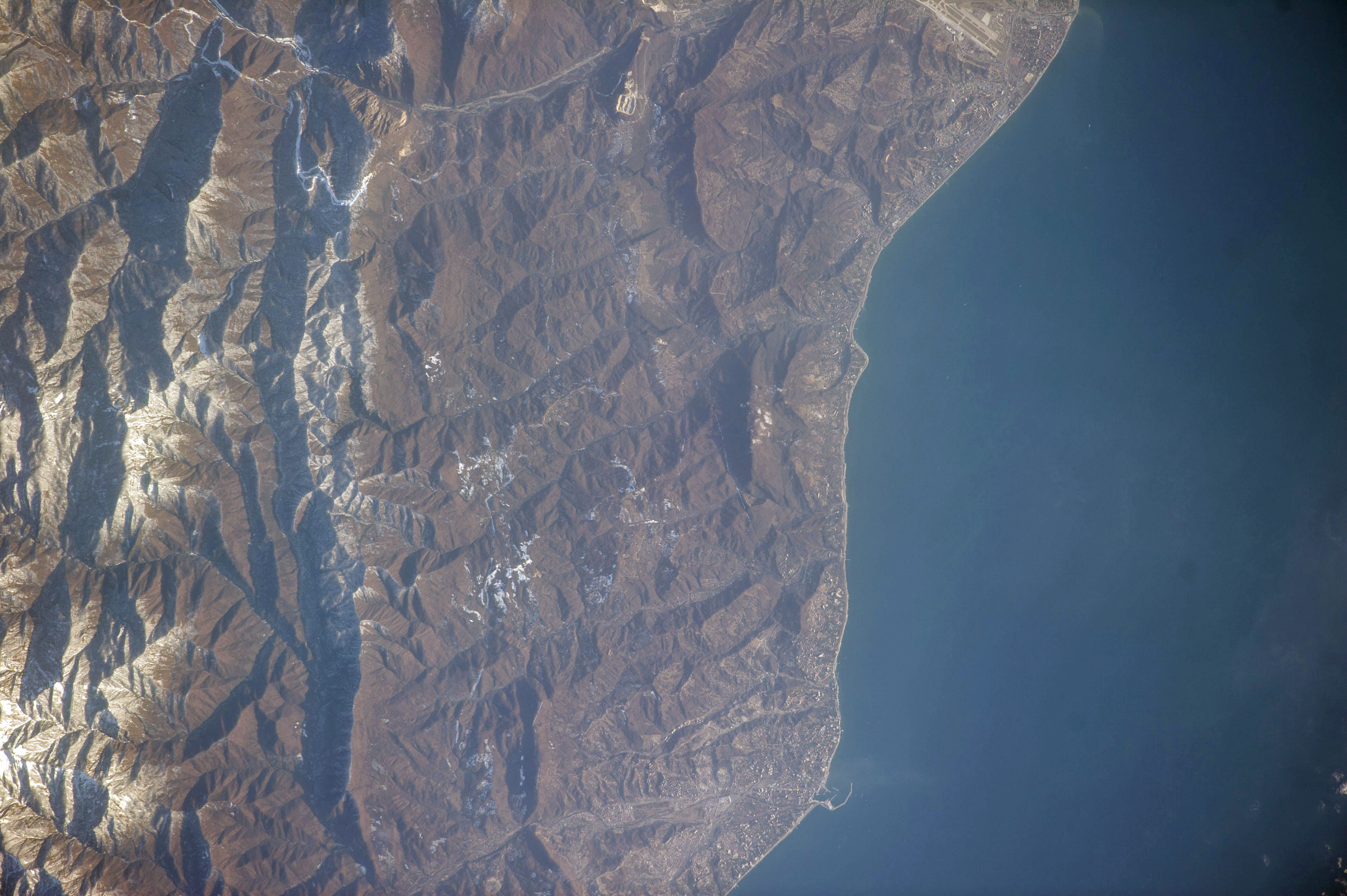
Вид на Сочи из космоса от реки Сочи (внизу) до реки Мзымта (вверху). В нижней части снимка виден порт Сочи, в верхней части — аэропорт Сочи.

Город располагается около 43 градусов северной широты, то есть примерно на географической широте Ниццы, Алма-Аты, Торонто и Владивостока. Координаты города Сочи (Главного почтамта) — 43°35′07″ с. ш., 39°43′13″ в. д. Естественные границы города (закреплены Указом Президиума Верховного Совета РСФСР от 11 февраля 1961 года):
- с юго-запада — Чёрное море;
- с востока — река Псоу и верховья реки Мзымты;
- с севера — Главный и Водораздельный хребты Западного Кавказа;
- с запада — междуречье рек Магри и Шепси (за ним — территория Туапсинского района и самого города Туапсе)[21].

Важнейшие факторы, привлекающие отдыхающих в Сочи: тёплый субтропический климат; море, минеральные источники, близость гор, развитая туристско-рекреационная инфраструктура. Девственные колхидские леса Западного Кавказа на территории города (Кавказский государственный биосферный заповедник) внесены в список всемирного наследия ЮНЕСКО.
Протяжённость города Сочи вдоль черноморского побережья (с северо-запада на юго-восток) — около 99 км, общая протяжённость городского округа Сочи, включая все 4 района и отнесённую к округу часть акватории Чёрного моря — 140 км. По своей территории город-курорт Сочи превосходит 28 государств, в том числе, например, такую страну, как Люксембург.
Площадь населённых пунктов (во всех районах города) г. Сочи составляет 176,77 км², общая площадь (в пределах городского округа города-курорта Сочи) — 3506 км².
Из общей площади города-курорта в 3502 км², 81 % приходится на особо охраняемые территории и объекты (Кавказский природный биосферный заповедник, Сочинский общереспубликанский государственный природный заказник, Сочинский национальный парк). Более 80 % территории города занимает растительность, которая представлена в широком диапазоне высотной зональности: от субтропических лесов до ледниковых высокогорий. Под населённые пункты, расположенные на территории города-курорта, приходится 8,1 % земельного фонда города. Земли лесного фонда занимают 6,2 %, сельскохозяйственного назначения — 4,2 %, промышленность, энергетика, транспорт, связь — 0,3 % и земли водного фонда — 0,03 % земельного фонда.
Сочи находится в часовой зоне МСК (московское время). Смещение применяемого времени относительно UTC составляет +3:00.
| С-З | Новороссийск ~ 246 км · Севастополь ~ 740 км | Ростов-на-Дону ~ 518 км Краснодар ~ 260 км | Ставрополь ~ 448 км Волгоград ~ 984 км                 | С-В |
| З   | Бухарест ~ 2269 км                           | Роза ветров                                | Нальчик ~ 627 км Владикавказ ~ 740 км Грозный ~ 815 км | В   |
| Ю-З | Анкара ~ 1317 км                             |                                            | Сухум ~ 150 км Ереван ~ 860 км                         | Ю-В |

### Климат

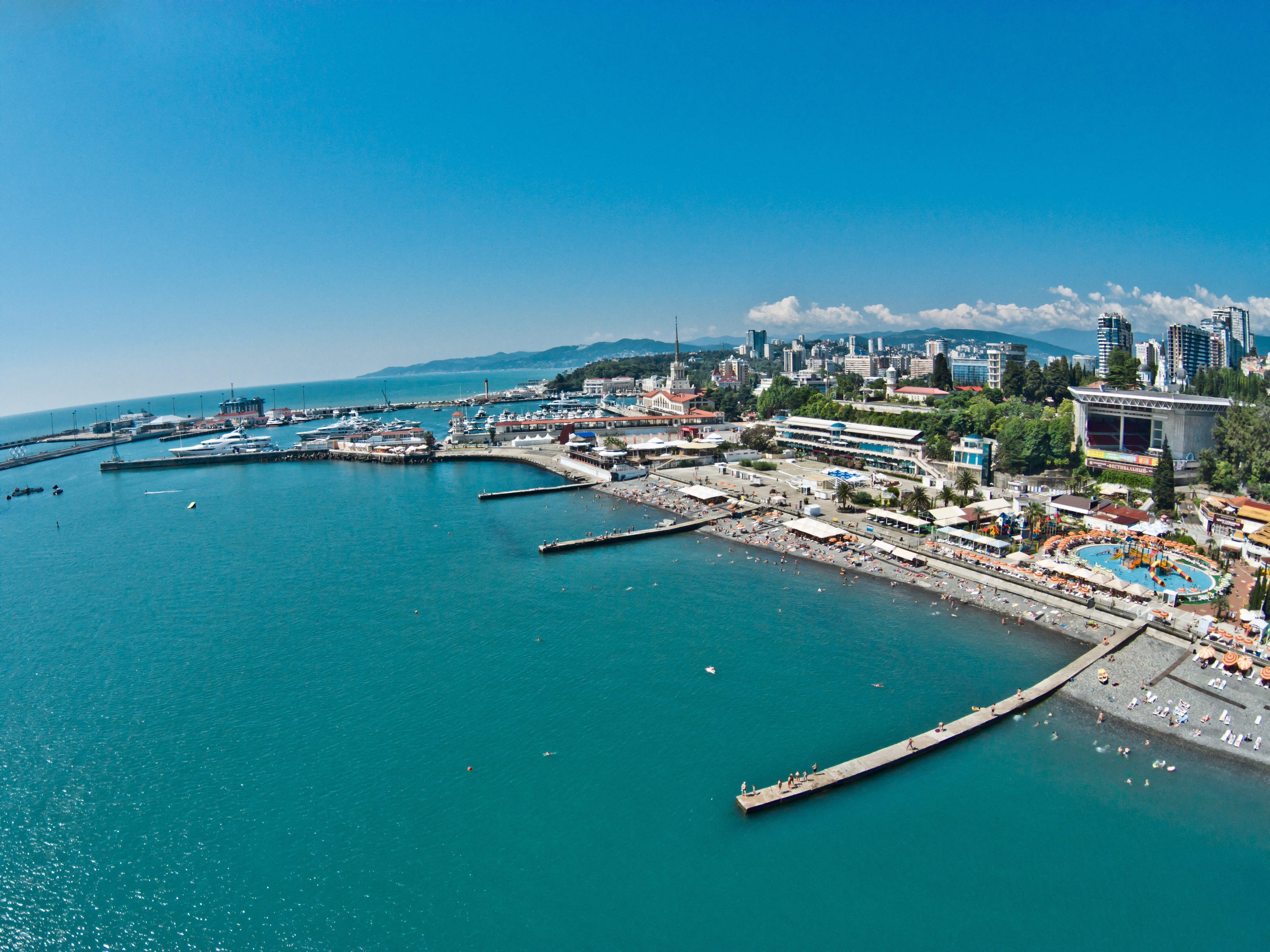
Бархатный сезон в Сочи

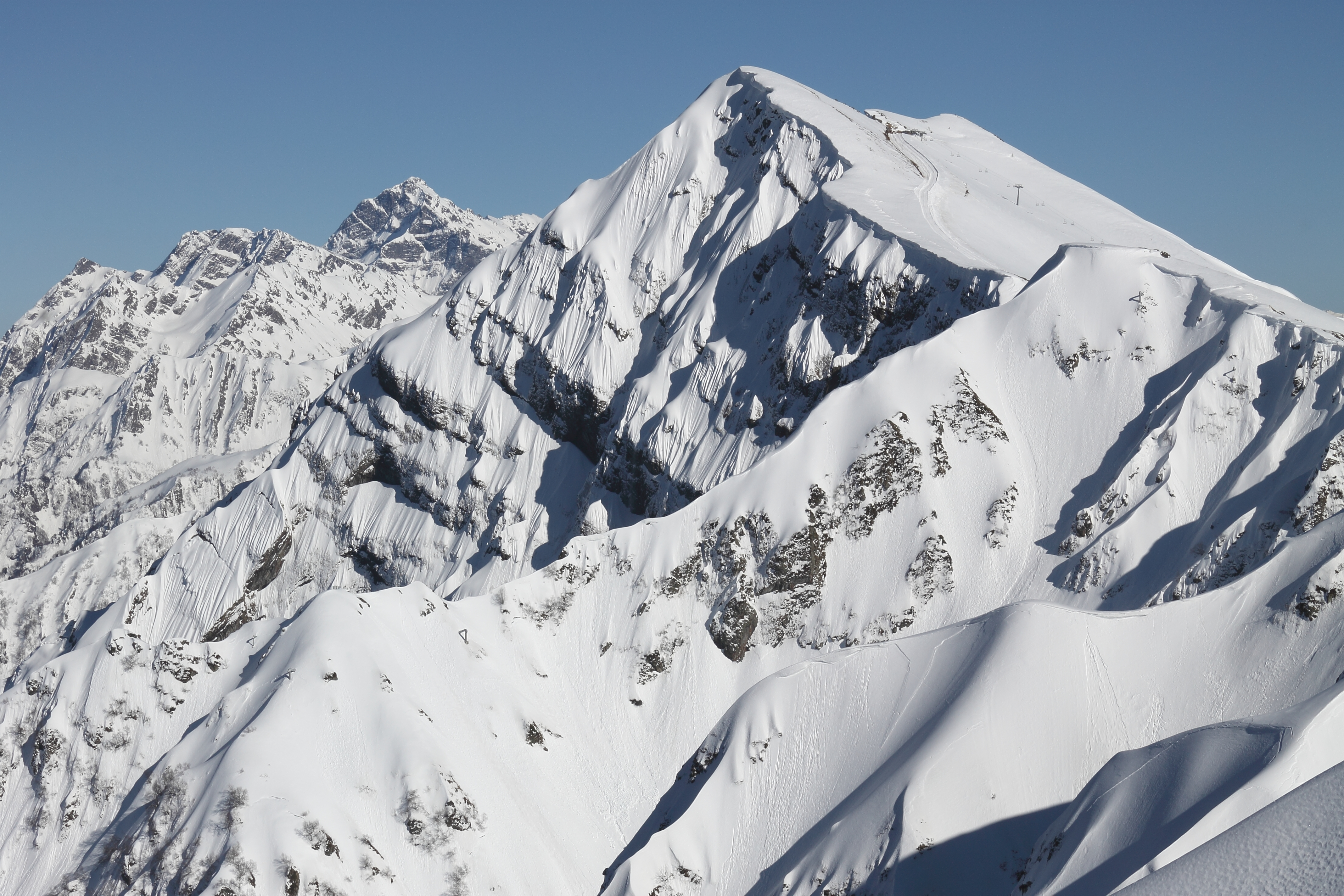
В апреле в горах Красной Поляны

Прибрежная часть города Сочи, как и весь участок российского черноморского побережья южнее Туапсе, расположен в зоне влажных субтропиков (Cfa согласно классификации климата Кёппена), что сильно отличает этот регион от более северного участка побережья от Анапы до Туапсе, где господствует типичный полусухой средиземноморский климат.
Территория города-курорта Сочи охватывает большую часть южного склона Кавказа от берега Чёрного моря до вершин Главного Кавказского хребта высотой до 3500 метров над уровнем моря. Поэтому в Сочи можно выделить несколько природно-климатических зон: прибрежная зона (до 200 метров над уровнем моря) шириной 450—2000 метров; предгорная зона (201—600 метров над уровнем моря); высокогорная зона (1001—1700 метров над уровнем моря) и Альпийская зона (1701—1800 метров над уровнем моря).
На климат Сочи оказывают значительное влияние море (летом от него прохладнее, зимой оно согревает) и горы (ограждают от холодных северных ветров). Климат очень влажный (особенно вдоль побережья). Подобный климат наблюдается в соседней Абхазии.
Максимум осадков приходится на зимний период времени года — преимущественно в виде дождя, реже — снега. Зима тёплая, лето жаркое и влажное. Благодаря близости моря, высокие летние температуры несколько корректируются в сторону понижения и благоприятны для природы и человека. Подобный тип климата подходит для произрастания разного рода субтропических и умеренных культур. Поскольку Сочи расположен на северной границе субтропиков, зимой здесь изредка возможны заморозки и снегопады, но на побережье городской черты они бывают крайне редко и держатся в течение одного-пяти дней, а в некоторые годы и вовсе отсутствуют.
Купальный сезон в Сочи продолжается с начала июня до конца октября-начала ноября.
Климат города в течение года:
- первая половина мая — вторая половина октября — продолжительное климатическое лето;
- конец октября — начало мая — прохладный (осенне-весенний) сезон;
- климатическая зима отсутствует.

Климатические показатели:
- Среднегодовая температура — +14,6 °C.
- Средняя температура: января — +6,3 °C; августа — +24,3 °C.
- Среднегодовая скорость ветра — 1,7 м/с.
- Среднегодовая влажность воздуха — 75 %.
- Среднегодовая температура воды — +16,2 °C (максимальная — +30,1 °С).
- Среднегодовое количество осадков — 1651 мм.
- Число солнечных дней — 48 (общая облачность), 125 (нижняя облачность).
- Число пасмурных дней — 154 (общая обл.), 68 (нижняя обл.)[31].

| Показатель                        | Янв.  | Фев.  | Март | Апр. | Май  | Июнь | Июль | Авг. | Сен. | Окт. | Нояб. | Дек. | Год   |
| --------------------------------- | ----- | ----- | ---- | ---- | ---- | ---- | ---- | ---- | ---- | ---- | ----- | ---- | ----- |
| Абсолютный максимум, °C           | 22,4  | 23,5  | 30,0 | 33,7 | 34,7 | 35,2 | 39,4 | 38,5 | 36,0 | 32,1 | 29,1  | 23,5 | 39,4  |
| Средний суточный максимум, °C     | 9,9   | 10,4  | 12,7 | 17,0 | 21,2 | 25,4 | 27,9 | 28,6 | 25,2 | 20,7 | 15,6  | 12,0 | 18,9  |
| Средняя температура, °C           | 6,3   | 6,5   | 8,6  | 12,3 | 16,6 | 20,9 | 23,7 | 24,3 | 20,5 | 16,2 | 11,4  | 8,3  | 14,6  |
| Средний суточный минимум, °C      | 3,8   | 3,7   | 5,6  | 9,0  | 13,3 | 17,4 | 20,0 | 20,7 | 16,9 | 13,1 | 8,5   | 5,7  | 11,5  |
| Абсолютный минимум, °C            | −13,4 | −12,6 | −7   | −3,8 | 3,0  | 7,1  | 12,6 | 10,4 | 2,7  | −3,2 | −5,4  | −8,3 | −13,4 |
| Норма осадков, мм                 | 177   | 134   | 133  | 109  | 107  | 95   | 120  | 106  | 140  | 177  | 175   | 178  | 1651  |
| Температура воды, °C              | 9,7   | 8,8   | 9,1  | 11,3 | 15,4 | 20,1 | 24,2 | 25,6 | 23,4 | 19,7 | 15,2  | 11,8 | 16,2  |
| Источник: Погода и климат, ЕСИМО. |       |       |      |      |      |      |      |      |      |      |       |      |       |

| Солнечное сияние, часов за месяц | Солнечное сияние, часов за месяц | Солнечное сияние, часов за месяц | Солнечное сияние, часов за месяц | Солнечное сияние, часов за месяц | Солнечное сияние, часов за месяц | Солнечное сияние, часов за месяц | Солнечное сияние, часов за месяц | Солнечное сияние, часов за месяц | Солнечное сияние, часов за месяц | Солнечное сияние, часов за месяц | Солнечное сияние, часов за месяц | Солнечное сияние, часов за месяц | Солнечное сияние, часов за месяц |
| Месяц                            | Янв                              | Фев                              | Мар                              | Апр                              | Май                              | Июн                              | Июл                              | Авг                              | Сен                              | Окт                              | Ноя                              | Дек                              | Год                              |
| Солнечное сияние, ч              | 96                               | 105                              | 145                              | 161                              | 221                              | 258                              | 279                              | 281                              | 226                              | 195                              | 121                              | 86                               | 2 174                            |
| -------------------------------- | -------------------------------- | -------------------------------- | -------------------------------- | -------------------------------- | -------------------------------- | -------------------------------- | -------------------------------- | -------------------------------- | -------------------------------- | -------------------------------- | -------------------------------- | -------------------------------- | -------------------------------- |

| Максимальная и минимальная среднемесячная температура | Максимальная и минимальная среднемесячная температура | Максимальная и минимальная среднемесячная температура | Максимальная и минимальная среднемесячная температура | Максимальная и минимальная среднемесячная температура | Максимальная и минимальная среднемесячная температура | Максимальная и минимальная среднемесячная температура | Максимальная и минимальная среднемесячная температура | Максимальная и минимальная среднемесячная температура | Максимальная и минимальная среднемесячная температура | Максимальная и минимальная среднемесячная температура | Максимальная и минимальная среднемесячная температура | Максимальная и минимальная среднемесячная температура |
| Месяц                                                 | Янв                                                   | Фев                                                   | Мар                                                   | Апр                                                   | Май                                                   | Июн                                                   | Июл                                                   | Авг                                                   | Сен                                                   | Окт                                                   | Ноя                                                   | Дек                                                   |
| Самый тёплый, °C                                      | 12,3                                                  | 10,2                                                  | 11,9                                                  | 16,1                                                  | 19,5                                                  | 24,2                                                  | 26,4                                                  | 27,0                                                  | 23,4                                                  | 19,8                                                  | 16,1                                                  | 12,3                                                  |
| Самый холодный, °C                                    | 0,7                                                   | 0,8                                                   | 3,0                                                   | 8,3                                                   | 13,8                                                  | 17,8                                                  | 20,1                                                  | 20,4                                                  | 16,5                                                  | 11,2                                                  | 6,3                                                   | 4,3                                                   |
| ----------------------------------------------------- | ----------------------------------------------------- | ----------------------------------------------------- | ----------------------------------------------------- | ----------------------------------------------------- | ----------------------------------------------------- | ----------------------------------------------------- | ----------------------------------------------------- | ----------------------------------------------------- | ----------------------------------------------------- | ----------------------------------------------------- | ----------------------------------------------------- | ----------------------------------------------------- |

## Административно-территориальное устройство

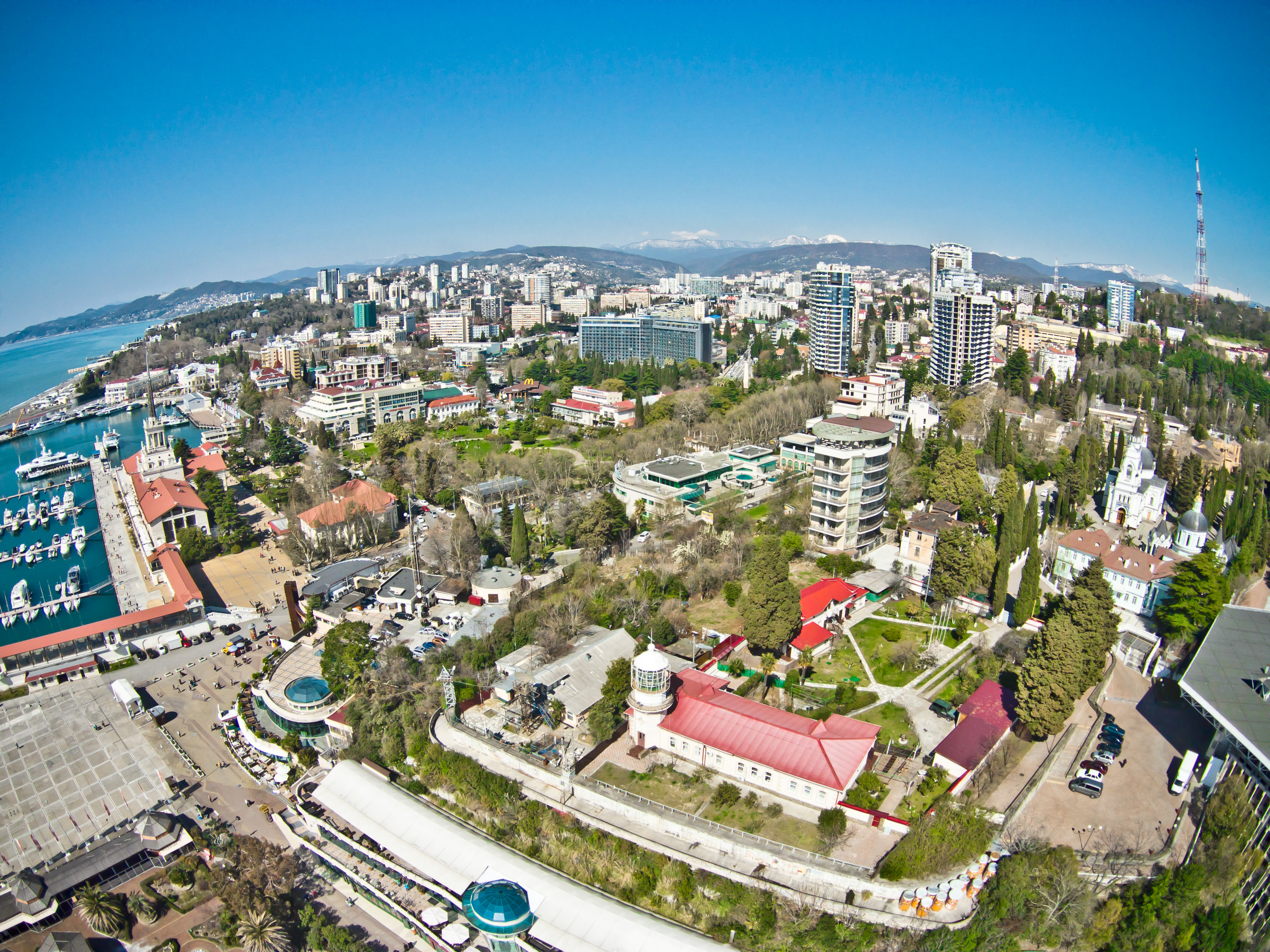
Вид на центральную часть города.

Монумент Архангела Михаила — небесного покровителя города

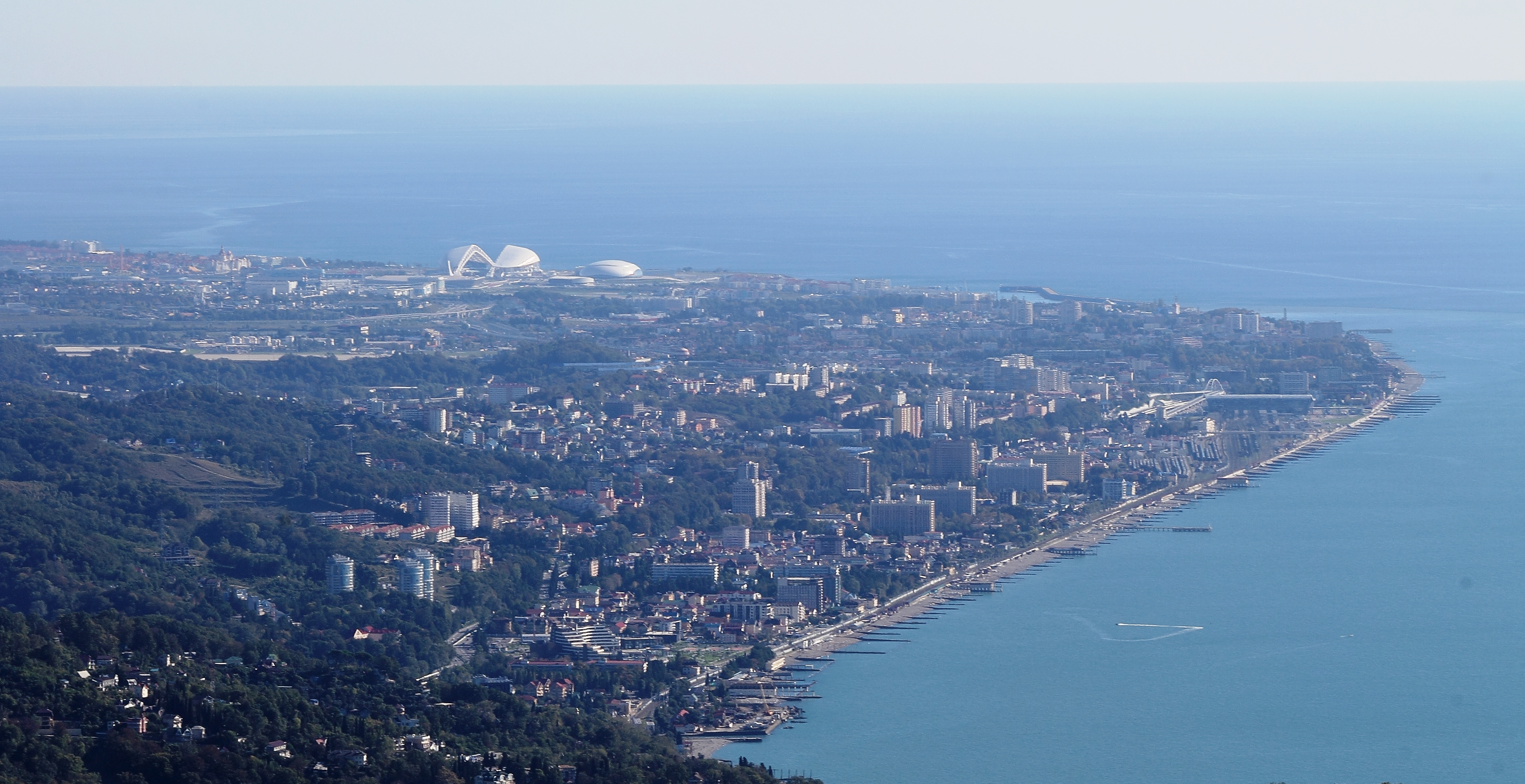
Вид на Адлер с горы Ахун

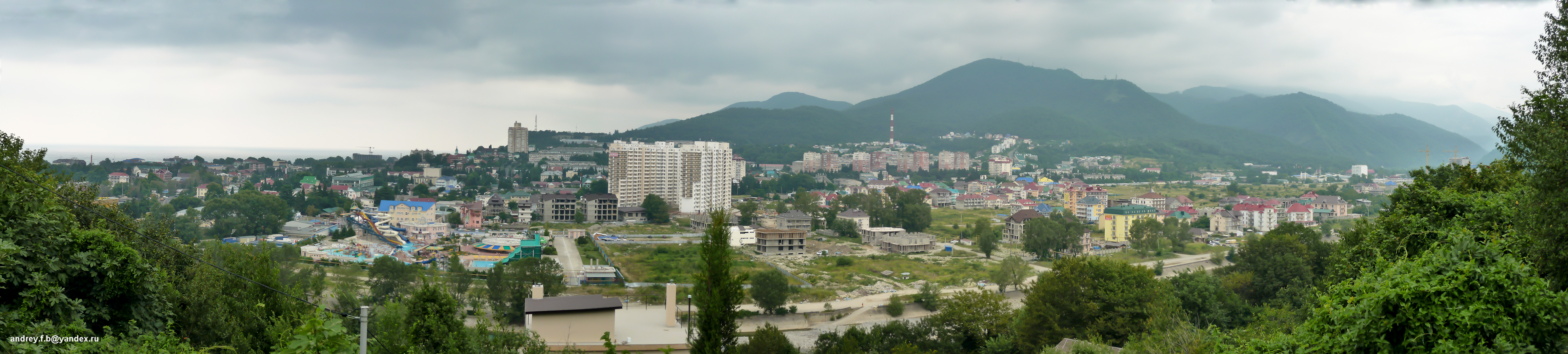
Панорама Лазаревского

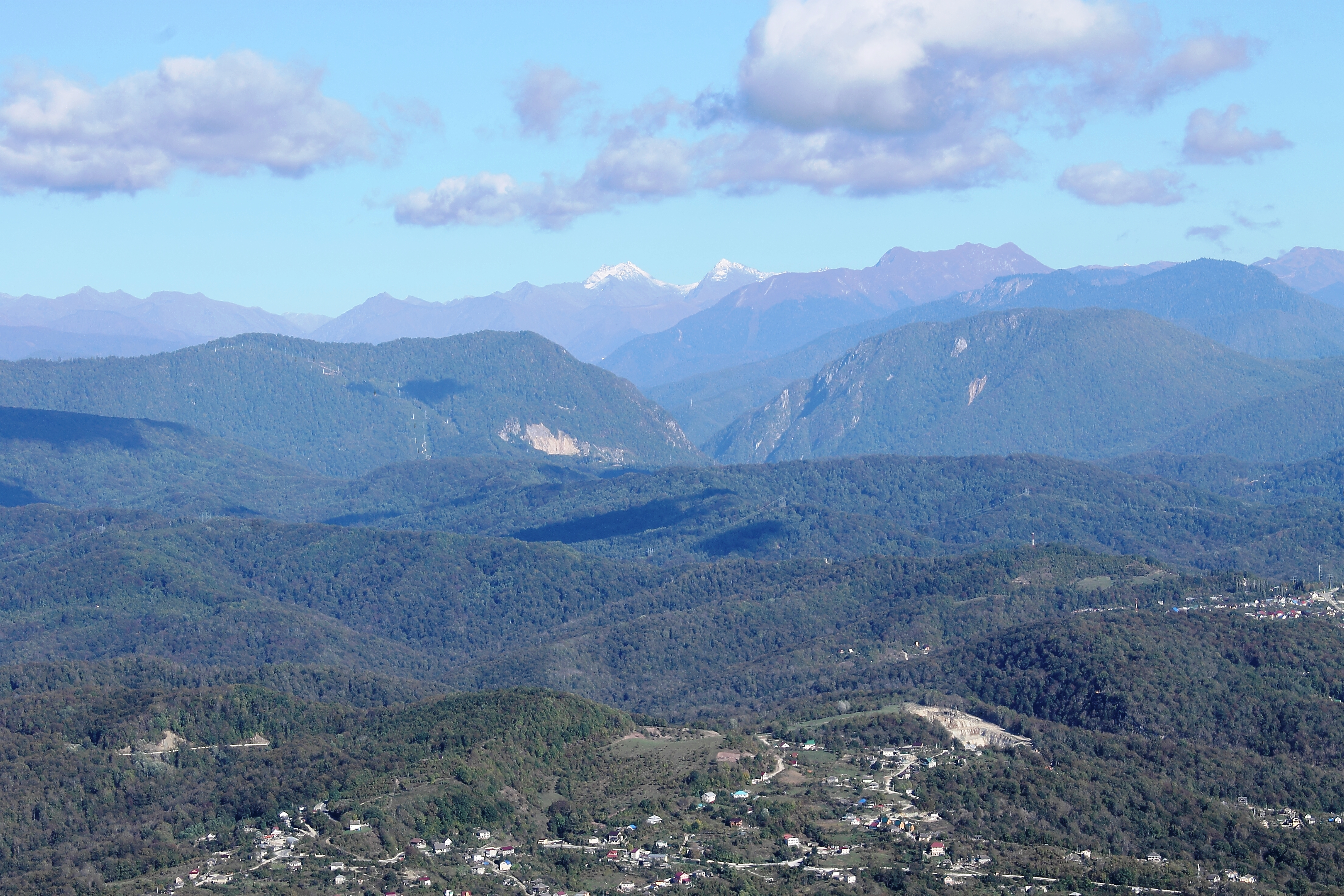
Горная часть территории города Сочи. Вид с горы Ахун в сторону Красной Поляны

В состав города Сочи входят 4 внутригородских района: Адлерский, Лазаревский, Хостинский и Центральный. Администрации внутригородских районов непосредственно подчиняются главе администрации города Сочи. В свою очередь внутригородским районам административно подчинены 1 поселковый и 11 сельских округов, находящиеся в пределах границ города Сочи.
Расположение районов:
- Адлерский район — от реки Псоу до реки Кудепста, исключая территорию пгт Сириус,
- Хостинский район — от реки Кудепста до реки Верещагинка,
- Центральный район — от реки Верещагинка до села Сергей-Поле,
- Лазаревский район — от села Сергей-Поле до посёлка Магри.

Адлерскому внутригородскому району, кроме Адлера, подчинены 1 поселковый и 3 сельских округа: Краснополянский поселковый округ, Кудепстинский сельский округ, Молдовский сельский округ, Нижнешиловский сельский округ. Лазаревскому внутригородскому району, кроме Лазаревского, подчинены 6 сельских округов: Верхнелооский, Кировский, Кичмайский, Лыготхский, Солохаульский, Волковский. Хостинскому внутригородскому району, кроме Хосты, подчинены 2 сельских округа Барановский и Раздольский. В Центральном внутригородском районе ни сельских, ни поселковых округов не имеется.

## История

Колхида и Иберия

Административное деление в Грузинском царстве

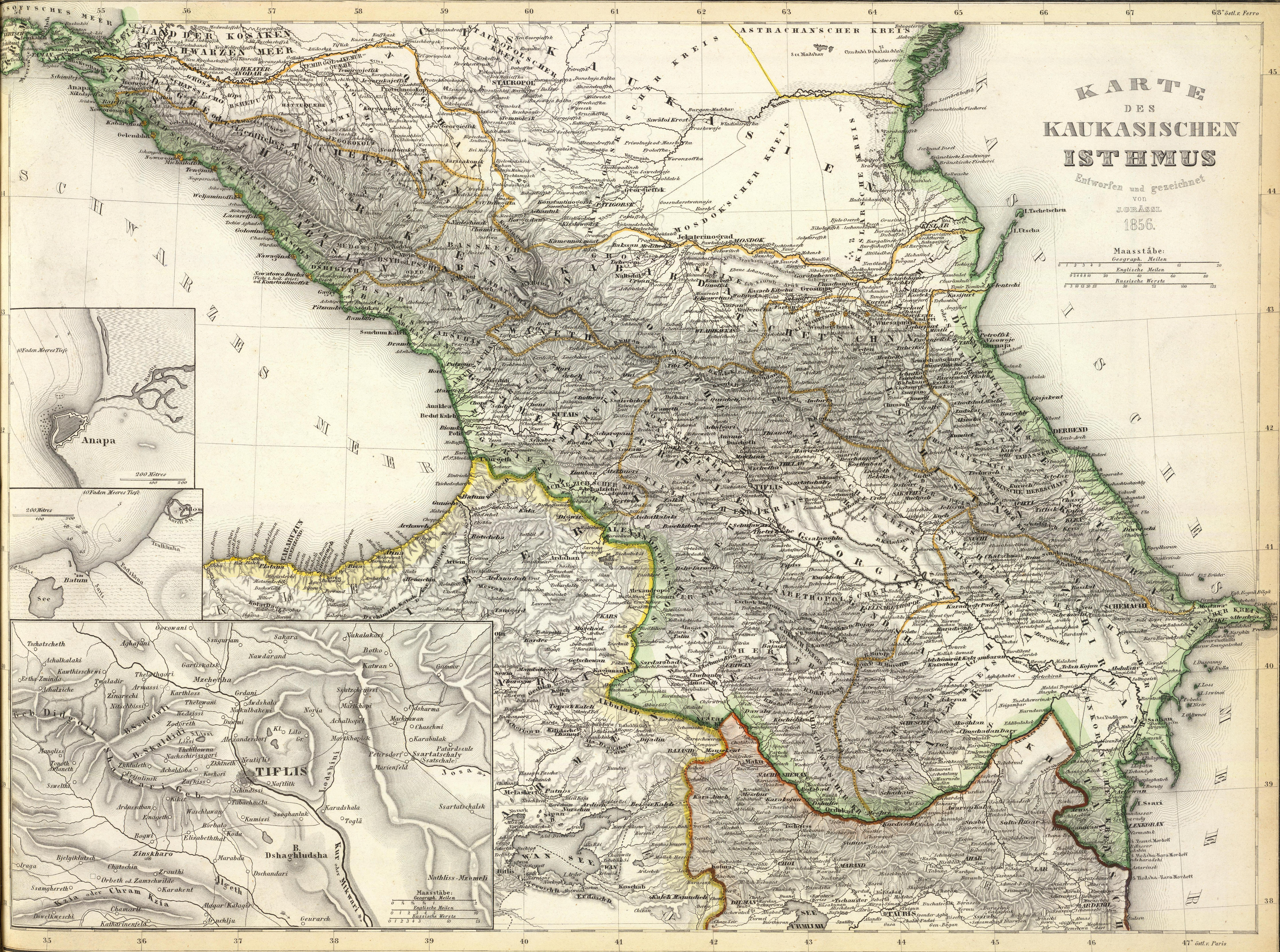
Karte des Kaukasischen Isthmus. Entworfen und gezeichnet von J. Grassl, 1856

Район Сочи и прилегающее к нему черноморское побережье имеют древнюю историю, о чём свидетельствуют археологические находки в регионе. Свои следы здесь оставили доантичные времена, античность, раннее и позднее Средневековье, советский и постсоветский периоды.
Первое русское поселение на территории Сочи было образовано в 1838 году. 13 апреля (25 апреля) этого же года русская эскадра недалеко от устья реки Сочи высадила десант, основавший форт Александрия, названный в честь императрицы Александры Фёдоровны. Позже форт стал называться Навагинским — в честь неудачно высадившегося первого десанта Навагинского полка в количестве 300 человек. Первый десант погиб из-за невозможности повторной высадки (плохие погодные условия). Лишь со второй попытки удалось захватить плацдарм. И сейчас одна из центральных улиц Сочи называется Навагинской. Часть стены форта Навагинского сохранилась. Она находится на Эллинском спуске, во дворе здания бывшего дома Политиди, в котором в советское время располагалась поликлиника.

### Ранняя история
На основании сходства древнейших из известных в кавказском Причерноморье кремнёвых орудий предполагается, что первые люди проникли в окрестности Сочи через Колхиду из Малой Азии 400—350 тыс. лет назад, то есть в эпоху раннего ашёля. Древнейшие следы обитания человека обнаружены в окрестностях Хосты, левобережной и правобережной части низовий Мзымты и на правобережье Псоу.
Самая знаменитая стоянка каменного века — Ахштырская пещера, заселённая 250 тыс. лет назад. В третьем тысячелетии до нашей эры здесь проживали племена майкопской культуры, которую сменила дольменная культура, просуществовавшая здесь более тысячи лет.
Отсюда, согласно Ассирийским источникам VIII—VII вв. до н. э., в страны Передней и Малой Азии пришли киммерийцы. Самым ранним государственным образованием на территории Гагра была Колхида (XII век до н. э.). Древняя Колхида располагалась вдоль восточного побережья Чёрного моря (Черноморское побережье Кавказа), занимая Колхидскую низменность и прилегающие районы. Основным населением государства и исторической области были колхи. В 335 году до н. э. Псевдо-Скилак, один из древнейших античных географов, называет племена ахеян и гениохов, проживающие на побережье от современного Геленджика до Великой Диоскурии.
Греческая колонизация Черноморского побережья Кавказа началась примерно в VI—V вв. до н. э. с появлением городов-государств, которые активно торговали с гениохами. Примерно в 85 году до н. э. племена гениохов и Колхида попадают под зависимость Понтийского царства. В 74 году до н. э. гениохи выступают союзниками царя Понтийского царства Митридата VI Евпатора в войне с Римом. В 66 году до н. э. перезимовав в Диоскуриаде, Митридат VI Евпатор прошёл через землю гениохов, дружески принявших его, ахейцев же обратив в бегство и преследовал.
В I—V веках н. э. проходит римская колонизация Черноморского побережья Кавказа. В I веке н. э. географ древности Страбон в описании берегов Чёрного моря упоминает ахеев, зихов и гениохов, проживающих на побережье от современных Геленджика — Туапсе до современных Адлера — Пицунды. По сообщению Страбона гениохи были известны античному миру как пираты. Аристотель утверждал, что гениохи были людоедами.

### Раннее Средневековье
После ряда войн Византии с Персией, в целом для Византии неудачных, императору Юстиниану удалось в 562 году подписать договор, по которому Западный Кавказ отходил под влияние Византийской державы. Началось военное, культурное влияние Византии на Черноморское побережье Кавказа.
Именно Юстиниану народное предание приписывает христианизацию, хотя в действительности это произошло несколько раньше. Так имя епископа зихов Дамиана имеется среди подписей Константинопольского собора 526 года.
В начале IX века Эгриси-Лазика совместно с усилившейся Абазгией образовала Абхазское царство. Согласно грузинским летописям, царь Леон II разделил своё царство на восемь княжеств: собственно Абхазию, Цхуми, Бедию, Гурию, Рачу и Лечхуми, Сванетию, Аргвети и Кутаиси , Сочи находилась в пределах эриставства Абхазии. Период наиболее сильного прямого византийского влияния на Черноморском побережье Кавказа продолжался с VI до начала VIII века. Во второй половине VIII века, сохранив своё политическое влияние, Византия всё же вынуждена была признать Абхазское царство. В 844 году Византия, пытаясь вернуть господство над Абхазским царствoм, направила морем многочисленные войска. Но византийский флот ещё до высадки потрепала буря, а достигшие берега войска потерпели поражение, потеряв в общей сложности до 40 тысяч человек. После этого Византия отказалась от попыток поработить Абхазское царство.
К середине X в. Абхазское царство достигает наибольшего расширения своих границ: оно охватывает всю Западную и значительную часть Восточной Грузии, а на севере простирается вдоль черноморского побережья вплоть до района современной Анапы. В Нижней Картли оно дошло до города Самшвилде, а также покорило южную часть Тао-Кларджети, с 1008 года абхазское царство трансформируется в Единое Грузинское царство.
В XI—XIII вв. в Грузии происходит культурный подъём. Это время Давида Строителя (1089—1125), время дальнейшего активного строительства храмов как в Грузии, так и в Причерноморье. Грузинские царица Тамара (1184—1212), Русудан (1212—1227) пытались упрочить своё влияние среди адыгов распространением христианства. Имя царицы Тамары было необычайно популярно среди всех горцев Кавказа. Часть адыгов в религиозном отношении была подчинена Грузинской церкви.
Наиболее ранним храмом на территории Сочи была базилика (прямоугольное здание, вытянутое с запада на восток) на территории совхоза «Южные культуры» в Адлере, разрушенная в 1954 году при строительстве водопровода. Предположительно построена в VI веке. Памятник обследовали в разное время кандидаты исторических наук Л. Н. Соловьёв и Н. В. Анфимов. Наиболее ранние предметы, позволяющие датировать памятник, — предалтарные плиты с резьбой на двух сторонах. На одной стороне плиты вырезаны кресты с почти равными концами, по форме схожими из раскопок Пицундского храма. На основании этого сходства Л. Н. Соловьёв датировал время сооружения памятника VI веком. Это определение им же подтверждается ещё и тем, что кресты взяты в ромбическую рамку и тем, что мраморные плиты изготовлены из константинопольского мрамора. Наиболее активно строительство храмов развернулось в X—XII веках. Оно совпало с пиком развития Византийской империи и со временем формирования централизованного государства в Грузии. На этот же период приходится расцвет караванной торговли на Кавказе. Нередко исследователи истории христианства на Кавказе указывают на близость храмов и монастырей к важным торговым путям, перевальным тропам.
К XI—XII векам в Сочи относят храмы в Хосте, Лесном, Каштанах, Лоо, на горе Ахун, под горой Ефрем и другие. Самый удалённый от берега храм в Глубоком Яру был окружён мощной крепостной стеной, что, вероятно, свидетельствует о том, что глубже в горы к христианам относились не вполне доброжелательно. Вскоре после разделения церквей на Кавказе появляются католические миссионеры. На смену византийцам в XIII и XIV вв. приходят генуэзцы, владевшие рядом торговых факторий на побережье Чёрного моря. Центром их деятельности становится Кафа в Крыму. Кафинский префект Д’Асколи послал к адыгам миссионера Д. де-Лукка. Некоторое влияние оказывала генуэзская колонизация и на Черноморское побережье Кавказа. В целом средневековая история Сочи изучена крайне слабо и недостаточно.

### Переходный период

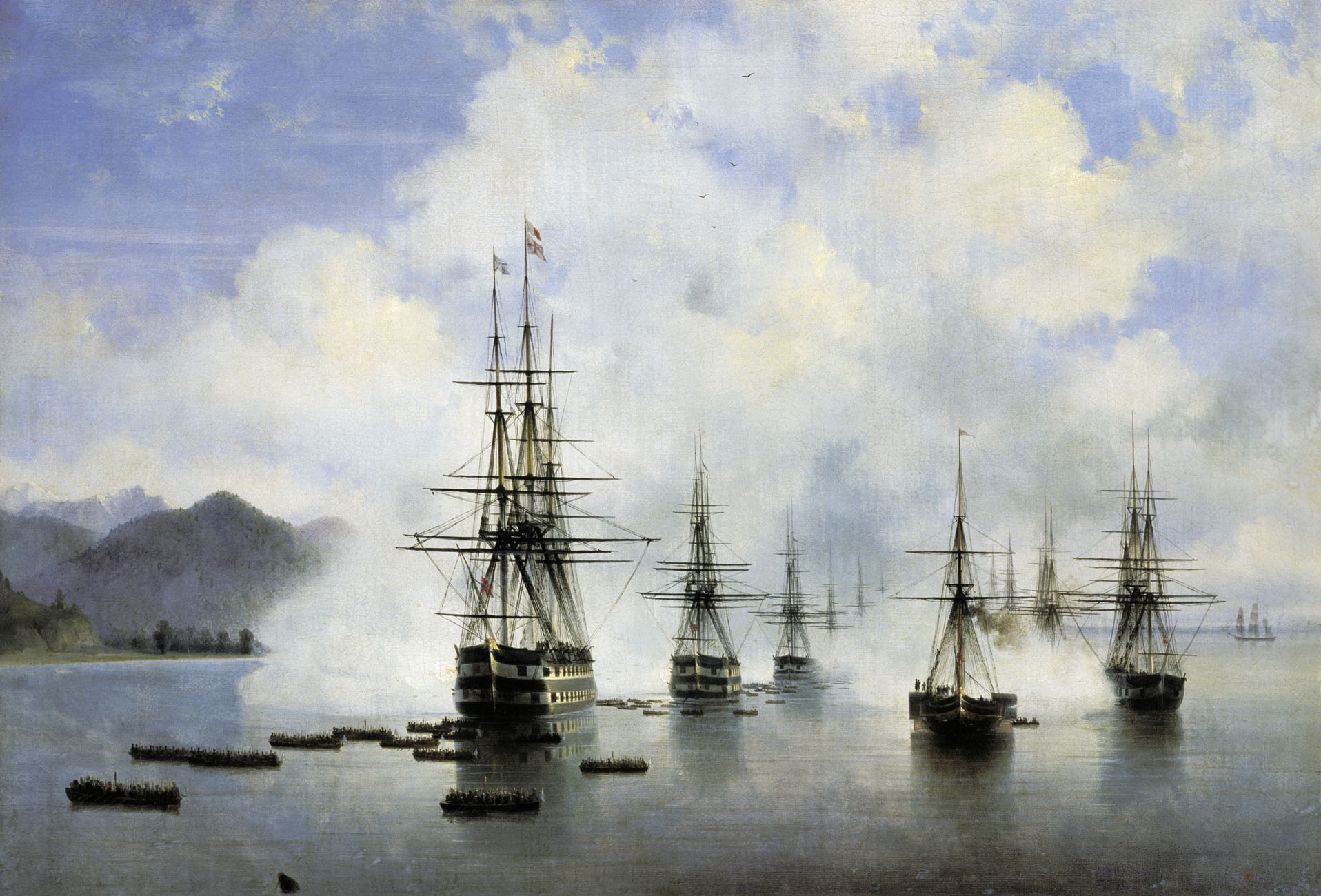
Десант Н. Н. Раевского у Субаши. Иван Айвазовский, 1839 год

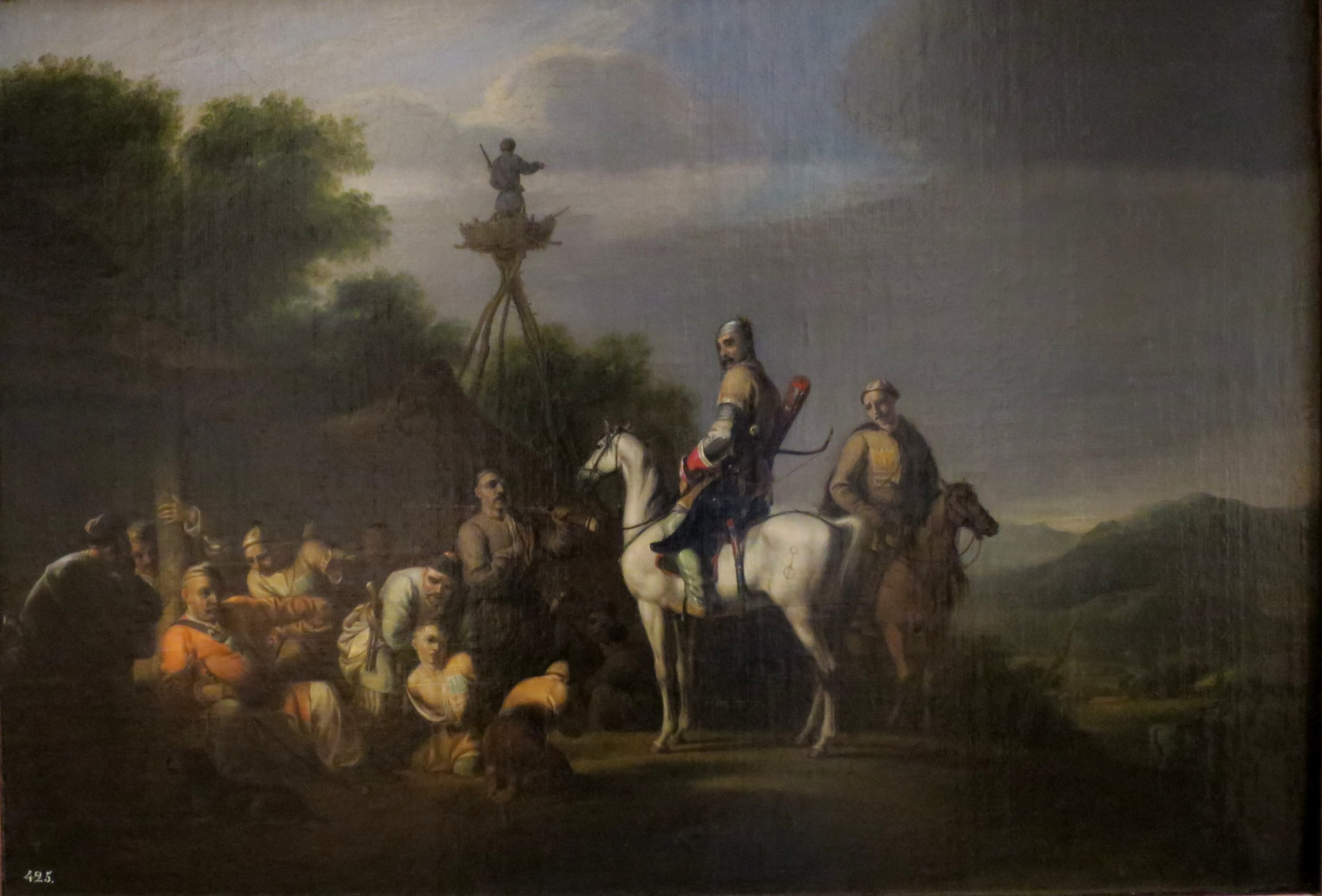
Черкесский князь, продающий двух мальчиков. Вильям Аллан, 1814 год

До второй половины XIX века на территории Большого Сочи — от Вардане до реки Кудепста — проживал воинственный кавказский народ — убыхи. Их численность, по различным подсчетам, составляла 50—150 тысяч человек. Основным их занятием были скотоводство, земледелие, садоводство, работорговля, пиратство. 
В результате русско-турецкой войны 1828—1829 годов по Адрианопольскому мирному договору к Российской империи отходит все восточное побережье Чёрного моря от реки Кубань, до пристани святого Николая, в том числе район современного Сочи. С целью пресечения продажи горцам оружия и прекращения работорговли в установленных Адрианопольским мирным договором границах Российской империи на побережье установили укрепления Черноморской береговой линии. После успешных мероприятий князя Барятинского по замирению горцев Западного Кавказа по всему региону развернулось движение «мухаджиров». Агитаторы из числа фанатичного исламского духовенства призывали горцев переселяться в «единоверческую» Османскую империю. Результатом этого стала депопуляция всего Западного Кавказа, значительно сократилось население центрального и восточного Кавказа и Крыма. В Турцию уезжали целыми аулами. Переселение носило стихийный характер. Значительное число переселенцев во время него погибло. В настоящее время, по примерным подсчётам, в Турции насчитывается до 500 тыс. потомков кавказских «мухаджиров» и ещё столько же разбросано по странам Ближнего Востока и Магриба.
24 июня (6 июля) 1861 г. Александр II издал рескрипт на имя наказного атамана Кубанского казачьего войска генерал-адъютанта Евдокимова, в котором весьма чётко обозначил курс на полное изгнание немирных черкесов и аннексию их страны. В рескрипте Александр писал:

«Ныне, с Божьей помощью, дело полного завоевания Кавказа близко уже к окончанию. Остаётся несколько лет настойчивых усилий, чтобы совершенно вытеснить враждебных горцев с занимаемых ими плодородных стран и навсегда водворить на сих последних русское христианское население».

### Новое время
Город Сочи основан 21 апреля (3 мая) 1838 года как форт Александрия. На территории нынешнего Сочи во время Кавказской войны также основаны укрепление Святого Духа (в 1837, положившее начало будущему Адлеру), форты Лазаревский и Головинский (1839), ставшие впоследствии посёлками Лазаревское и Головинка. Цель укреплений — пресечение работорговли и контрабандной продажи горцам оружия. В 1839 форт Александрия переименован в Навагинское укрепление. В ходе Крымской войны гарнизоны на побережье вывезли в Новороссийск, так как в Чёрное море вошла англо-французская эскадра под командованием адмирала Эдмунта Лайонса. В 1864 укрепление отстроено заново как Пост Даховский. С 1874 — Даховский Посад, с 1896 — Сочи (по названию реки Сочи, на берегах которой стоял посад).

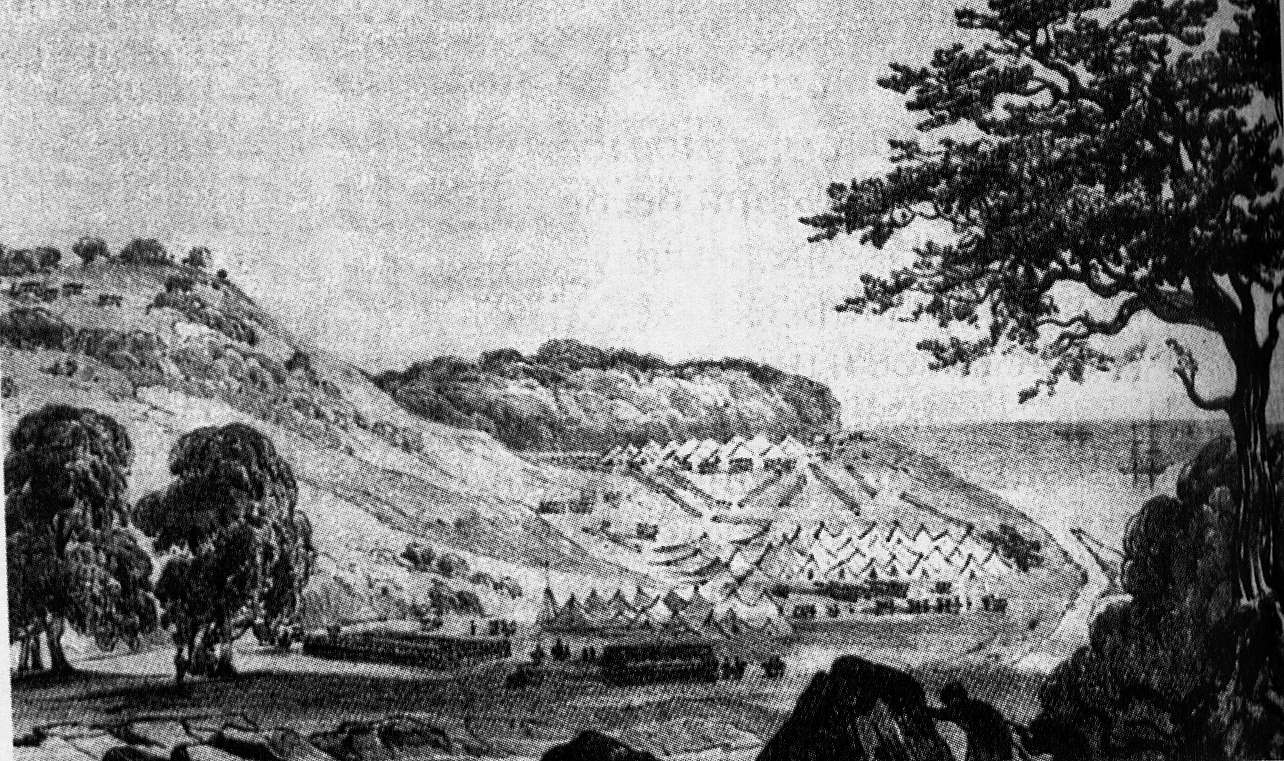
Лагерь русских войск после высадки десанта в устье реки Сочи. 13 апреля 1838 года.
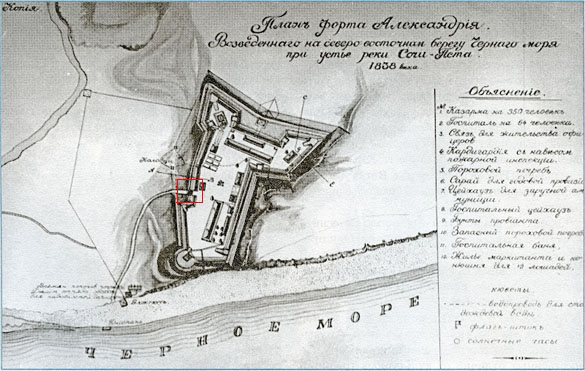
План форта Александрия в устье реки Сочи, положившего начало Центральному району города Сочи.
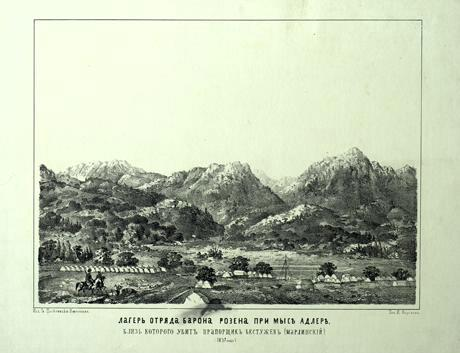
Лагерь русских войск после высадки десанта на мыс Адлер 7 июня 1837 года.
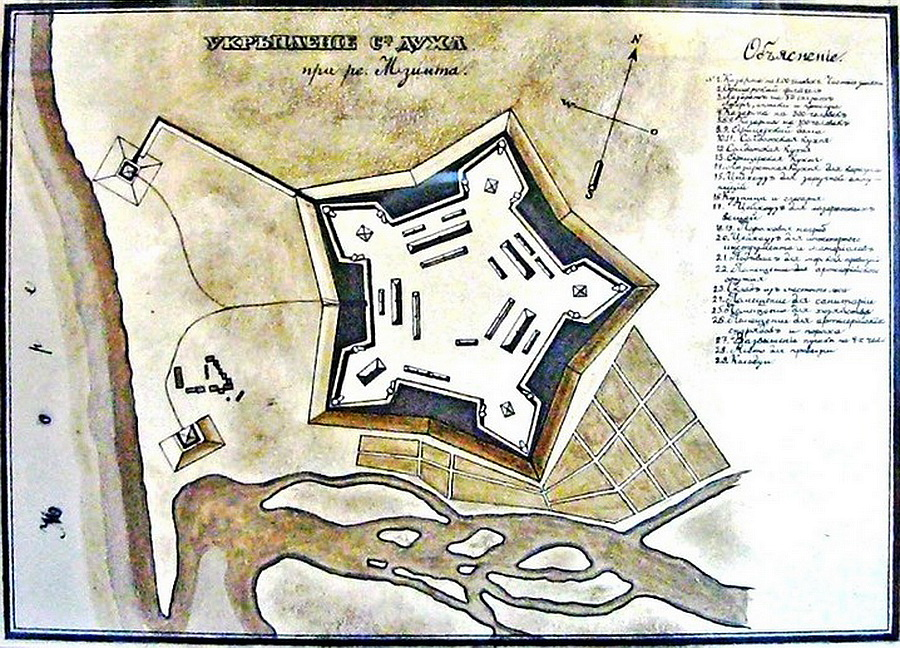
План укрепления Святого Духа в устье реки Мзымта, положившего начало Адлерскому району
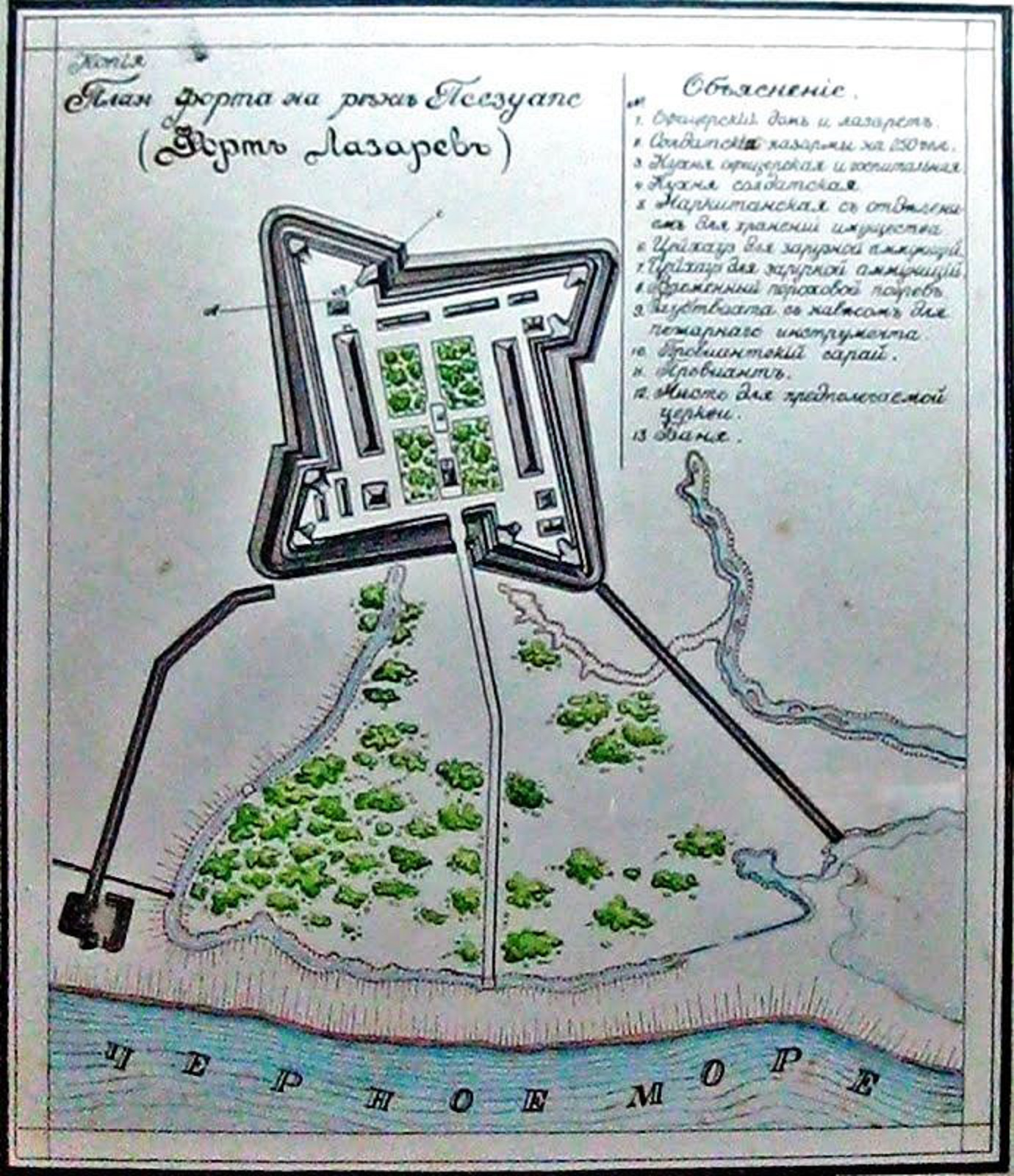
План форта Лазарева в устье реки Псезуапсе, положившего начало Лазаревскому району города Сочи.

15 (28) сентября 1902 года открыто первое ванное здание на Мацесте.
С 28 декабря 1905 (10 января 1906) года по 5 (18) января 1906 года существовала Сочинская республика. 14 (27) июня 1909 года открыт первый курорт — «Кавказская Ривьера», что считается началом Сочи как курорта. 23 апреля (6 мая) 1913 года по инициативе русского писателя П. А. Россиева 75 летним юбилеем впервые был отмечен день основания Сочи. К этой памятной дате на средства полковника Л. Ф. Долинского недалеко от библиотеки имени А. С. Пушкина был установлен памятник. В посаде Сочи издавались следующие периодические издания: до 1917 года «Сочинский курьер», «Черноморский край», «Сочинский листок», православный журнал «Известия Сочинского Свято-Николаевского Братства», после Февральской революции и во время Гражданской войны: «Солдат и Рабочий», «Вестник Кубанского краевого правительства». В 1917 году Сочи присвоен статус города. В годы Гражданской войны город попеременно оказывался под властью большевиков, деникинцев, грузинского — меньшевистского правительства, Комитета Освобождения Черноморской Губернии. Сохранение города Сочи в составе России де-факто — результат боевых действий частей Добровольческой армии генерала А. И. Деникина осенью 1918 — зимой 1919 годов, отвоевавших в ходе Сочинского конфликта сам город Сочи, Адлер, Гагры, всю прибрежную территорию, захваченную весной 1918 года Грузией.

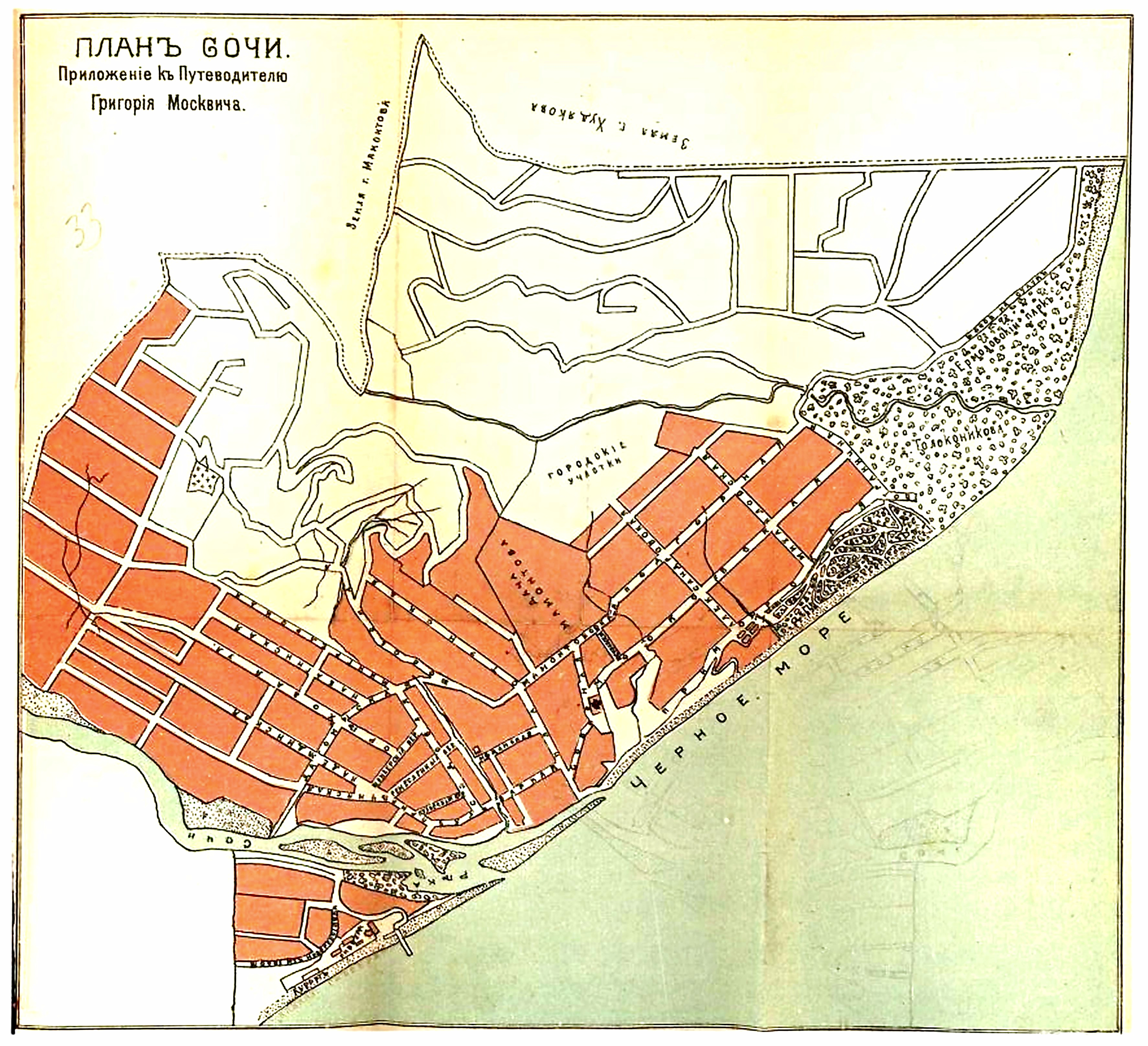
Г. Г. Москвич.План посада Сочи начало XX века.
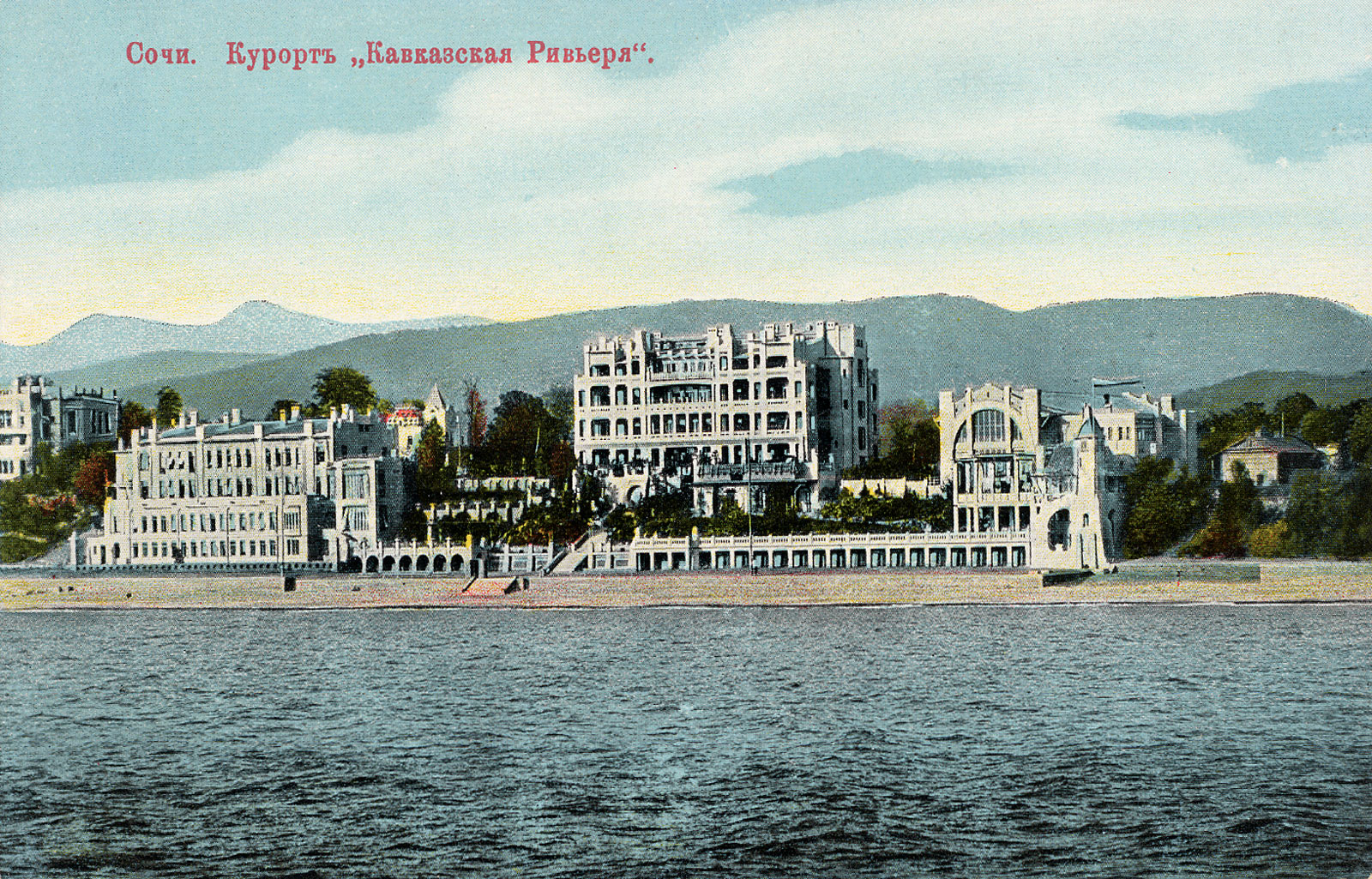
Курорт «Кавказская Ривьера» в Сочи 1910-е.
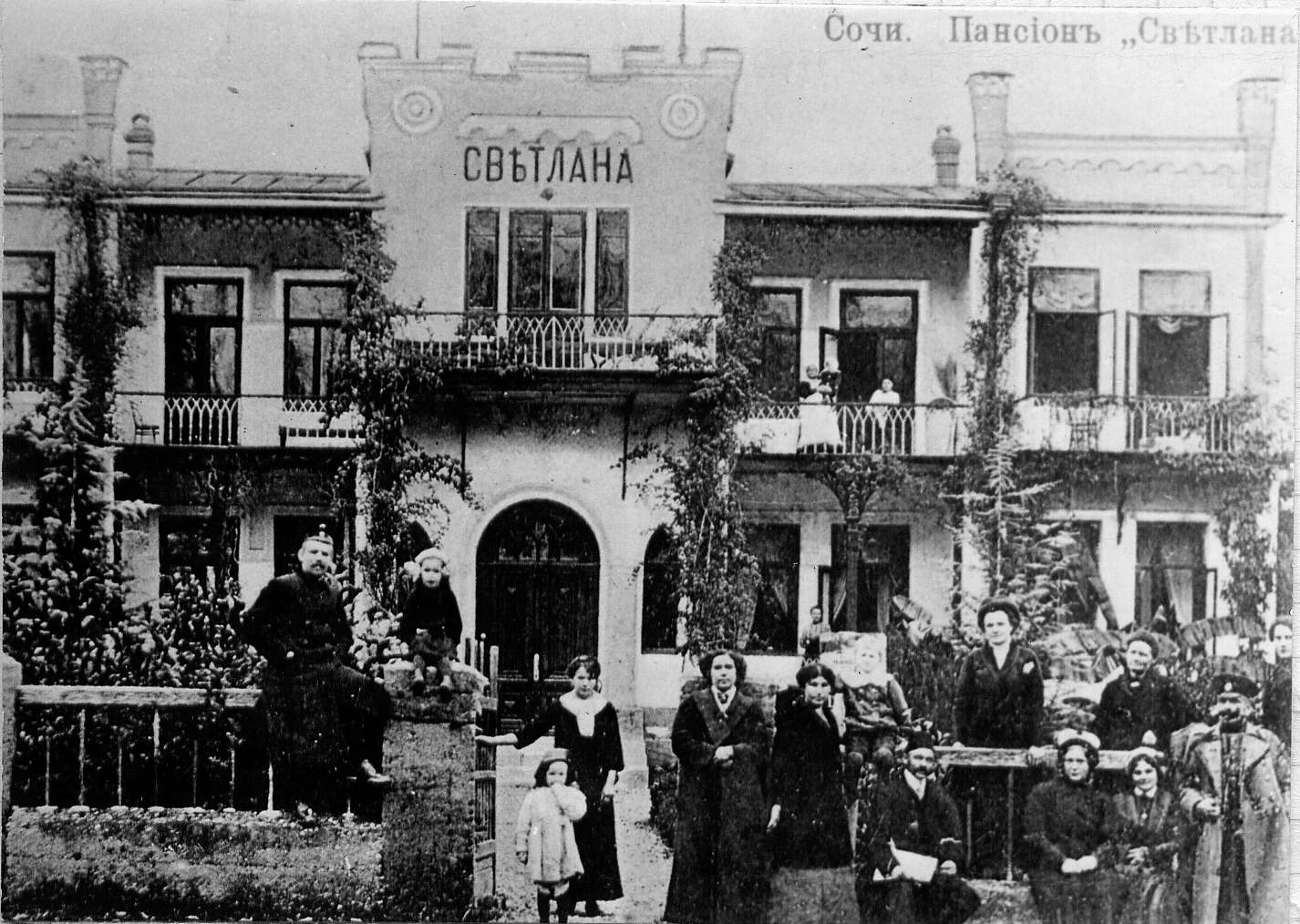
Пансион «Светлана».Сочи.1910-е.
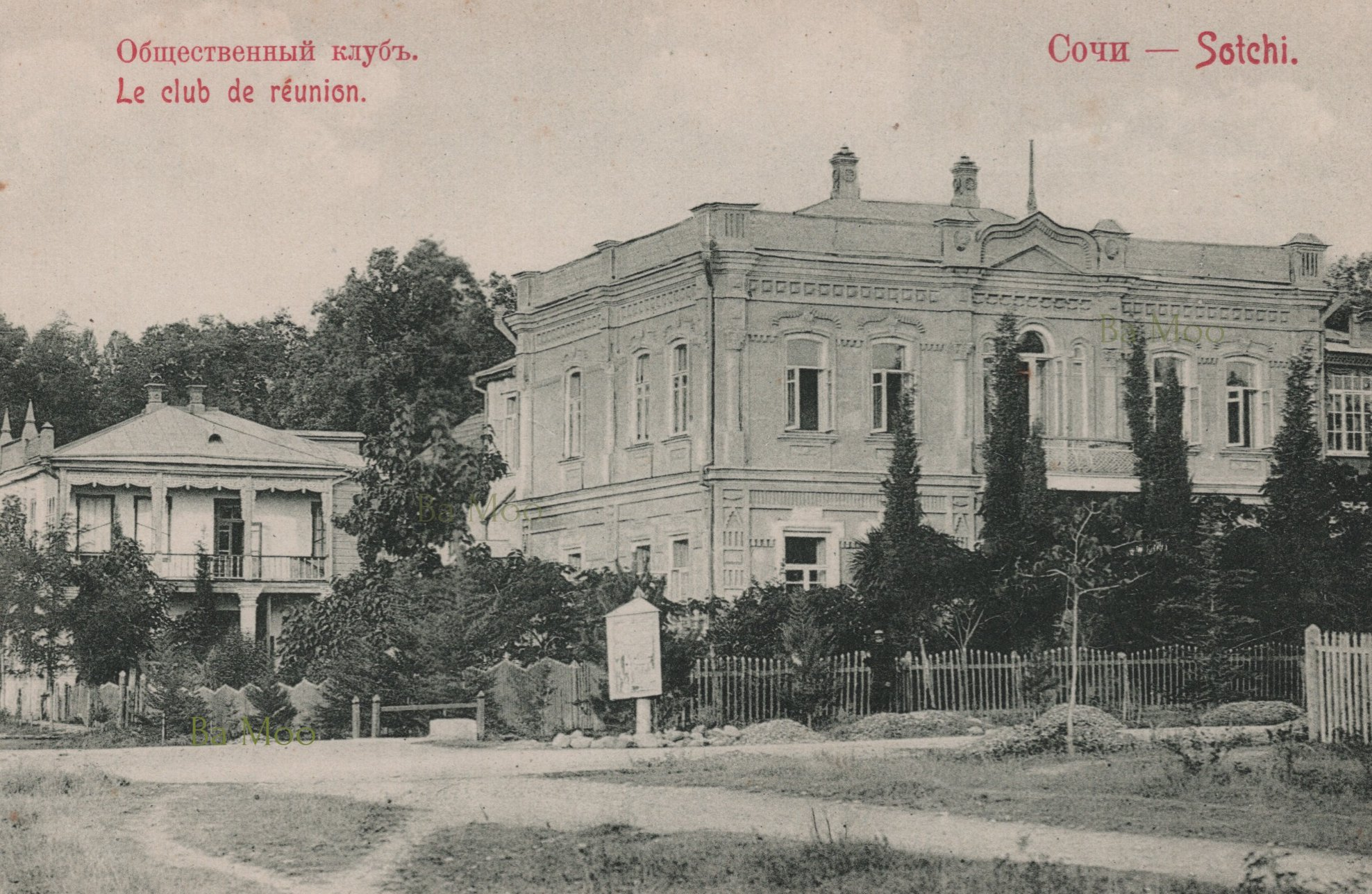
Общественный клуб.Сочи.1910-е
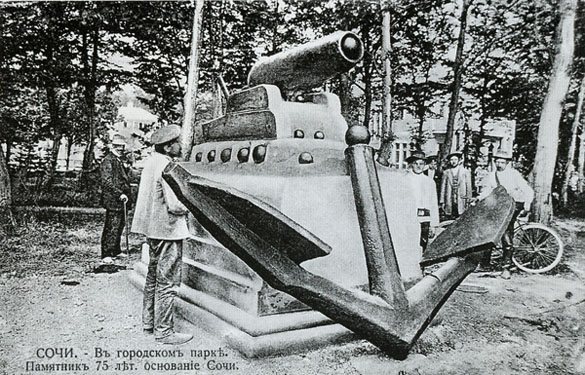
Монумент «Якорь и пушка» Установлен к 75 летию основания Сочи.1913 год.
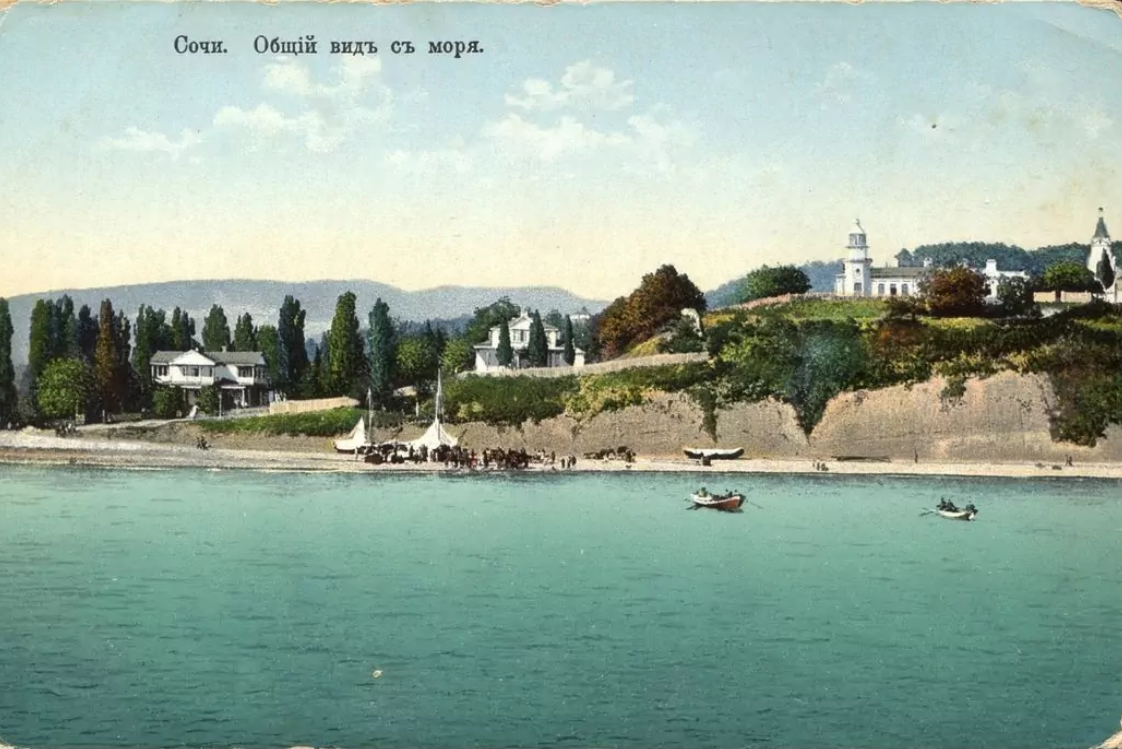
Вид с моря.Сочи.1910-е
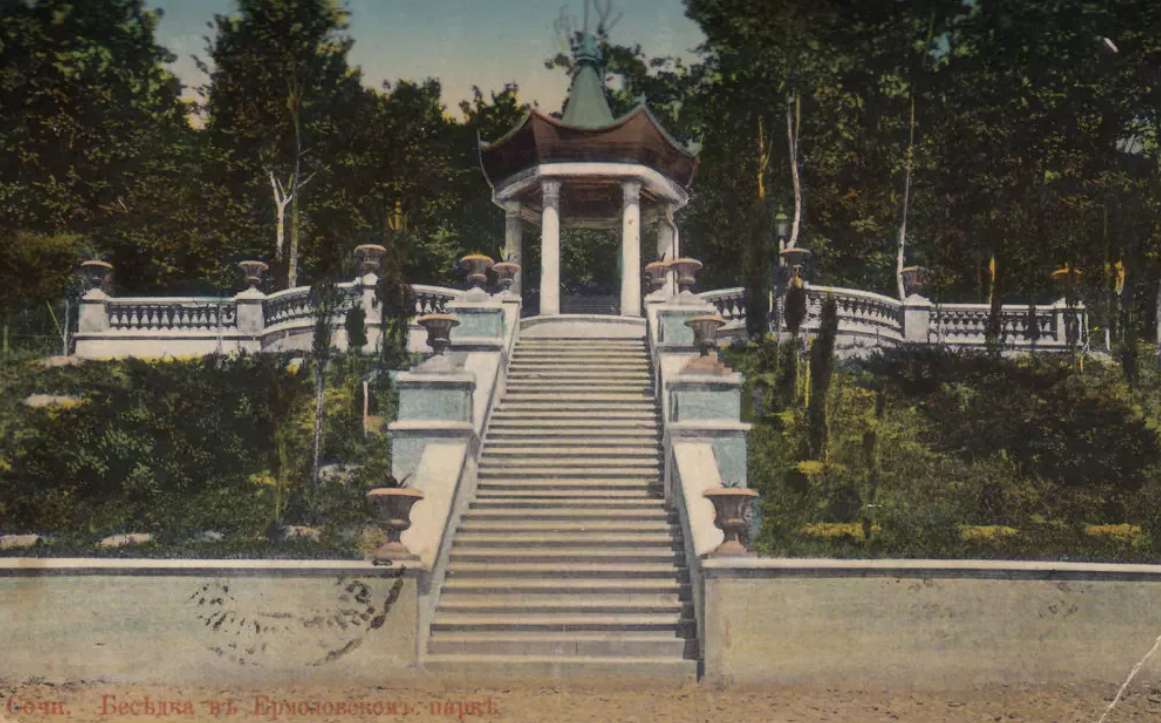
Беседка в Ермоловском парке.Сочи.1910-е
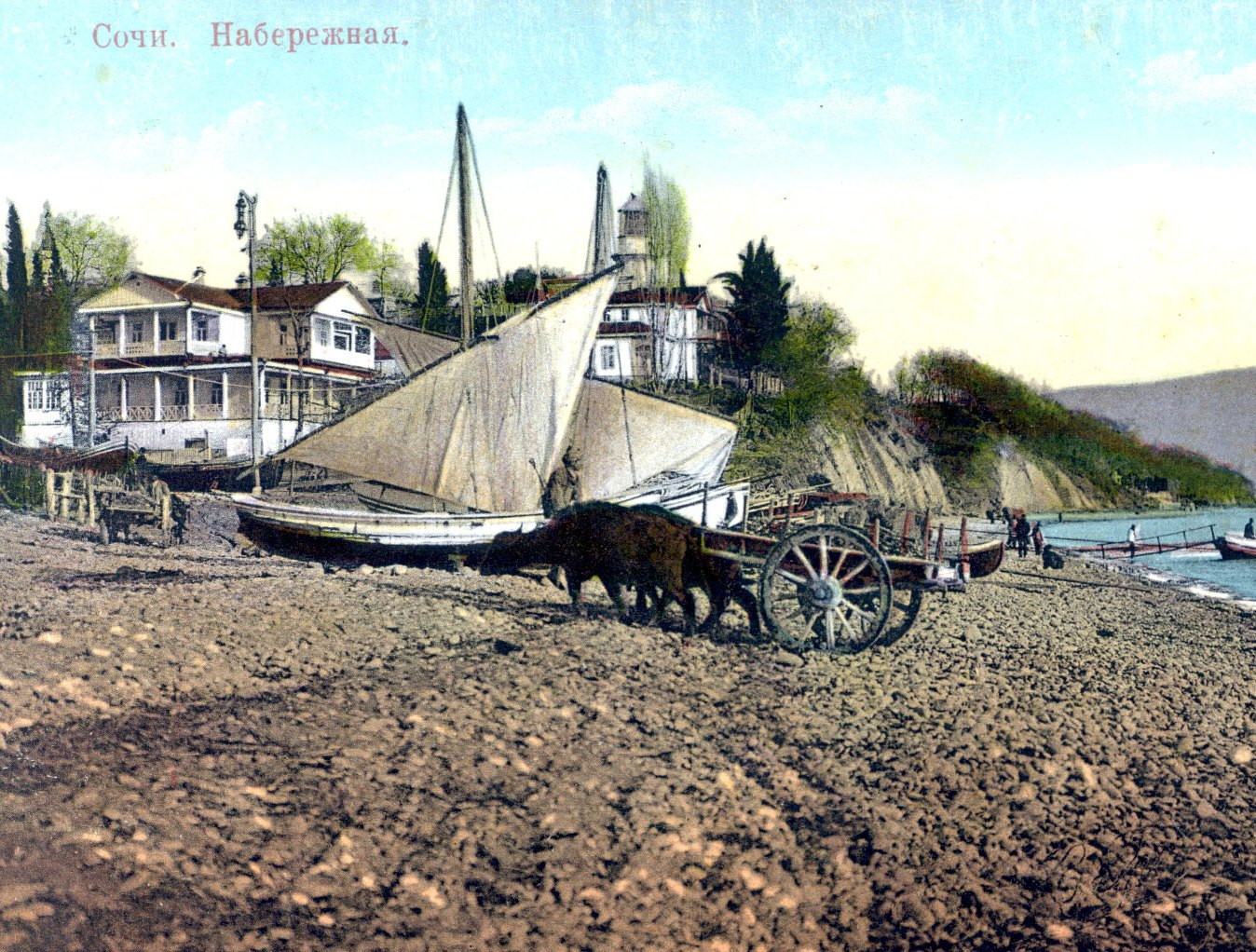
Набережная и маяк в Сочи 1910-е
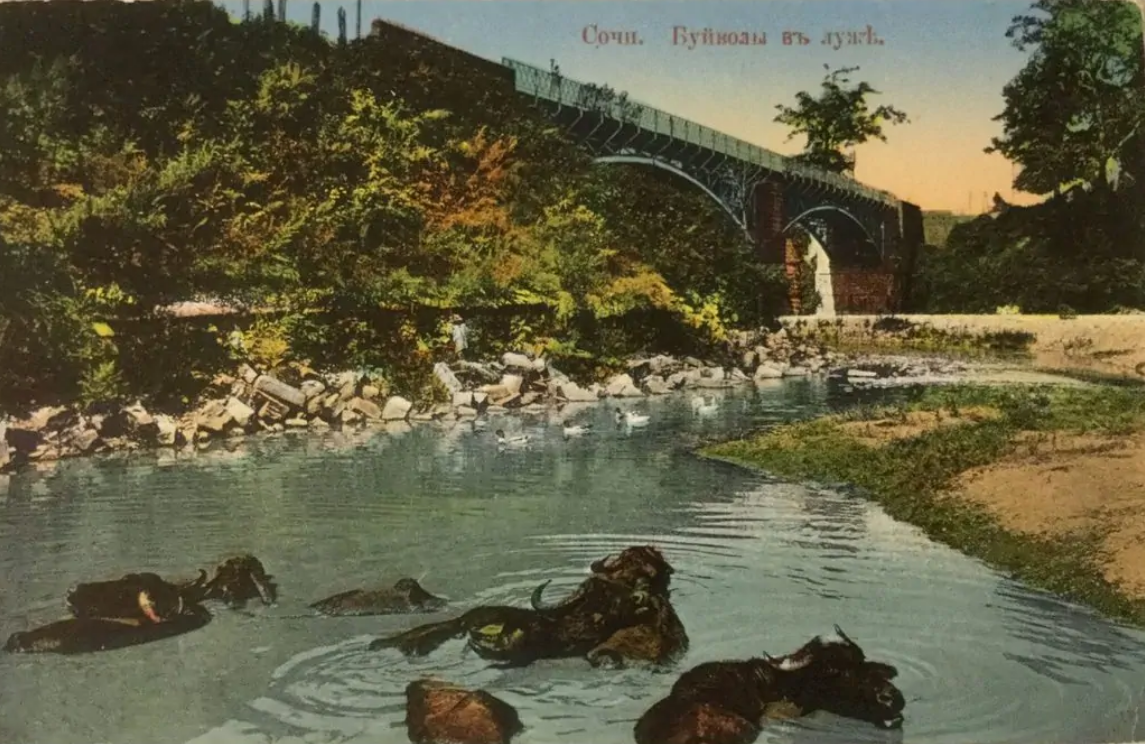
Старый мост в Сочи 1910-е

В апреле 1920 года установилась советская власть.
После Гражданской войны уделяется значительное внимание развитию курортного дела в Сочи. 20 июня 1934 года Президиум ВЦИК постановил:

2. Включить в городскую черту гор. Сочи пригородные населённые пункты: Ареду, Нижнюю Раздольную, Новые Сочи и Соболёвку с окружающими их землями колхозов: имени Будённого, Красный семеновод и Нижне-Раздольный; сельхозартель ОГПУ, дом отдыха ОГПУ, земельный участок сельхозкомбината имени Ленина и Сочинскую плодовую опытную станцию субтропических культур.

3. В изъятие из действующего законодательства выделить гор. Сочи в самостоятельную административно-хозяйственную единицу с подчинением Сочинского горсовета непосредственно Азово-Черноморскому крайисполкому.

4. В связи с выделением гор. Сочи в самостоятельную административно-хозяйственную единицу центр Сочинского района перенести в селение Адлер с сохранением прежнего названия района.

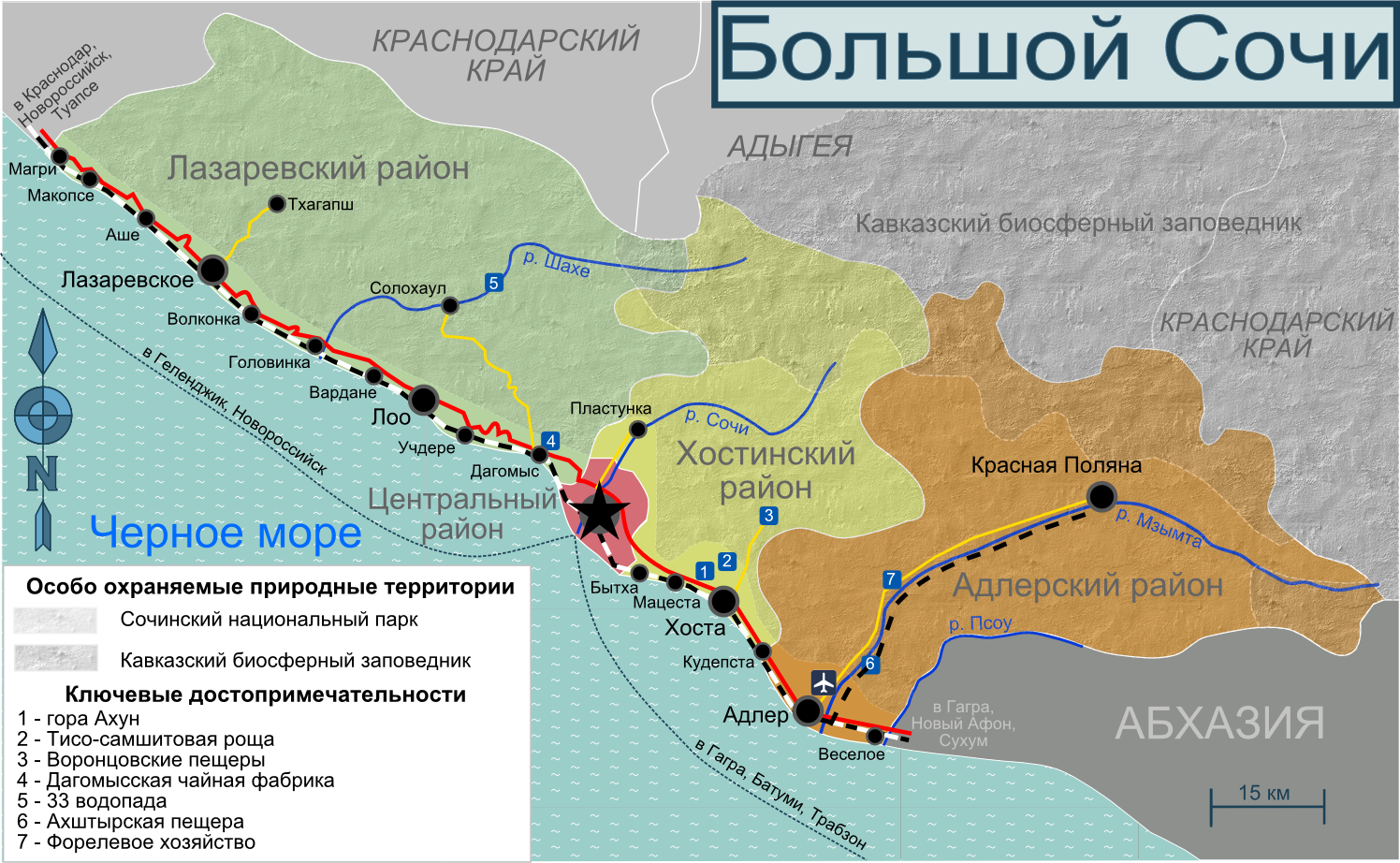
План современного города-курорта Сочи.

В 30-х годах начинается новый этап в истории города. В 1933 году правительство утвердило первый Генеральный план реконструкции Сочи-Мацестинского курортного района. В 1934 году начинается генеральная реконструкция Сочи-Мацестинского курорта под руководством Александра Денисовича Метелёва. Осью проекта стала магистраль Ривьера — Мацеста (позже Сталинский проспект, ныне — Курортный проспект). Создаются новые санатории, институт курортологии, театры, прочая инфраструктура.

Строятся дачи для руководителей государства. В 1934 году по инициативе наркома К. Е. Ворошилова началось строительство по проекту М. И. Мержанова, личного архитектора И. В. Сталина, дачи Бочаров Ручей, ныне — официальная резиденция президента России. Для И. В. Сталина построены четыре дачи, из которых чаще всего посещал «Новую Мацесту» (также построенную по проекту Мержанова; сейчас в её бывшем кинозале — музей). С 1937 Сочи в составе Краснодарского края.

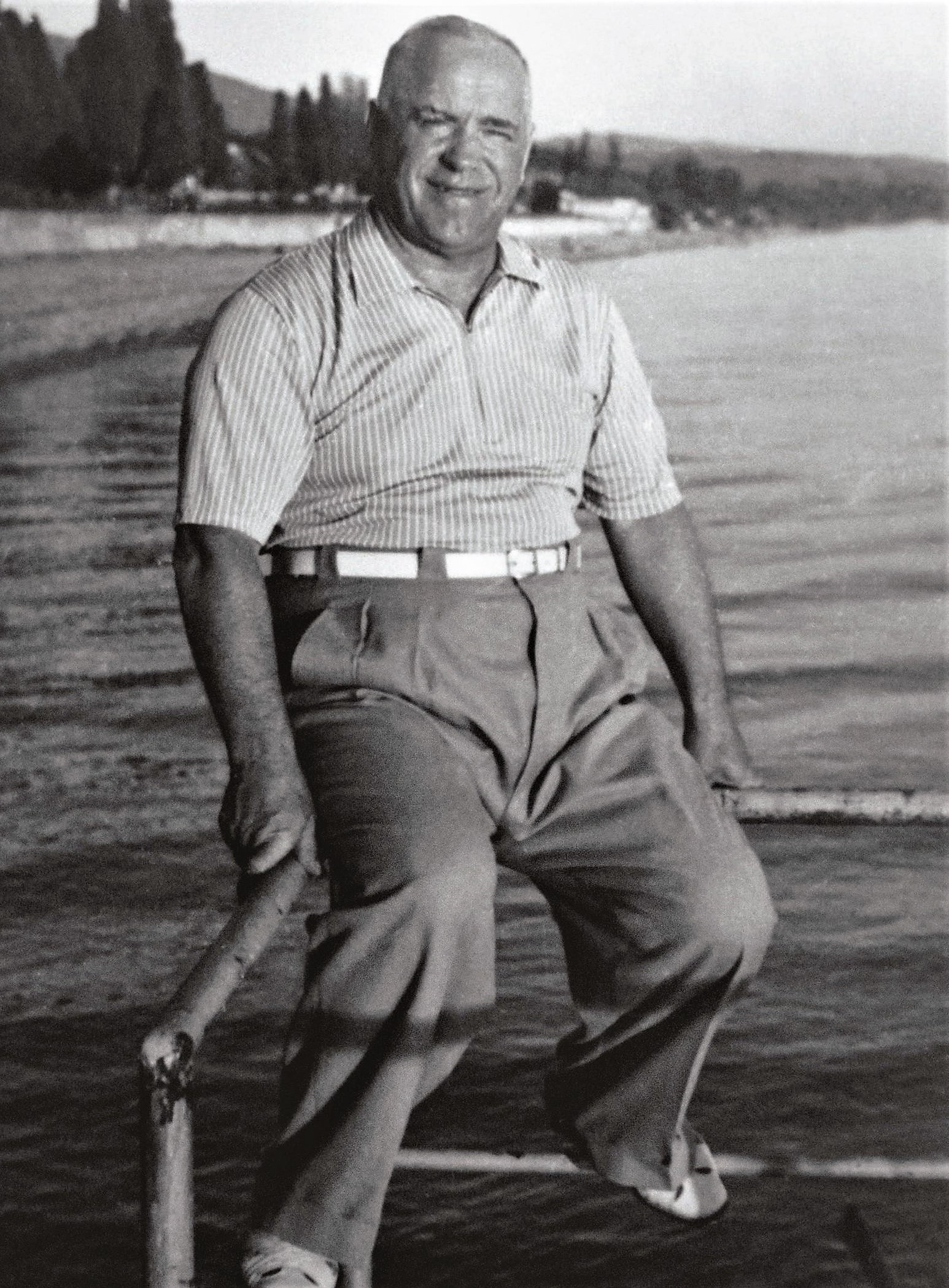
1950-е годы. Маршал Победы Г. К. Жуков на отдыхе в Сочи

Накануне Великой Отечественной войны в Сочи функционировала 61 здравница, на их базе в декабре 1941 года открыт 51 госпиталь. В общей сложности на территории Сочи в годы Великой Отечественной войны действовало 111 госпиталей.
27 августа 1948 года Сочи становится городом республиканского подчинения, а 3 июня 1958 года возвращается в категорию городов краевого подчинения. При этом Сочи сохранил свой географический телефонный код, отдельный от остального Краснодарского края.
Указом Президиума Верховного Совета РСФСР в 1961 году территория города Сочи значительно расширена за счёт включения в состав города-курорта Адлерского и Лазаревского районов. Курорт раскинулся по побережью от посёлка Магри на границе с Туапсинским районом до реки Псоу, по которой в то время проходила граница с Грузинской ССР. Созданы 4 административных района города Сочи — Центральный, Хостинский, Адлерский и Лазаревский. 19 апреля 1993 года согласно Постановлению Совета Министров РФ город-курорт Сочи приобретает статус курорта федерального значения. 5 июля 2007 г. Сочи стал столицей 22 Летней Олимпиады 2014 года.

В 2010-е годы Сочи приобретает функции «второй столицы» благодаря частому пребыванию в городе Президента России и множеству проходящих международных встреч и спортивных соревнований.

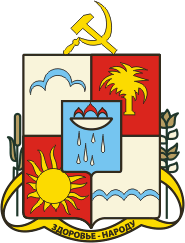
Герб 1967

Из подчинённых Адлерскому району г. Сочи территорий в Имеретинской низменности 1 февраля 2020 года был выделен посёлок городского типа Сириус, который выделен в новое муниципальное образование федеральная территория Сириус со статусом городского округа.

### Руководители города
Городские старосты
- Гарбе, Рейнгольд Иоганнович (1874—1875)
- Костарёв, Николай Анатольевич (1898—1902)
- Годзи, Иван Дмитриевич (1902—1904)
- Савич, Сергей Сергеевич (1904)
- Бонкер, Анатолий Максимович (…—1905—…)
- Прилуков, Дмитрий Иванович (1905—1908)
- Тарнопольский, Антон Васильевич (1908)
- Клочанов, Фёдор Иванович (…—1908—1911—…)
- Костарёв, Николай Анатольевич (…—1911—…)
- Карташов, Алексей Яковлевич (…—1913—1914)
- Коченовский, Дмитрий Иванович (исполняющий обязанности, 1915—1917)

Городские головы
- Воронов, Н. А.

Уполномоченные ЦИК и СНК СССР в Сочинском районе по курортным вопросам
- Метелёв, Александр Денисович (17 октября 1933 — июнь 1937)
- Варгин, Иван Николаевич (врио, июнь 1937 — 20 ноября 1937)

Председатели Сочинского горисполкома
- Лехно, Евгений Давыдович (13 июня 1917 — …)
- Морозов
- Пробенко, М. (20 сентября 1920 — …)
- Поярко, Никифор Прокофьевич (1921—1922)
- Прима Павел Григорьевич — 1928 г.
- Мотузко Николай Степанович (—1934)
- Белоус, Алексей Фёдорович (1938—1944)
- Безруков (—1946—)
- Васильев, Дмитрий Савельевич (—1956—)
- Быков, А. Н. (—1958)
- Чуркин, Альберт Никитович (1958—1962)
- Бажанов, Пётр Игнатьевич (1963—1971)
- Воронков, Вячеслав Александрович (1974—1977)
- Удотов, Анатолий Иванович (1977—1982)
- Моляренко, Владимир (1982—1989)
- Дерендяев, Сергей Борисович (1989—1991)

Первые секретари Сочинского горкома КПСС
- Медунов, Сергей Фёдорович (1959—1969)
- Поляков, Юрий Николаевич (1982—1991)

Главы города Сочи
|   | Глава города                      | Начало полномочий | Окончание полномочий | Примечания |
| - | --------------------------------- | ----------------- | -------------------- | --- |
| 1 | Карпов, Николай Иванович          | 12 декабря 1991   | 13 мая 2001          | Избран на первых в истории Сочи выборах мэра 1 декабря 1996 |
| 2 | Мостовой, Леонид Аркадьевич       | 13 мая 2001       | 29 декабря 2003      | Избран во втором туре выборов 13 мая 2001 |
| 3 | Колодяжный, Виктор Викторович     | 25 апреля 2004    | 17 апреля 2008       | Избран 25 апреля 2004 |
| 4 | Афанасенков, Владимир Николаевич  | 29 июня 2008      | 30 октября 2008      | 16 апреля — 29 июня 2008 — и. о. главы города |
| 5 | Хатуов, Джамбулат Хизирович       | 30 октября 2008   | 20 января 2009       | Временно исполнял обязанности главы города |
| 6 | Пахомов, Анатолий Николаевич      | 12 мая 2009       | 9 сентября 2019      | 20 января — 12 мая 2009 — и. о. главы города. Победил на выборах 26 апреля, принял присягу и вступил в должность 12 мая |
| 7 | Копайгородский, Алексей Сергеевич | 11 сентября 2019  | 14 мая 2024          | 9 сентября — 11 сентября 2019 — и. о. главы города. Избран депутатами городского собрания Сочи 10 сентября, вступил в должность 11 сентября. 10 декабря 2020 года был переизбран на пост мэра в связи с исключением поселка Сириус из состава Адлерского района г. Сочи и присвоением ему статуса федеральной территории. |
| 8 | Прошунин, Андрей Георгиевич       | 17 июня 2024      | по н. в.             | врио |

## Население

### Численность
Численность населения муниципального образования город-курорт Сочи — 561 610 чел. (2025), в том числе городское население — 445 149 чел. (2025). По численности населения Сочи занимает 5-е место среди городов Южного федерального округа — после Ростова-на-Дону (1 143 123), Волгограда (1 012 219), Краснодара (1 154 885), Астрахани (465 990); и 44-е место в России. Среди городов на Чёрном море Сочи до 2014 года занимал 3-е место по числу жителей, уступая Одессе и Самсуну и немного опережая Севастополь, Трабзон и Варну.
| 1888     | 1897     | 1926     | 1931     | 1939     | 1959     | 1962     | 1967     | 1970     | 1973     | 1975     |
| -------- | -------- | -------- | -------- | -------- | -------- | -------- | -------- | -------- | -------- | -------- |
| 268      | ↗1000    | ↗10 433  | ↗12 000  | ↗49 813  | ↗81 912  | ↗174 000 | ↗188 000 | ↗224 031 | ↗241 000 | ↗264 000 |
| 1976     | 1979     | 1982     | 1985     | 1986     | 1987     | 1989     | 1990     | 1991     | 1992     | 1993     |
| →264 000 | ↗287 353 | ↗300 000 | ↘292 000 | ↗323 000 | ↘317 000 | ↗336 514 | ↘314 000 | ↗342 000 | ↗344 000 | ↗352 000 |
| 1994     | 1995     | 1996     | 1997     | 1998     | 1999     | 2000     | 2001     | 2002     | 2003     | 2004     |
| ↗353 000 | ↘330 000 | ↗331 000 | ↗359 000 | ↘335 000 | ↗359 300 | ↘358 600 | ↘332 900 | ↘328 809 | ↘328 800 | ↘328 000 |
| 2005     | 2006     | 2007     | 2008     | 2009     | 2010     | 2011     | 2012     | 2013     | 2014     | 2015     |
| ↗328 500 | ↗329 481 | ↗331 059 | ↗334 282 | ↗337 947 | ↗343 334 | ↘343 300 | ↗360 324 | ↗368 011 | ↗394 651 | ↘389 946 |
| 2016     | 2017     | 2018     | 2019     | 2020     | 2021     | 2023     | 2024     | 2025     |          |          |
| ↗401 291 | ↗411 524 | ↗424 281 | ↗438 726 | ↗443 562 | ↗466 078 | ↘446 599 | ↘444 989 | ↗445 149 |          |          |

На 1 января 2025 года по численности населения город находился на 44-м месте из 1124 городов Российской Федерации.
На 1 января 2018 года Сочи является пятым по численности населения среди городов, не являющихся центрами субъекта (после Тольятти, Новокузнецка, Набережных Челнов и Балашихи).

#### Альтернативные оценки численности населения Сочи
В администрации города Сочи существуют альтернативные оценки численности населения Сочи, основанные на анализе объёмов потребления в жилищно-коммунальном хозяйстве воды и электроэнергии, количестве обращений в поликлиники и численности школьников. Согласно этим оценкам не в пиковый летний курортный сезон, а в межсезонную часть года население Сочи превышает 600 тысяч человек. В администрации города подобный рост населения связывают не столько с ростом рождаемости, сколько с переселением на постоянное место жительства из других частей России. В администрации города полагают, что рост населения на 200 тыс. человек произошёл после 2012 года, когда численность населения Сочи составляла около 400 тыс. жителей. По данным Росстата, после проведения Всероссийской переписи населения, в городском округе Сочи проживало 564 тысячи человек. Мэр города Сочи Алексей Копайгородский в сентябре 2022 года заявил, что за последние 10 лет население городского округа Сочи увеличилось в два раза — до 720 тысяч человек. По мнению главы города названная им оценка численности населения города это оценка, произведённая по данным служб и организаций ЖКХ, здравоохранения транспортных предприятий. Копайгородский заявил, что «все расчёты проводим в двух форматах — по данным Росстата и по объективным цифрам нагрузки на городскую инфраструктуру. Объективные цифры берут за основу ресурсоснабжающие компании и муниципальные предприятия. Это помогает рассчитывать прогнозы, в том числе в пиковые месяцы курортного сезона, для обеспечения бесперебойной работы всех систем, а также строительства новых социальных объектов и коммунальной инфраструктуры».

### Национальный состав
По данным всероссийской переписи 1897 года, в г. Сочи проживало 1352 человека, в том числе (по родному языку) русских 532 (38 %), украинцев 269 (20 %), мингрелов — 163 (12 %), армян — 81 (6 %), турок — 74 (5,5 %), грузин — 57 (4 %), немцев — 53 (4 %), остальных (греки (26), персы (27), белорусы 21), евреи (13), и др.) — 10,5 %. В то же время на территории Сочинского округа Черноморской губернии проживало 13153 человека. Национальный состав на его территории от Туапсе до Гагры, согласно этой переписи, был следующим:
- армяне — 3857 (29,3 %)
- русские — 2561 (19,5 %)
- греки — 2092 (15,9 %)
- украинцы — 1240 (9,45 %)
- черкесы — 746 (5,7 %)
- грузины — 681 (5,2 %)
- эстонцы — 599 (4,6 %)
- румыны — 613 (4,7 %)
- турки — 332 (2,5 %)
- мингрелы — 269 (2 %)
- немцы — 166 (1,3 %)
- персы — 59 (0,5 %)
- белорусы — 53 (0,4 %)
- имеретинцы—52 (0,4 %)
- поляки — 49 (0,4 %)
- татары — 28 (0,2 %)
- евреи — 13 (0,09 %)
- чехи — 12 (0,09 %)

Национальный состав города Сочи по данным переписи 2010 года (приведены национальности численностью свыше 100 человек, в скобках указана доля по отношению к указавшим национальность):
- русские — 249 151 (76,07 %)
- армяне — 46 767 (14,28 %)
- украинцы — 8200 (2,50 %)
- грузины — 6489 (1,98 %)
- греки — 2021 (0,62 %)
- адыгейцы — 1711 (0,52 %)
- татары — 1696 (0,52 %)
- белорусы — 1584 (0,48 %)
- абхазы — 1076 (0,33 %)
- осетины — 1007 (0,31 %)
- азербайджанцы — 886 (0,27 %)
- шапсуги — 716 (0,22 %)
- молдаване — 488 (0,15 %)
- немцы — 455 (0,14 %)
- чуваши — 415 (0,13 %)
- евреи — 366 (0,11 %)
- узбеки — 313 (0,10 %)
- чеченцы — 219 (0,07 %)
- мордва — 217 (0,07 %)
- кабардинцы — 186 (0,06 %)
- аварцы — 185 (0,06 %)
- поляки — 174 (0,05 %)
- черкесы — 173 (0,05 %)
- эстонцы — 171 (0,05 %)
- башкиры — 169 (0,05 %)
- сербы — 169 (0,05 %)
- лезгины — 143 (0,04 %)
- казаки — 143 (0,04 %)
- казахи — 140 (0,04 %)
- корейцы — 130 (0,04 %)
- турки — 129 (0,04 %)
- езиды — 117 (0,04 %)
- таджики — 104 (0,03 %)
- марийцы — 102 (0,03 %)

По данным Всероссийской переписи населения 2021 года:
| Народ             | Численность, чел. | Доля от всего населения, % |
| ----------------- | ----------------- | -------------------------- |
| Русские           | 324 096           | 69,54 %                    |
| Армяне            | 30 080            | 6,45 %                     |
| Грузины           | 3 557             | 0,76 %                     |
| Украинцы          | 2 568             | 0,55 %                     |
| Адыги (Черкесы)   | 2 307             | 0,50 %                     |
| Татары            | 1 791             | 0,38 %                     |
| другие/не указано | 101 679           | 21,82 %                    |
| всего             | 466 078           | 100,0 %                    |

### Сочинская агломерация
Выступая центром российского Черноморского побережья, город Сочи концентрирует человеческие, инвестиционные, финансовые, интеллектуальные и другие виды ресурсов. В городе сосредоточена значительная часть инвестиций, по доле которых в Краснодарском крае он уступает только Краснодару. Все эти факторы повлияли на то, что вокруг Сочи сложилась агломерация. Почти вся территория Сочинской агломерации находится в пределах единственного муниципального образования — городского округа Сочи; лишь небольшую её часть составляет выделенная в 2020 году из состава Адлерского района федеральная территория Сириус.

## Экономика

### Общее состояние
Сочи — крупный экономический центр Краснодарского края и России. По мнению экономико-географа Натальи Зубаревич, город, будучи «рекреационной столицей», наряду с крупнейшими индустриальными центрами, выступает «мотором» развития, определяющим перспективы и направления развития страны. В основе экономики Сочи лежат торговля, строительство, курортная и туристическая сфера. Её структура на 2015 год: розничная торговля (59 %), строительство (15 %), курорты и туризм (11 %), промышленность (10,6 %), транспорт (3,5 %) и сельское хозяйство (0,9 %). Сочи выступает одним из базовых центров привлечения человеческого и финансового капитала в стране: инвестиции в экономику города за последние 10 лет составили более 1,1 трлн руб. Оборот средних и крупных предприятий Сочи за 2016 год составил более 170,8 млрд рублей. Прирост оборота по сравнению с предыдущим годом — 14,2 %.
Эксперты высоко оценивают вклад города в экономику России, часто включая его в рейтинги развития и инвестиционной привлекательности. В 2010 году Сочи возглавил «Рейтинг городов России по качеству жизни» института «Урбаника»; эксперты отмечали высокий темп развития города, масштабные инвестиции в преддверии Олимпиады 2014 года, благоприятную экологическую обстановку и высокую безопасность жителей. В 2012 году Сочи возглавил рейтинг «30 лучших городов для бизнеса» журнала «Форбс». В 2014 году Сочи занял пятое место в «Интегральном рейтинге крупнейших городов России», отражающем развитие городов по уровню жизни.

#### Рейтинговые оценки
- Рейтинговое агентство АКРА в 2023 году присвоило городу Сочи рейтинговую оценку A(RU) со стабильным прогнозом. Рейтинг был подтвержден в 2023 и 2024 годах, в 2025 поднят до A+(RU)[124].

### Туризм
Сочи — всесезонный курорт международного уровня; по состоянию на 2016 год, на его территории ведут деятельность 705 классифицированных средств размещения, в их числе: 66 санаториев, 20 пансионатов и баз отдыха, 1 бальнеолечебница и 618 гостиниц (в том числе, 42 новых отеля под управлением 12-и ведущих мировых гостиничных сетей, в том числе Swissotel, Rezidor, Hyatt, Accor, Marriott, Rixos и др.). Открыты 183 пляжных территории, действуют более 100 туристических объектов, работают порядка 70-и экскурсионных компаний. При этом по всей стране доходы от отрасли составляли 161 млрд рублей; таким образом туристическая отрасль города занимает 18,6 % от объёма общего рынка страны.

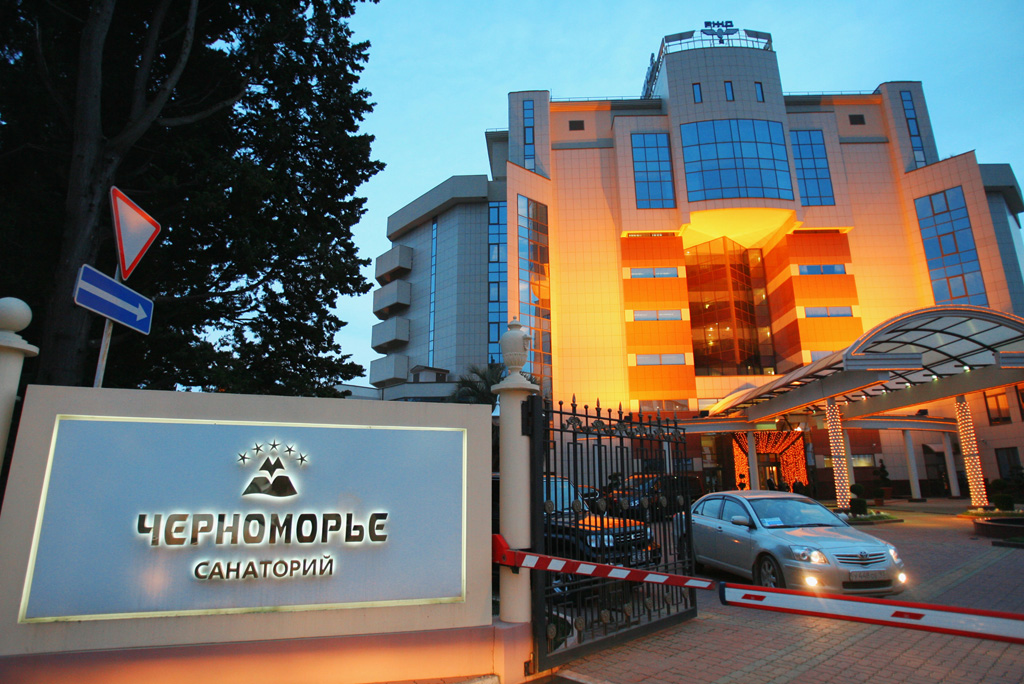
Санаторий «Черноморье»
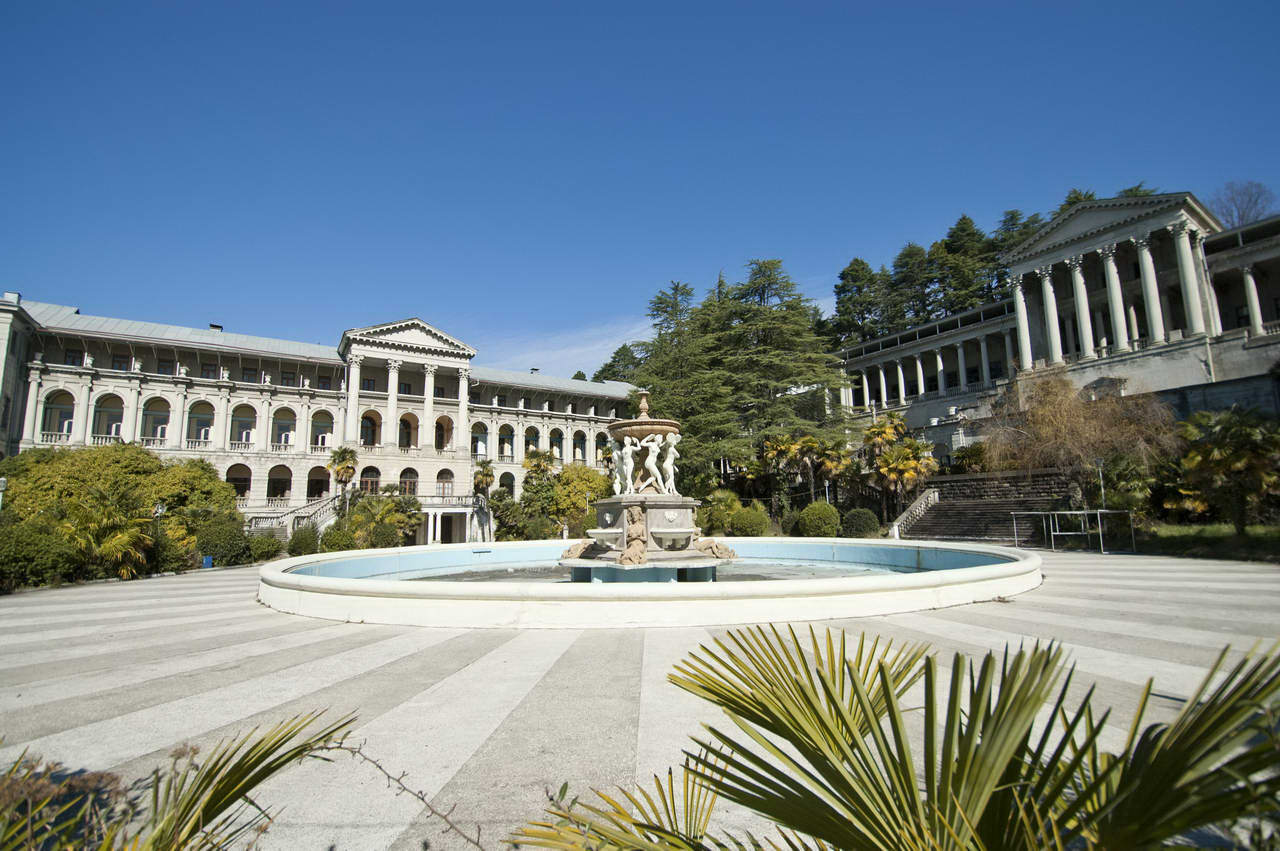
Санаторий им. Орджоникидзе
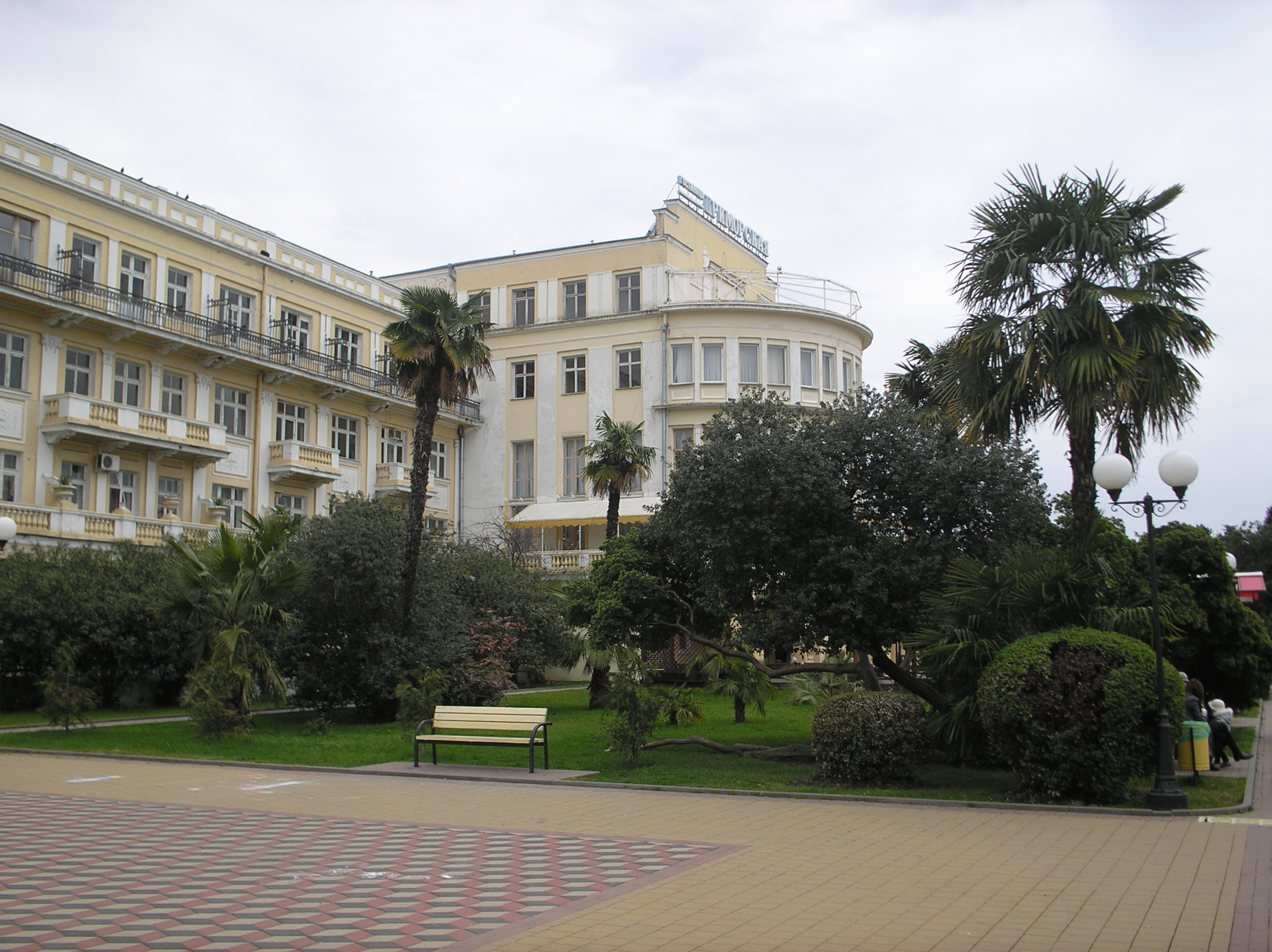
Гостиница «Приморская»
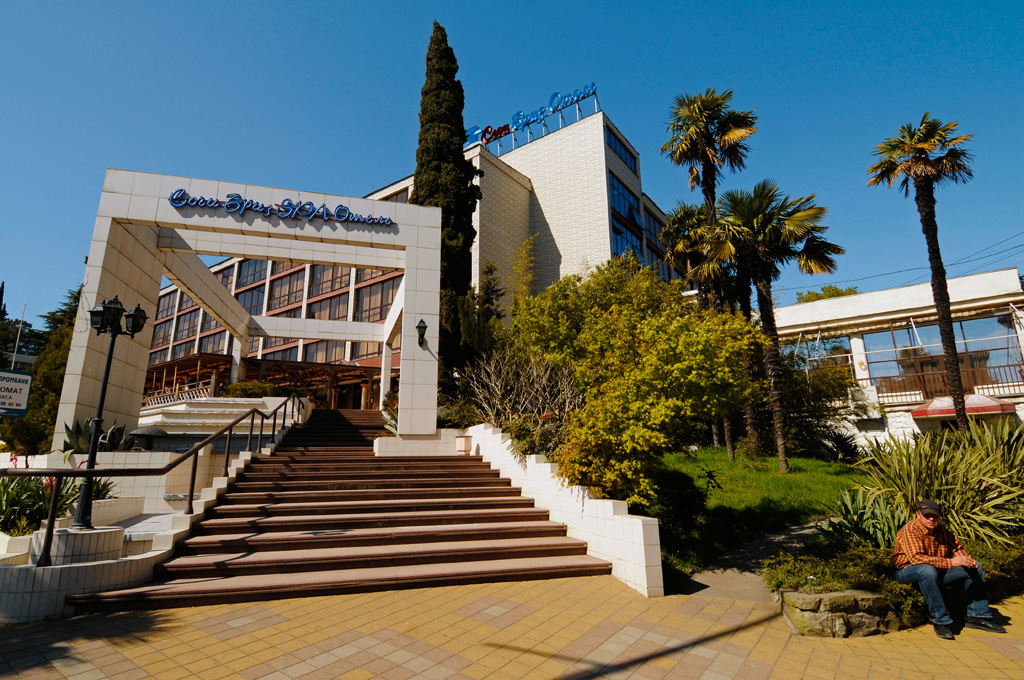
Гостиница «Сочи-Бриз-Отель»

### Торговля, финансы и услуги
Товарооборот розничной торговли по средним и крупным предприятиям (на него приходится около 30 % всего товарооборота) в городе за 2016 год составил 57,2 млрд рублей. На территории города ведут деятельность 8 769 объектов потребительской сферы, из них: предприятия стационарной розничной торговли — 5013, предприятия общественного питания — 1450, предприятия оптовой торговли — 335, предприятия сферы услуг — 1083. В Сочи открыты 1807 продовольственных магазинов, 2708 непродовольственных магазинов, 294 магазина смешанной группы товаров, 178 аптек, 16 автосалонов, 20 магазинов при АЗС, 945 павильонов и киосков. Обеспеченность населения торговыми площадями составляет 1106,7 м² на 1000 человек.
По данным 2017 года, оборот торговли в год на душу населения в Сочи в 1,75 раз больше, чем в среднем по России (373 527 руб. в год на человека). При этом он превышает годовой оборот торговли на душу населения во всех городах-миллионниках, Санкт-Петербурге и Москве. Высокий оборот торговли обеспечивают как большой поток туристов, так и высокая средняя заработная плата в городе. Годовой оборот розничной торговли, формируемый постоянными жителями, составляет около 96,2 млрд руб. (52 %). Туристы формируют около 87,83 млрд руб. оборота (48 %).
Оборот общественного питания в городе за 2016 год по средним и крупным предприятиям составил 7 млрд рублей (около 36 % от общего оборота). В Сочи открыты 1450 предприятий общественного питания, с общим числом посадочных мест — 90473. Рынок платных услуг населению в 2016 году составил 34,3 млн рублей; в отрасли занято 3393 человек, а общее количество предприятий составляет 1083.
В городе зарегистрирован «Банк Зенит Сочи» и расположены отделения ведущих российских банков: Сбербанка с десятками дополнительных офисов, Альфа-банка, Банка ВТБ, Бинбанка, Банка «Восточный», Газпромбанка, банка Интеза, банка «Первомайский», Промсвязьбанка, Росбанка, Россельхозбанка, «Русского стандарта», Русфинанс банка, «Уралсиба», Юникредит банка и других. Открылся центр брокерских операций «Финам».

### Промышленность и сельское хозяйство
Объём отгруженных товаров за 2016 год по средним и крупным промышленным предприятиям города составил 19 млрд 421 млн рублей. На распределение энергии, газа и воды пришлось 11 млрд 975 млн рублей. Крупнейшими предприятиями отрасли выступают: Адлерская ТЭС и Сочинская ТЭС. На обрабатывающие производства пришлось 3 млрд 370 млн рублей. Крупнейшие предприятия: Лазаревская судостроительная верфь и Ремонтно-механический завод. Объём отгрузки полезных ископаемых составил 76 млн рублей. Крупнейшее предприятие: «Сочинеруд».
В обрабатывающей промышленности подавляющую долю составляют предприятия пищевого производства, на которые приходится 92,3 % от объёма производства. Крупные предприятия: Сочинский мясокомбинат, Форелеводческое хозяйство, Перепелиная ферма «Приморская», Сочинский хлебокомбинат и Лазаревский хлебозавод.
Объём отгруженной продукции сельского хозяйства в 2016 году составил 49,8 млн рублей. Выращиванием овощей, цитрусовых, плодов (в том числе теплолюбивых культур, таких как фейхоа, мушмула, киви) и цветов занимаются крупные сельскохозяйственные предприятия: «Верлиока», «Восход» и «Победа». Единственный производитель мяса птицы — Адлерская птицефабрика. Выращшиванием и переработкой чая занимаются пять предприятий: «Дагомысчай», «Солохаульский чай», «Мацестинский чай», «Хоста чай», «Шапсугский чай» и ряд фермеров.

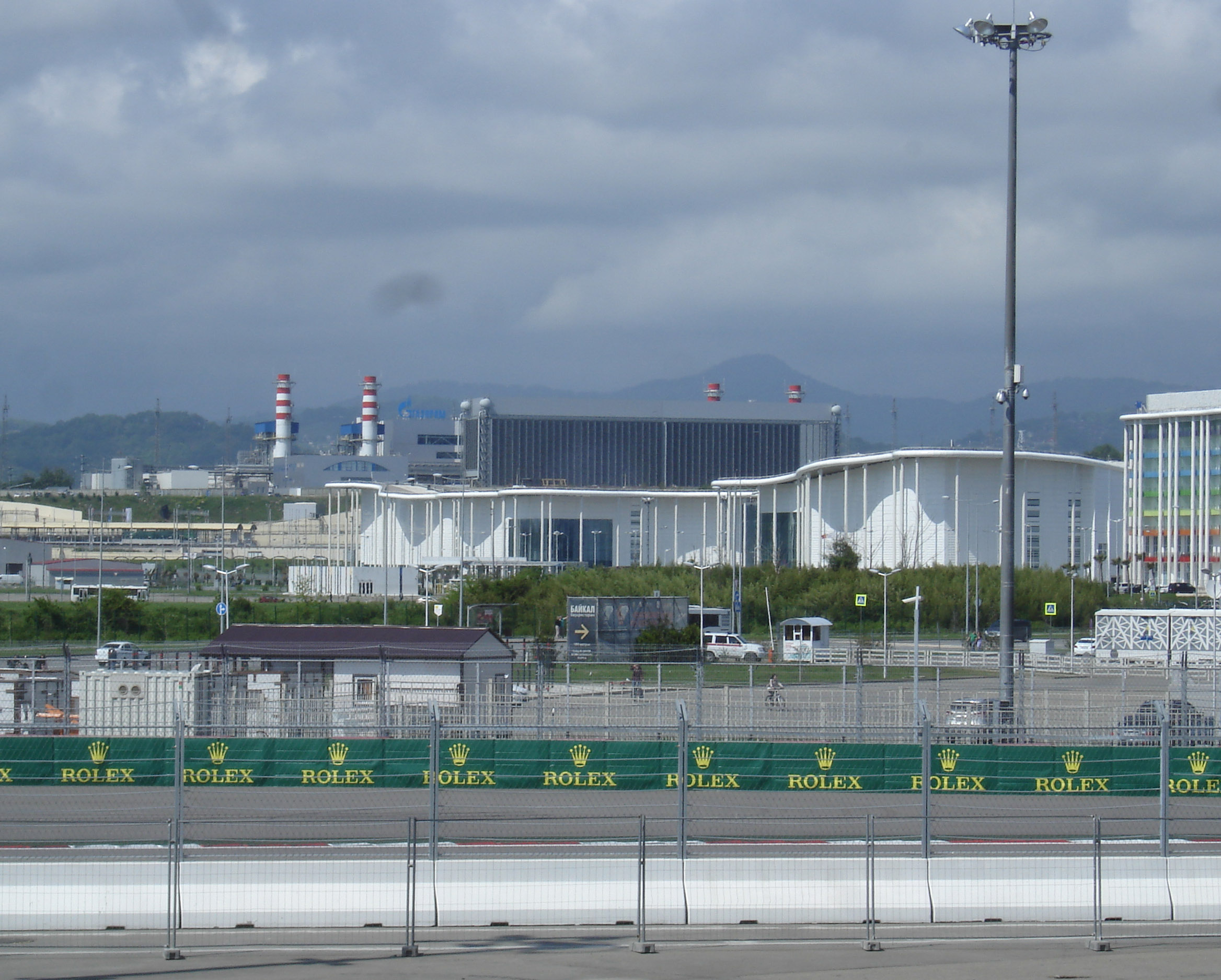
Главный медиа-центр и Адлерская ТЭС.
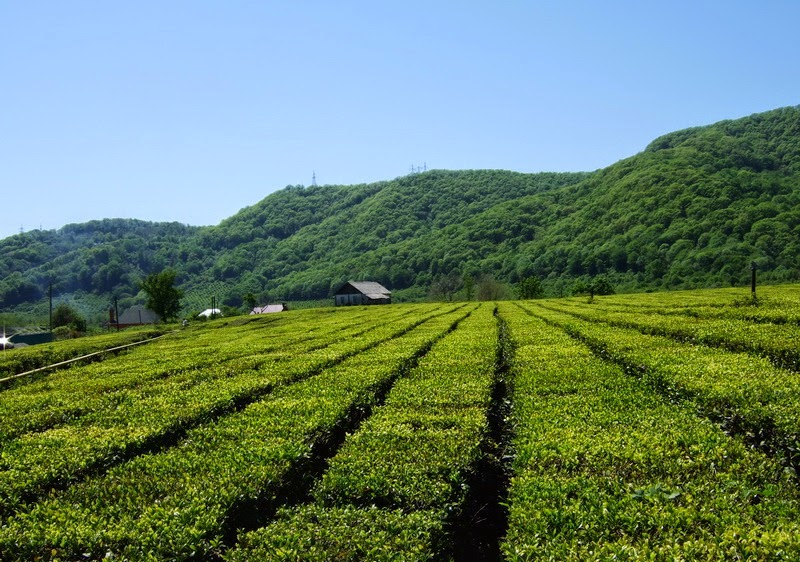
Чайные плантации у аула Ахинтам.
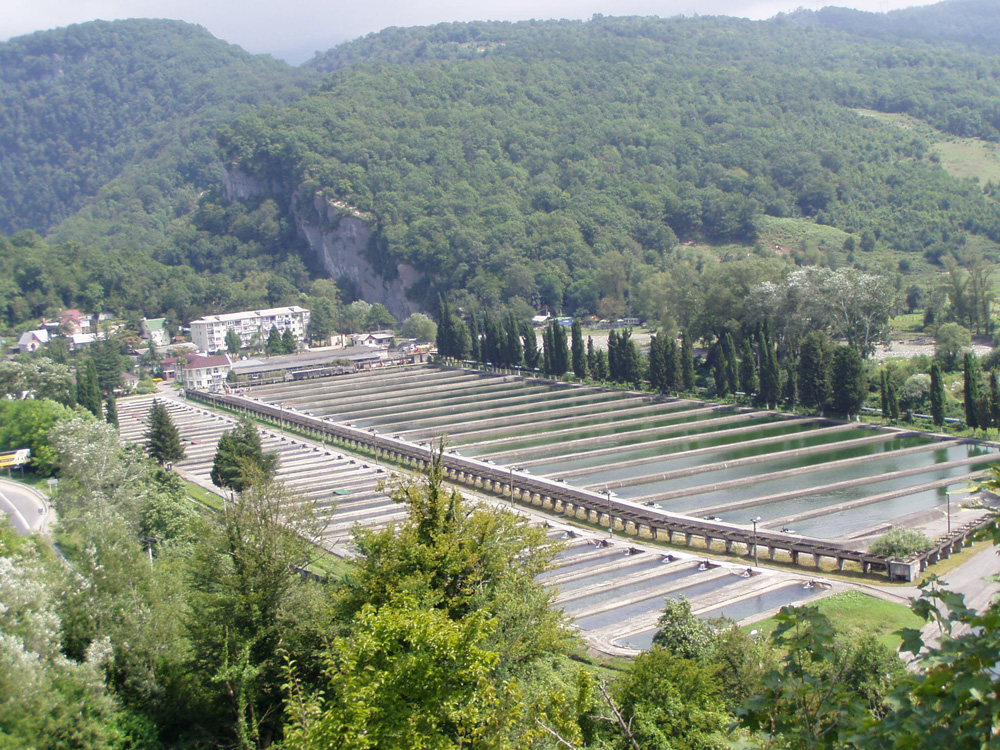
Форелеводческое хозяйство

### Связь
Сочи (как и весь Краснодарский край) отличается сравнительно недорогой мобильной связью. В городе на январь 2012 действовали несколько операторов фиксированной связи: Ростелеком (ЮТК), Билайн, Бизнес-связь, IP-медиа, AdlerNet, Дагомыс Телеком, СТКом, Радист, Comstar. Крупнейший федеральный оператор фиксированной связи — Ростелеком, бывший официальный партнёром Зимних Олимпийских игр в Сочи в 2014 г. Генеральным партнёром Олимпийских игр в Сочи в 2014 г. был оператор мобильной связи ОАО «МегаФон», предоставляющий услуги связи в сетях 2G, 3G и 4G, скоростной мобильный интернет (до 50 Мбит/сек в сети LTE), а также большое количество дополнительных услуг в числе которых услуги мобильного телевидения, навигации, развлечений, специализированные услуги для бизнес связи и многое другое. На рынке присутствует универсальный оператор связи ОАО «ВымпелКом» (бренд «Билайн»), предоставляющий полный спектр услуг связи: мобильная связь (по технологии 2G, 3G, WiMax) фиксированная (в том числе IP-телефония), широкополосный доступ в Интернет и цифровое телевидение; а также несколько операторов мобильной связи: Мобильные ТелеСистемы (МТС), Тele2 в стандарте 2G/3G/4G и Yota в стандарте LTE. Нумерация фиксированной связи Сочи с 21 апреля 2012 — семизначная, код города — 862.

## Транспорт

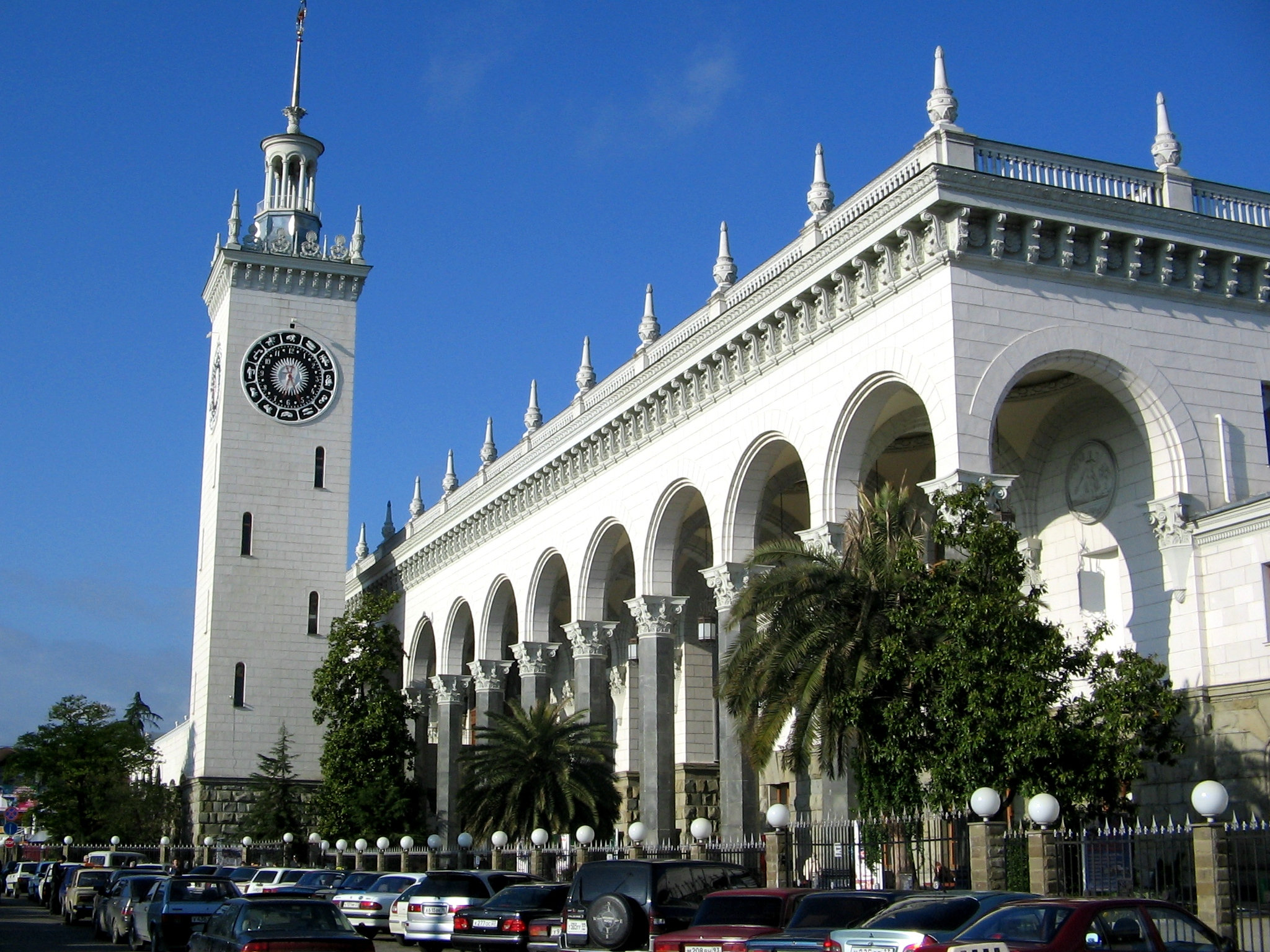
Железнодорожный вокзал Сочи (арх. А. Н. Душкин)

Сочи — крупный транспортный узел Юга России. Город обслуживает международный аэропорт Сочи, шесть железнодорожных вокзалов: Сочи, Адлер, Лазаревская, Хоста, Красная Поляна, Лоо и множество железнодорожных платформ для остановки электропоездов.

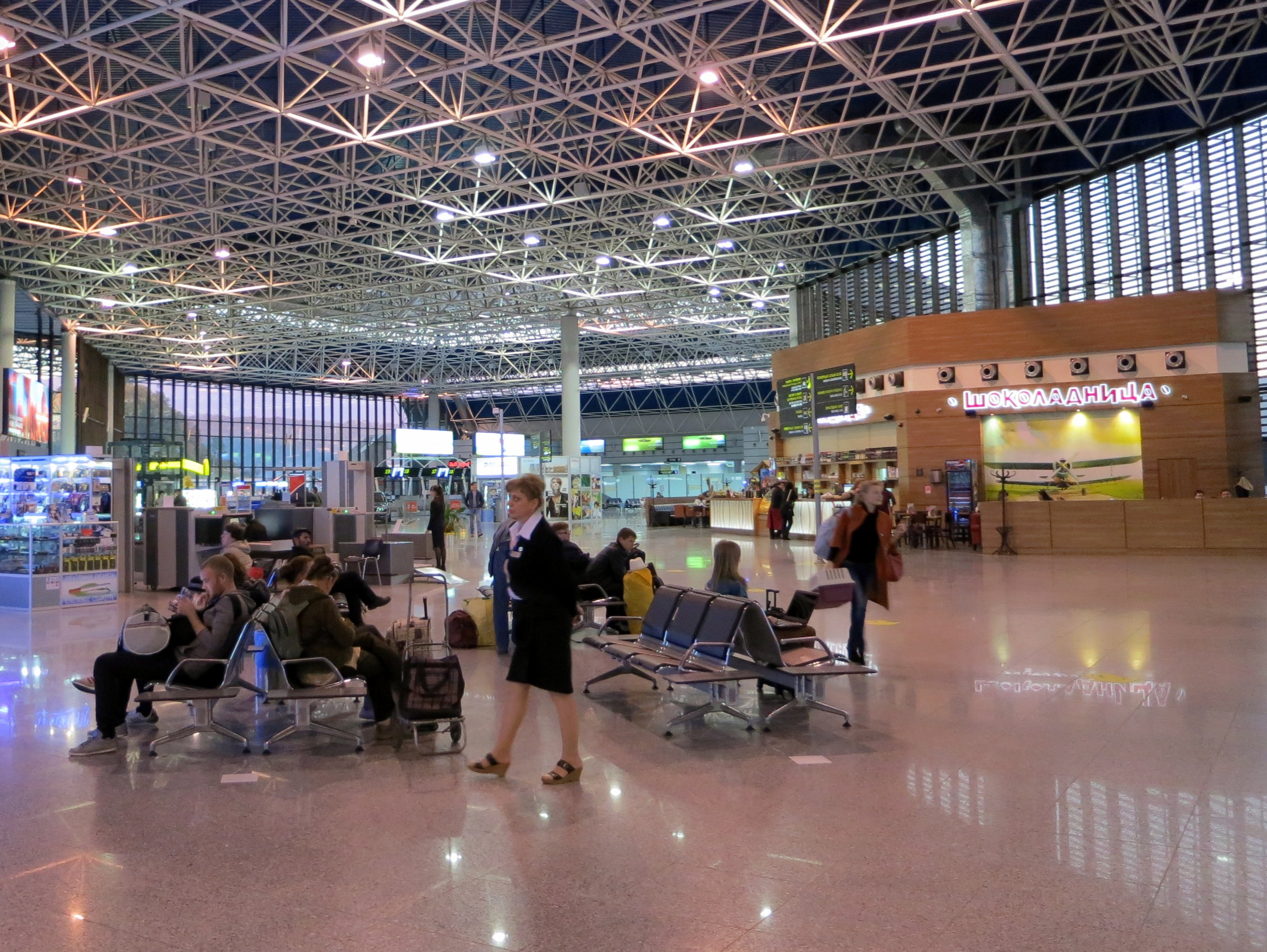
Терминал аэропорта Сочи

В Сочи имеется морской порт Сочинский морской торговый порт.
Городской транспорт представлен в основном маршрутными такси, такси и автобусами (см. Сочинский автобус). Альтернативное направление — прокат и аренда автомобилей.
В советское время существовал также внутригородской воздушный транспорт (связывавший вертолётными линиями Международный аэропорт Сочи с вертодромами в Красной Поляне, Аибге) и центром Сочи — вертодром на берегу реки Сочи за Краснодарским кольцом (нынешний овощной оптовый рынок). Проектировался, но не был реализован троллейбус.
В связи с вытянутостью территории города, городские пассажирские перевозки производятся также электропоездами. Благодаря проведению зимней Олимпиады-2014, систему городской электрички развили и модернизировали (см. Сочинские электропоезда), хотя детально разработанный компанией «Мостовик» проект лёгкого метро и альтернативный проект сети скоростной канатной дороги («воздушного метро») к реализации не приняли.
Автомобилизация (насыщенность автомобильным транспортом) города Сочи, согласно официальным данным на 2015 год (АВТОСТАТ), составляет 435 автомобилей на 1000 жителей (авт./1000 чел.). Динамика автомобилизации: 2010 г. — 279 авт./1000 чел.; 2011 г. — 298 авт./1000 чел.; 2012 г. — 446 авт./1000 чел.; 2013 г. — 452 авт./1000 чел.; 2014 г. — 323 авт./1000 чел.; 2015 г. — 435 авт./1000 чел.
Для сокращения движения транзитного автотранспорта через центр города построили Объездную автодорогу.
Также есть два фуникулёра и три канатные дороги (у Дендропарка, санатория «Заря» и пансионата «Нева»); также имеется несколько канатных дорог в Красной Поляне.
Из трубопроводного транспорта главным считается открытая 7 июня 2011 в присутствии премьер-министра России В. В. Путина 172-километровая ветка газопровода Джубга — Лазаревское — Сочи, 90 % длины которой проходит по дну Чёрного моря параллельно берегу.

### Фуникулёры
В Сочи были построены два фуникулёра: фуникулёр санатория «Сочинский» и фуникулёр санатория имени Орджоникидзе.
Ни один, ни другой, однако, не являются общественным транспортом, так как предназначены для обслуживания исключительно отдыхающих соответствующих санаториев.
В настоящее время действует только фуникулёр санатория «Сочинский», линия санатория им. Орджоникидзе не используется, заброшена.

## Образование и наука

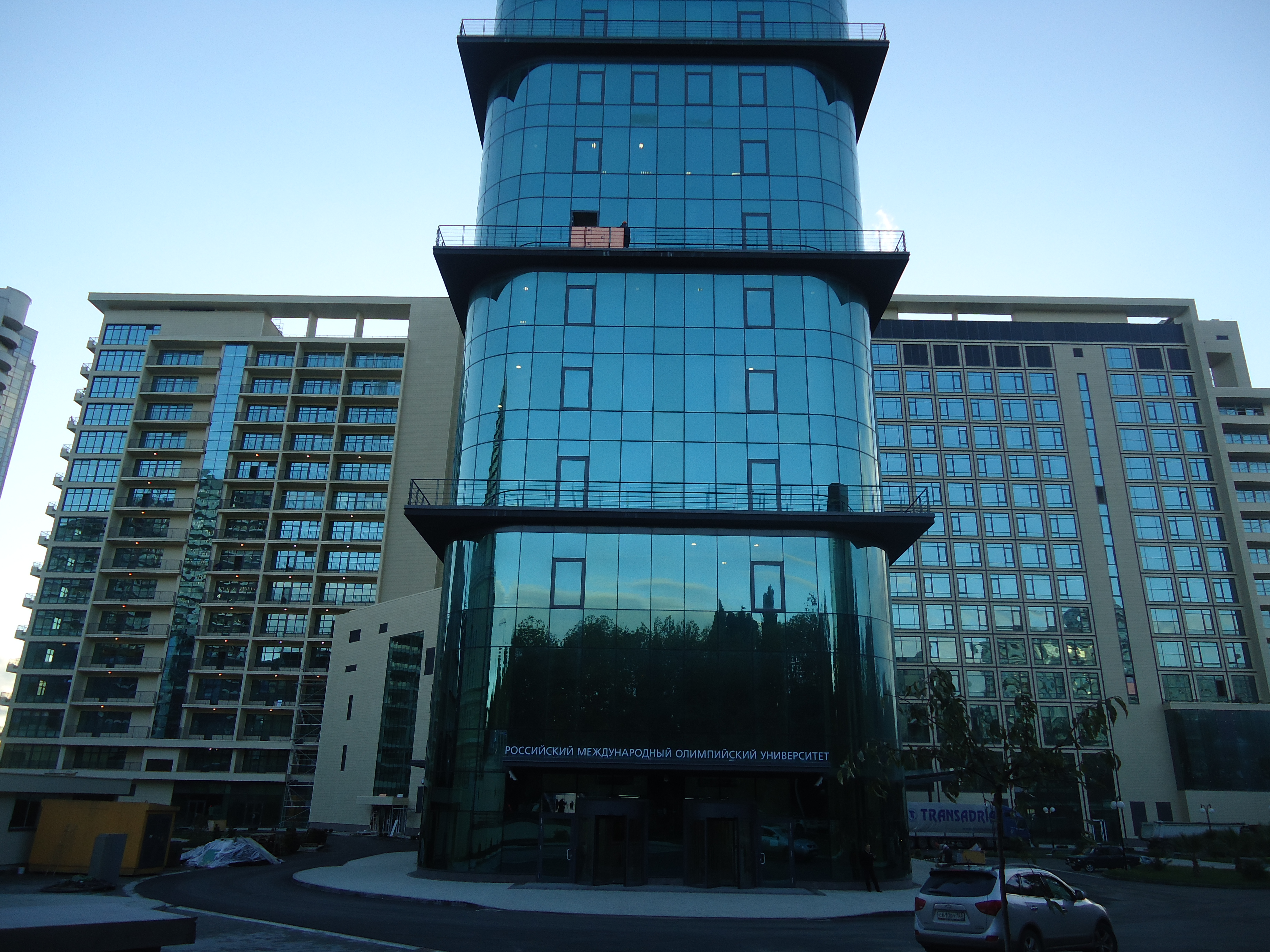
Российский международный олимпийский университет

### Образование
В Сочи более 70 средних общеобразовательных школ.
Кроме филиалов известных столичных ВУЗов, в Сочи есть собственные высшие учебные заведения, также имеющих федеральное значение:
- Сочинский государственный университет
- Российский международный олимпийский университет
- Сочинский институт Российского университета дружбы народов
- Международный инновационный университет
- Сочинский институт моды, бизнеса и права
- Сочинский морской институт
- Сочинский филиал Российского государственного социального университета
- Сочинский филиал Всероссийского государственного университета юстиции
- Сочинский филиал Московского нового юридического института
- Сочинский филиал Российского университета транспорта
- Сочинский филиал Адыгейского государственного университета

Средние специальные учебные заведения:
- Экономико-технологический колледж при Сочинском государственном университете
- Колледж искусств
- Колледж поликультурного образования
- Медицинский колледж
- Профессиональный техникум
- Кубанский юридический колледж
- Сочинский финансово-юридический колледж
- Сочинский гуманитарно-экономический колледж
- Автомобильно-дорожный колледж

### Наука
Сочи незаменим для российской науки с географической и климатической точек зрения. Единственные в России субтропики активно используются как база для научных исследований в области ботаники, медицины, курортологии и приморского строительства. Кроме высших учебных заведений, развивающих науку, в Сочи есть ряд научно-исследовательских учреждений всероссийского значения:
- Сочинский научно-исследовательский центр Российской Академии Наук
- Научно-исследовательский институт медицинской приматологии РАМН
- Научно-исследовательский институт горного лесоводства и экологии леса МПР Российской Федерации
- Всероссийский научно-исследовательский институт цветоводства и субтропических культур РАСХН
- Научно-исследовательский центр курортологии и реабилитации
- Сочинское отделение Русского географического общества

## Культура и искусство

### Театры, концертные залы
- Зимний театр[131]
- Концертный зал «Фестивальный»
- Летний театр
- Зелёный театр парка «Ривьера»[132]

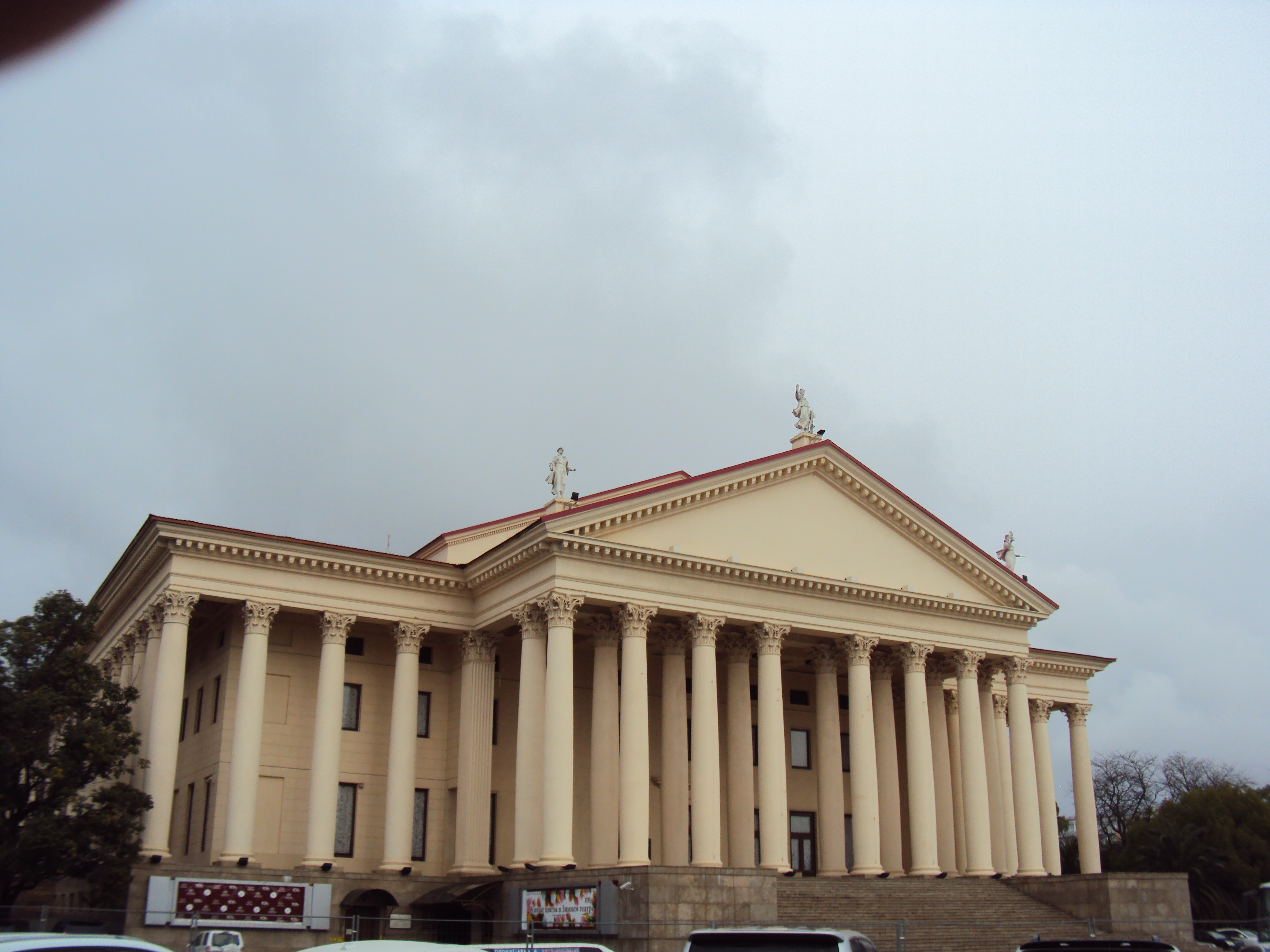
Зимний театр, вид с площади.

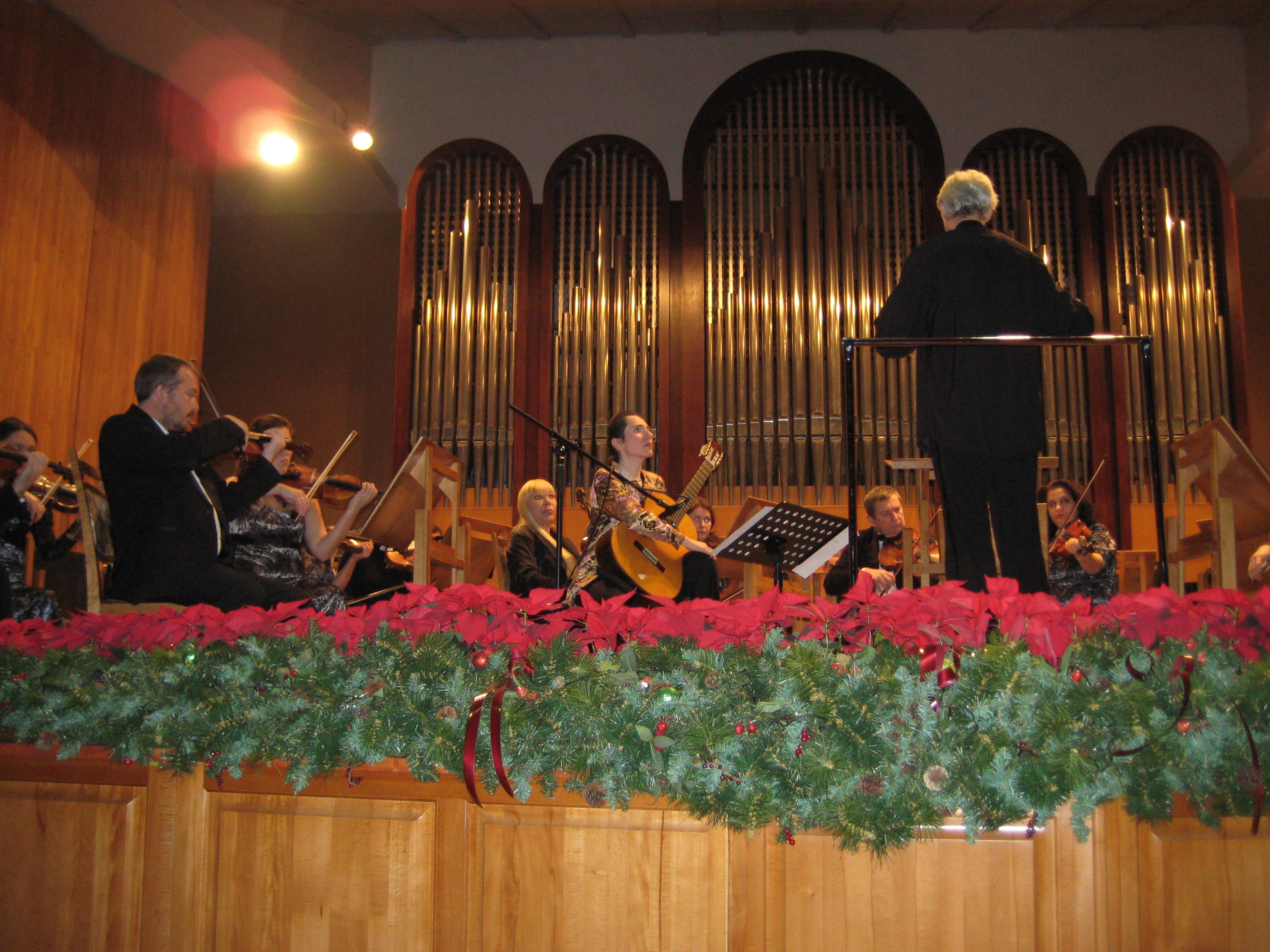
Сочинский симфонический оркестр, Олег Солдатов и Йоханна Байштайнер во времени концерта в Зале камерной и органной музыки, 13 декабря 2013 г.

- Сочинский зал камерной и органной музыки. В Зале камерной и органной музыки часто выступают Сочинский симфонический оркестр и другие известные артисты.
- Сочинский цирк

### Фестивали, конкурсы
- Открытый российский кинофестиваль Кинотавр
- Международный конкурс молодых исполнителей «Новая волна»
- Международный фестиваль джазовой музыки Акваджаз.
- Фестиваль моды Бархатные сезоны
- Международный конкурс-фестиваль детско-юношеского творчества «Зимняя Ривьера»[133]
- Международный летний фестиваль «Легенды Ретро FM», организованный радиостанцией «Ретро FM» и телеканалом «Кубань 24»

### Музеи и другие учреждения культуры
- Художественный музей
- Этнографический музей
- Литературно-мемориальный музей Н. А. Островского
- Музей истории города-курорта Сочи
- Океанариум «Sochi Discovery World Aquarium»
- Утришский дельфинарий (филиал — Сочинский дельфинарий)

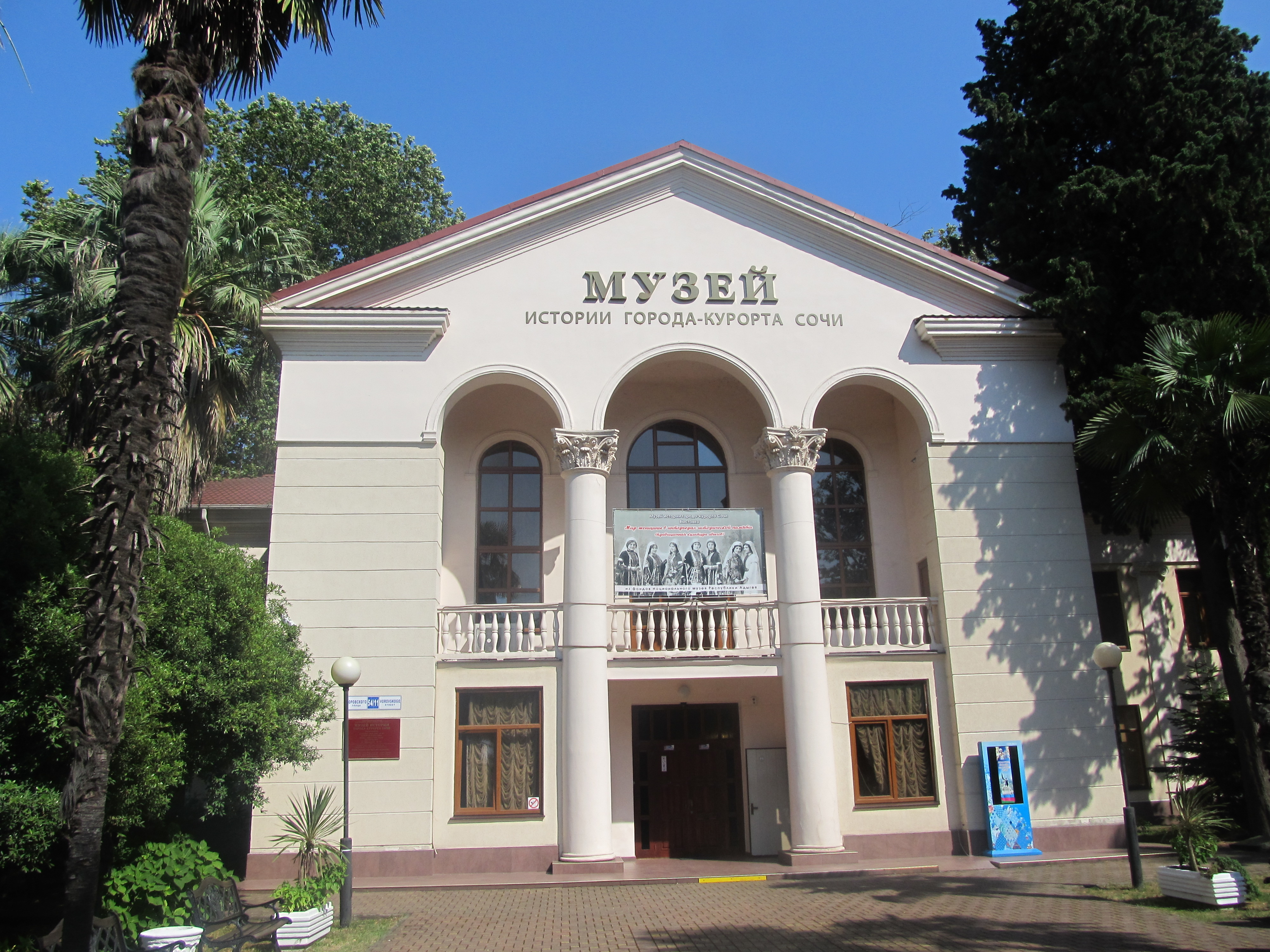
Музей истории города-курорта Сочи
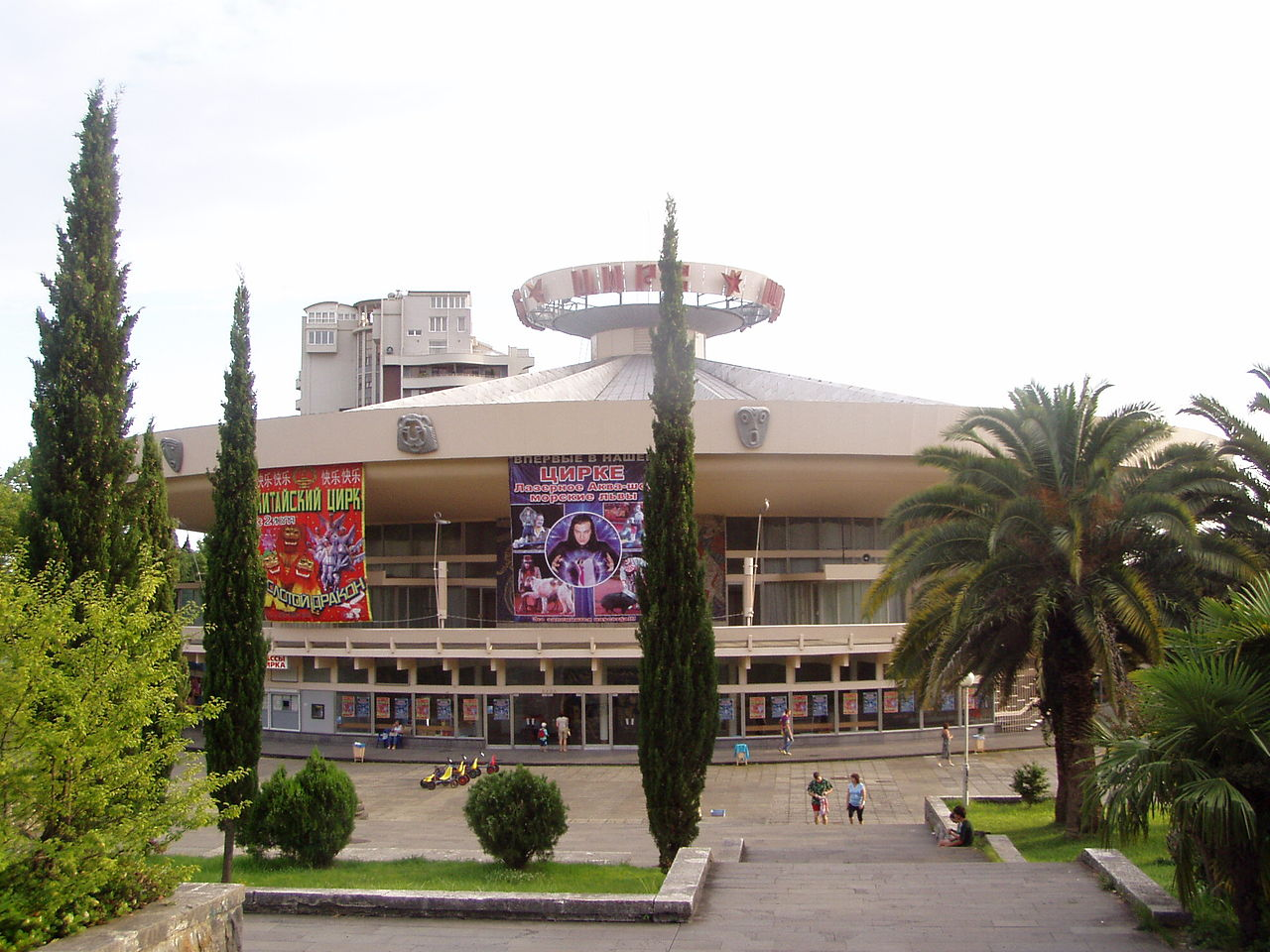
Сочинский цирк
Художественный музей
Летний театр

### Библиотеки

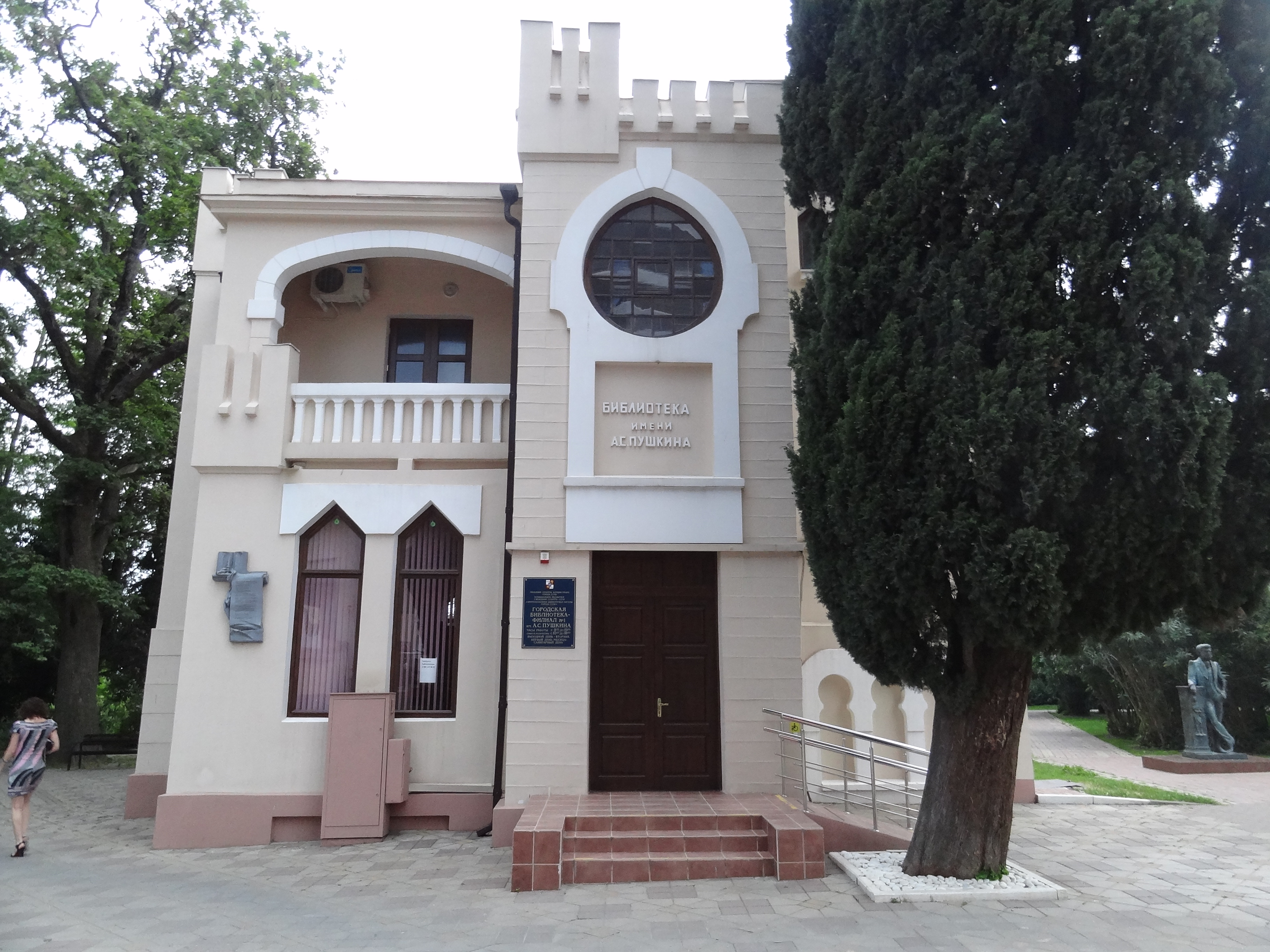
Библиотека им. А. С. Пушкина

Все библиотеки города — городская, районные, детские, юношеская и в микрорайонах — объединены в Централизованную библиотечную систему города Сочи с направленным книжным распределением, регулируемым Сочинским библиотечным коллектором. Основные библиотеки Сочи:
- Центральная городская библиотека
- Библиотека им. А. С. Пушкина
- Адлерская районная библиотека
- Хостинская районная библиотека
- Лазаревская районная библиотека

## Религия

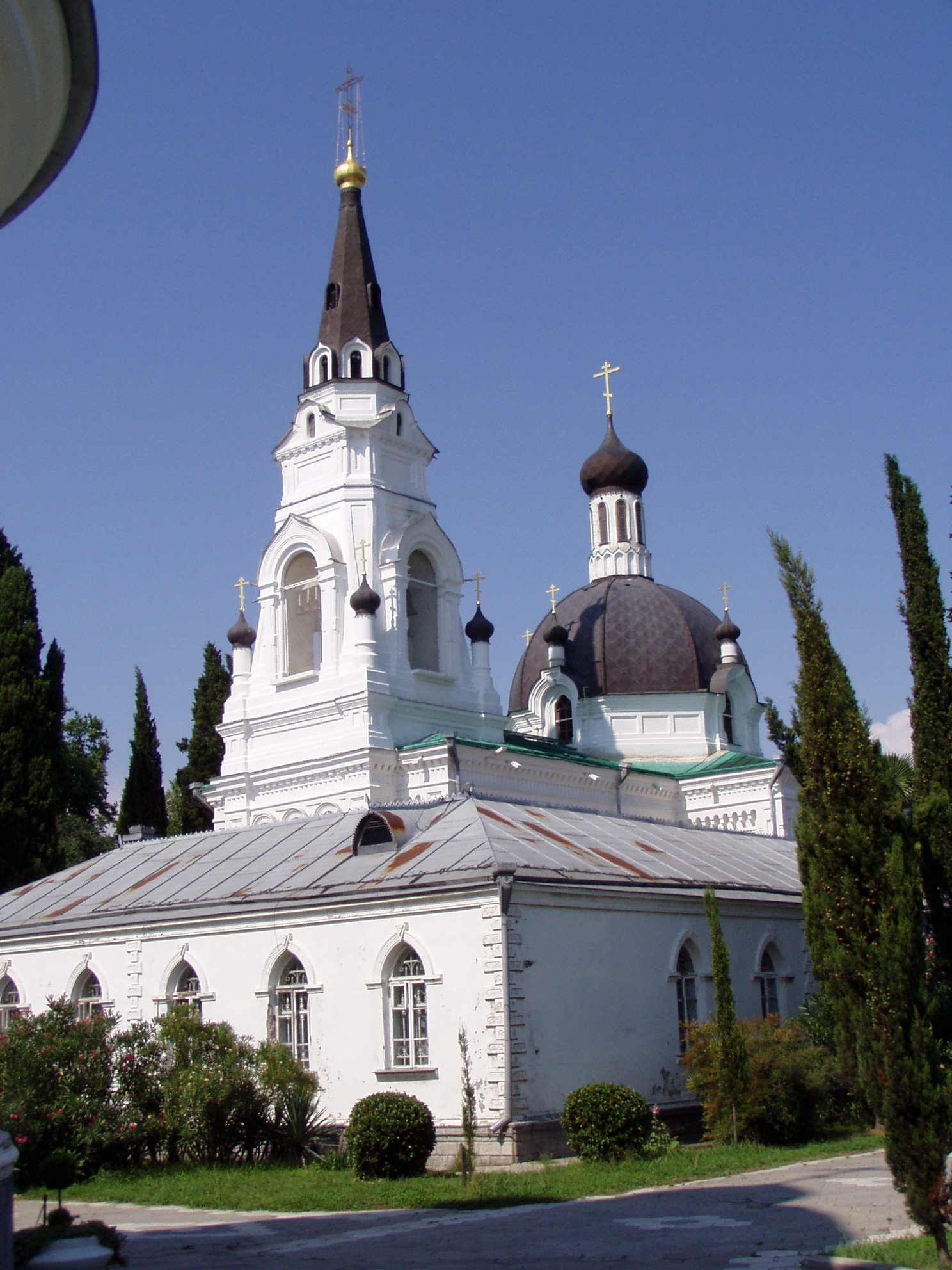
Собор Михаила Архангела

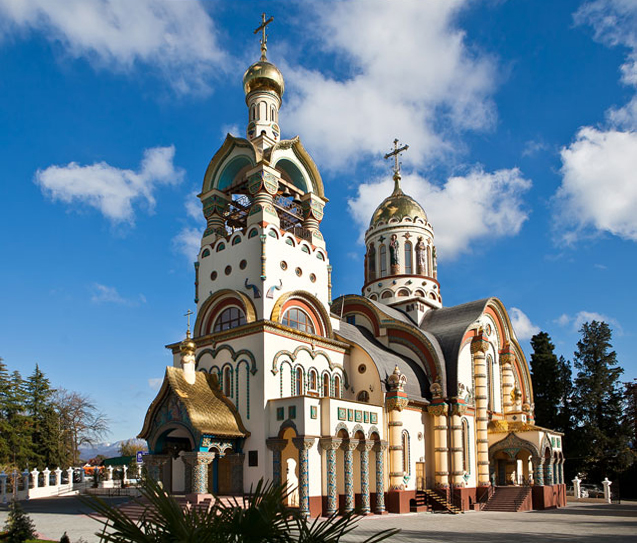
Кафедральный собор Святого Владимира в городе Сочи.

В городе более 30 храмов и часовен Русской православной церкви. 28 декабря 2018 года определением Священного синода РПЦ образована Сочинская епархия в административных границах Муниципального образования города-курорта Сочи и Туапсинского района Краснодарского края. В 2019 году к празднику Торжества Православия Святейший Патриарх Московский и всея Руси Кирилл подписал указ об усвоении Храму святого равноапостольного великого князя Владимира города Сочи статуса кафедрального собора Сочинской епархии.
Значительную часть прихожан единственного католического храма Святых Апостолов Симона и Фаддея составляют армяно-католики, выходцы из Месхетии. Вторая по численности часть приверженцев римско-католической конфессии — выходцы с Украины и из Беларуси, имеющие польские корни и др. Существуют римско-католические приходы в Адлере и Лазаревском.
Основная часть армянского населения — приверженцы Армянской апостольской церкви. В Сочи расположен центр армянской викарной епархии, объединяющей четыре прихода на территории города.
Один из основных вопросов в жизни мусульманской общины Сочи последних лет — строительство большой Соборной мечети в центре города. Эта проблема актуальна для местных мусульман (адыги, адыгейцы, шапсуги, кабардинцы, татары, азербайджанцы, турки и др.). Существующая мечеть в ауле Тхагапш небольшая и труднодоступна для большинства прихожан. В начале 2008 достигнута договорённость со спонсором из Объединённых Арабских Эмиратов о выделении денег на строительство в Сочи в микрорайоне Бытха Соборной мечети. Глава сочинских мусульман — Саид Курбанов.
В 2008 раввин Сочи Арье Эделькопф проводил консультации с Семёном Вайнштоком по поводу строительства в Сочи синагоги и еврейского общинного центра для жителей Черноморского побережья.
Ещё во времена СССР в Сочи были довольно сильны позиции баптистской общины. В наше время деятельность протестантов заметно активизировалась. Появились новые приходы евангельских христиан, адвентистов седьмого дня, Новоапостольской церкви.

## Архитектура
В отличие от других исторических поселений Северо-Западного Кавказа, архитектурное и градостроительное наследие Сочи сформировано, по большей части, за счёт построек советского периода. В период до Второй мировой войны Сочи-Мацестинский курорт в очень короткий срок стал «крупнейшей здравницей общегосударственного значения», чему способствовало принятие генерального плана реконструкции города, на основании которого построены многочисленные объекты санаторно-курортного значения и значительно расширена инфраструктура.
С конца 1920-х до конца 1930-х годов и в послевоенное время архитектурный облик Сочи формировался силами самых известных в стране архитекторов. По обеим сторонам Курортного проспекта (на участке длиной более 30 километров) создана динамичная композиция архитектурных ансамблей, в которой преобладали высотные доминанты на возвышенностях рельефа, террасы на склонах и «морские фасады». Сочинская архитектура сочетает в себе немногочисленные яркие произведения эклектики и модерна и советскую архитектуру — произведения конструктивизма, советского неоклассицизма, «исторических» стилей, — по большей части в составе многоярусных «дворцовых» ансамблей.

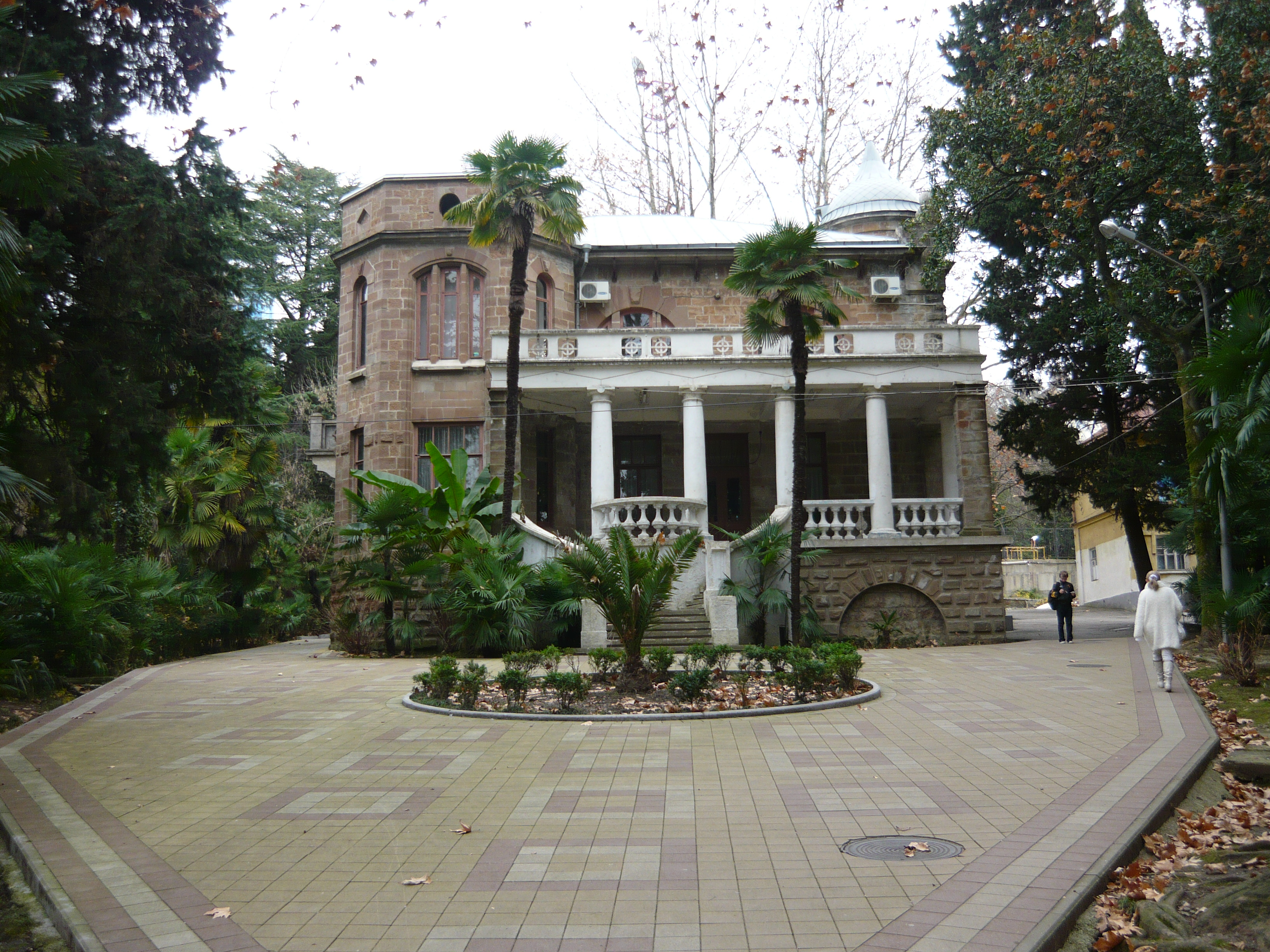
Вилла «Вера» (1910 год).
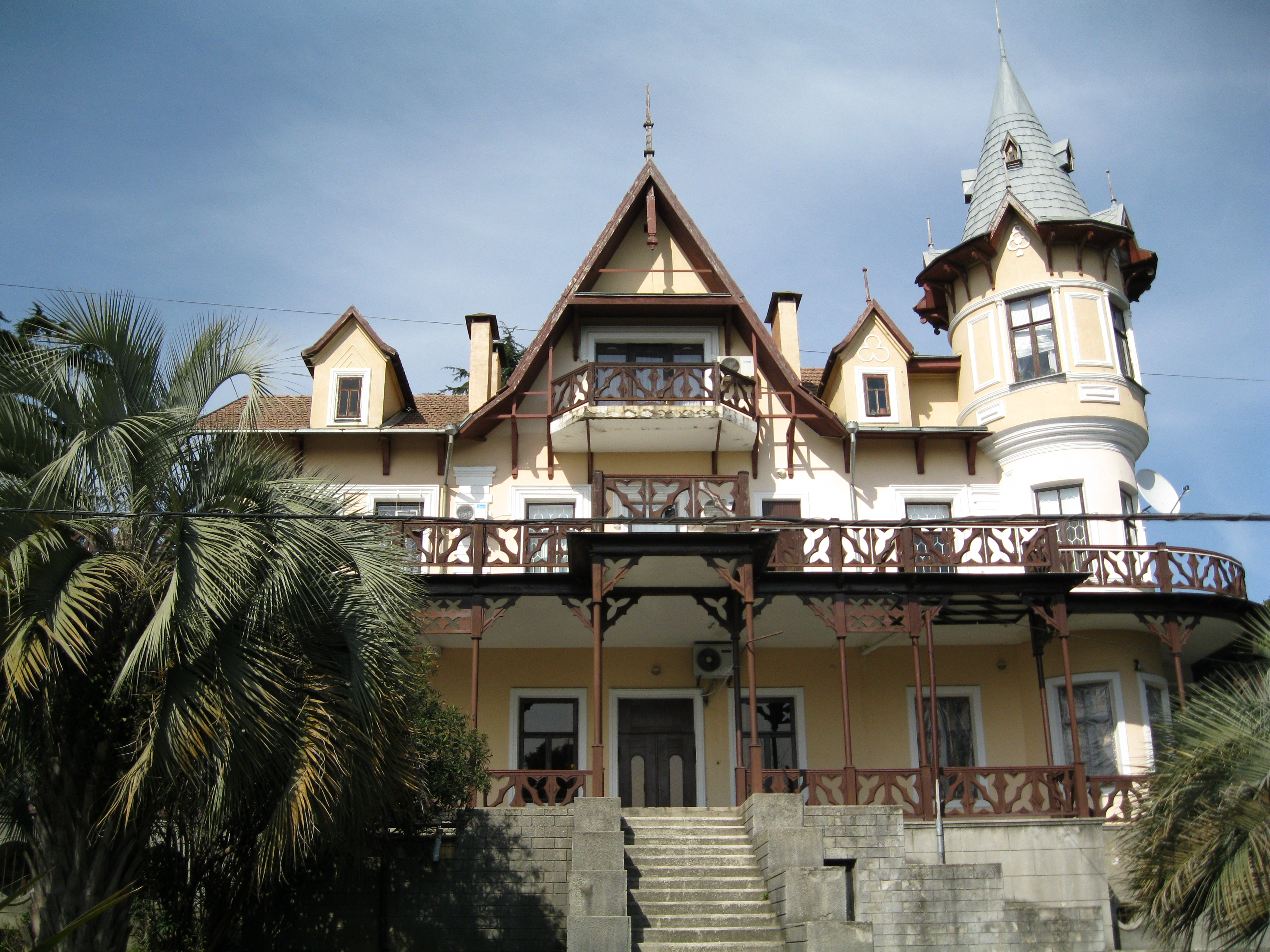
Дача А. В. Якобсона (1902 год).
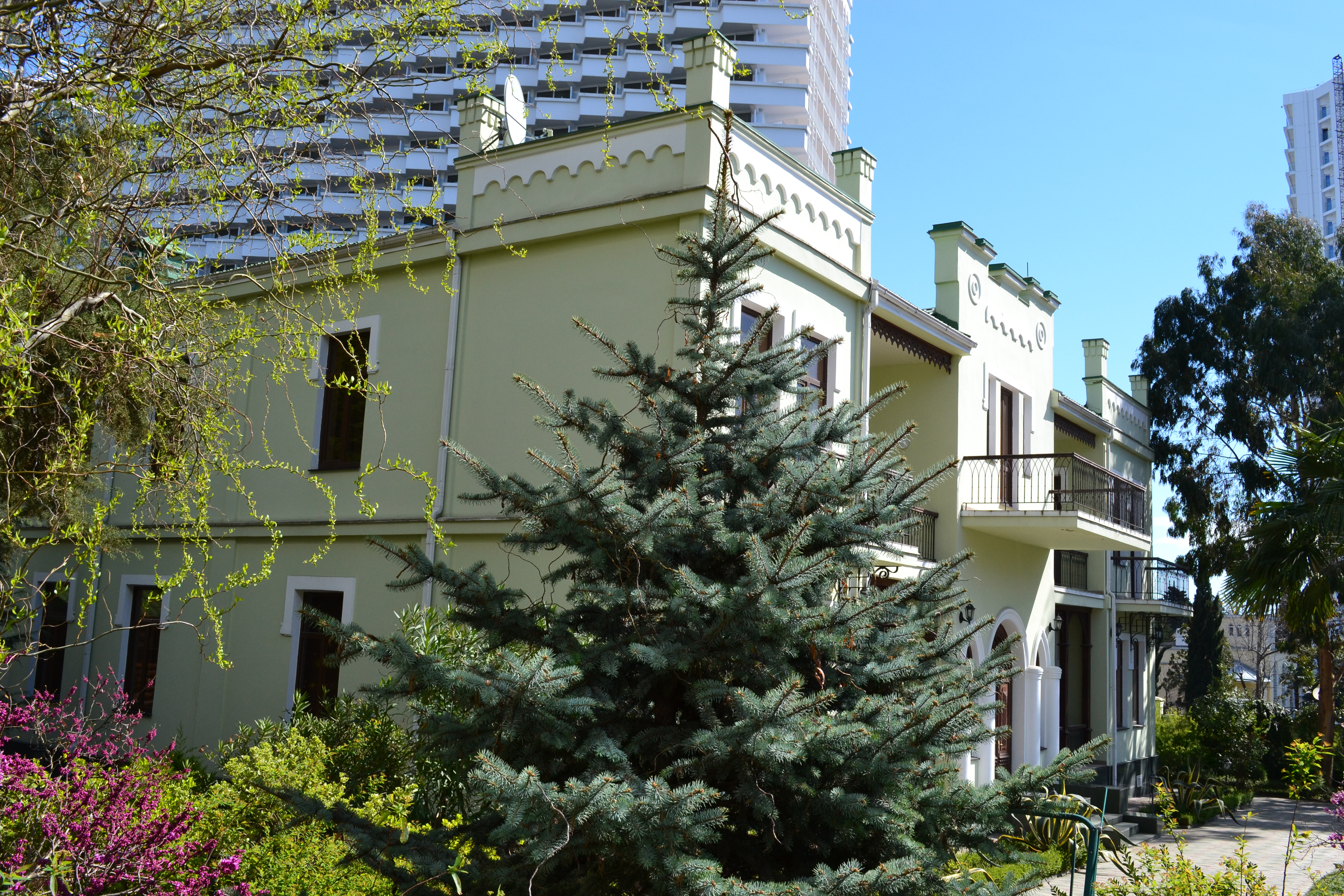
Здание дачи Фронштейна (1902 год).
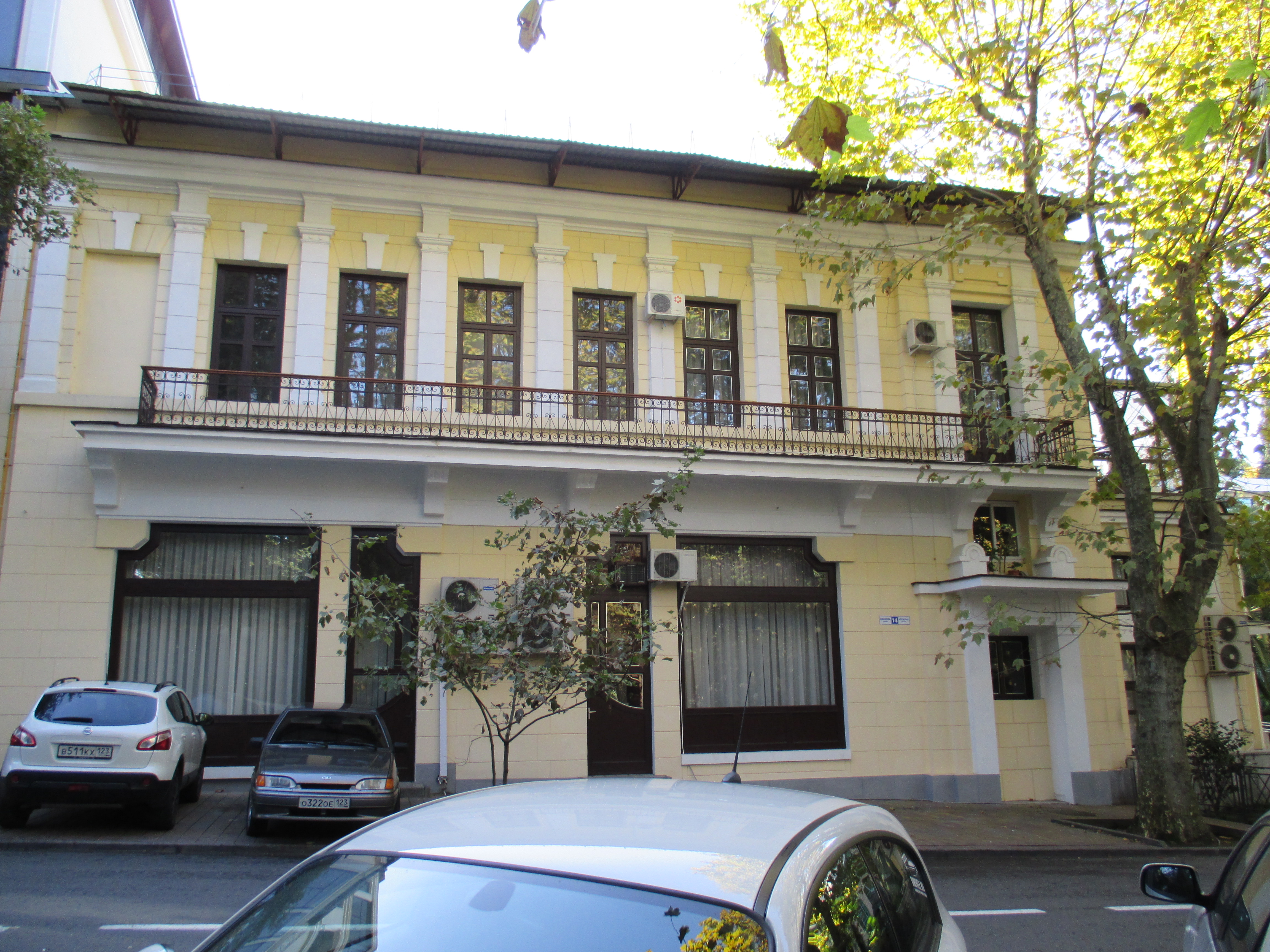
Здание сочинского телеграфа (1910 год).
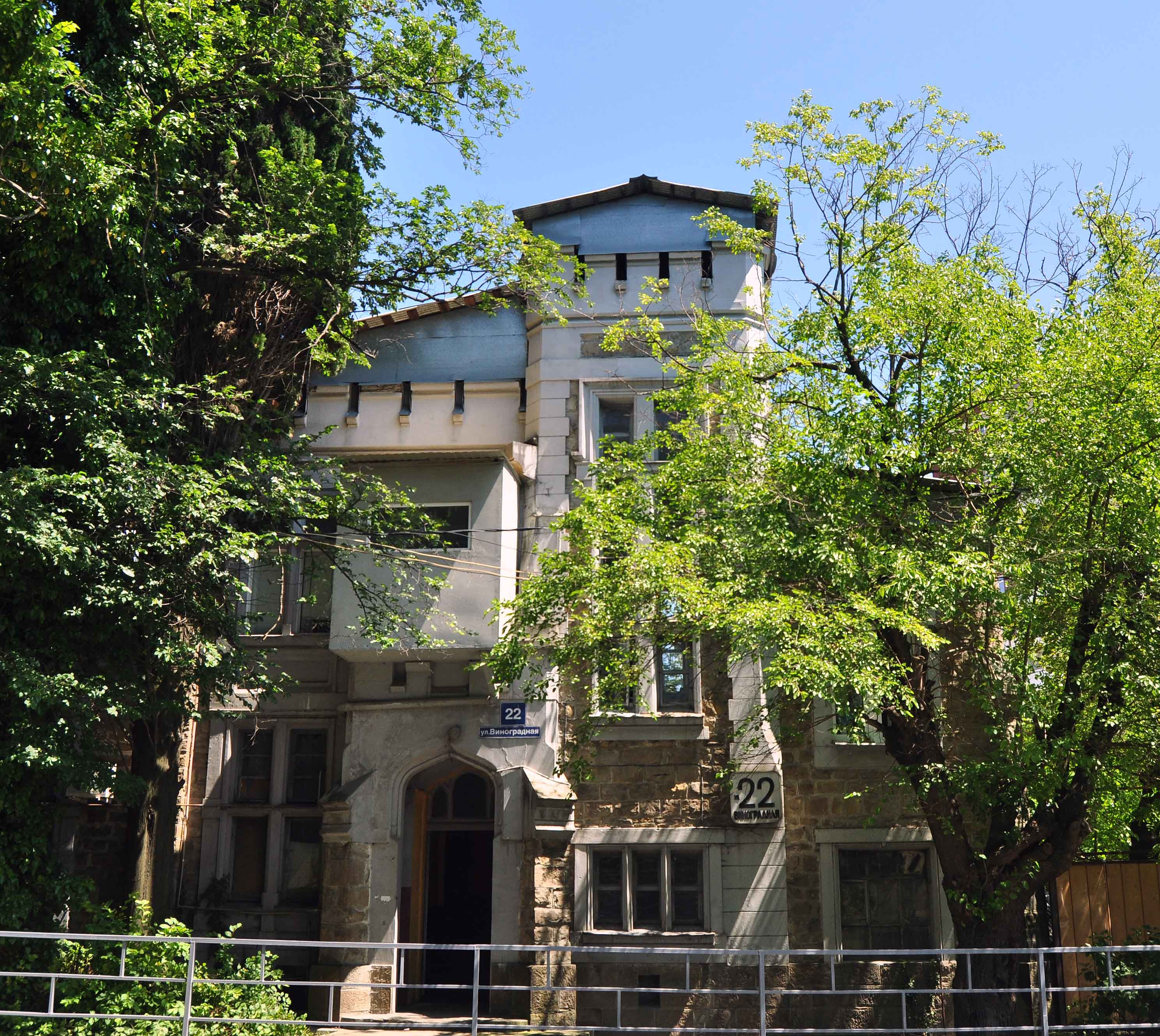
Здание дачи Марии Зиновьевой.
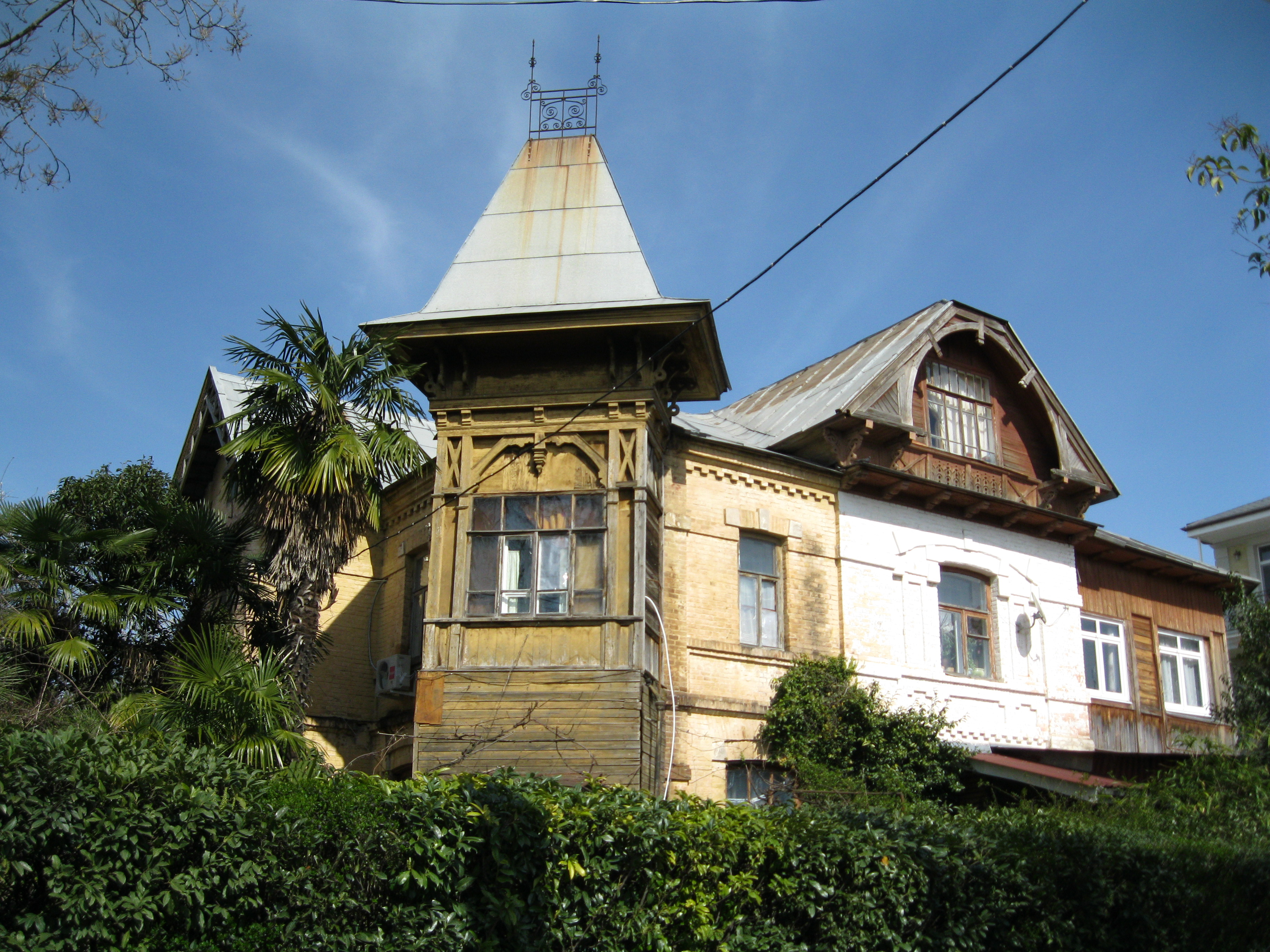
Дом Успенского.

Первая волна градостроительства в Сочи пришлась на рубеж XIX—XX веков и связана с проектом императора Николая II, вследствие которого на деньги дворянства и купечества строится курорт «Кавказская Ривьера». На этот период пришлось складывание своеобразной градостроительной архитектуры, присущей только черноморским курортным городам. Распространение получил модный на тот момент европейский стиль модерн, в котором угадывались элементы крепостных стен и замков.
По иностранным и российским проектам в Сочи возводятся многочисленные виллы. В частности, один из старейших примеров — дача В. А. Хлудова (воссозданная в наши дни в городском парке «Ривьера»), построенная в 1896 году по проекту московского архитектора Л. Н. Кекушева. В 1902—1903 годах, по проекту архитектора Р. И. Будника, возведена дача А. В. Якобсона — здание фехверковой конструкции, имеющее вид романтического замка. В 1910 году сочинский городской глава Н. А. Костарев возвёл кирпичную виллу «Вера» — здание в стиле эклектики, выделявшей его из общего ряда окружающих строений.
Вторая волна строительства пришлась на 1930-е годы, когда в Сочи стали возводить «курорт для трудящихся», вложив в строительство колоссальные по тем временам 1 миллиард 400 миллионов рублей. В городе находит развитие сталинский классицизм, работают знаменитые архитекторы: Владимир Щуко, Алексей Щусев, Иван Жолтовский, братья Веснины, Константин Чернопятов, Иван Кузнецов, Каро Алабян, Алексей Душкин, Павел Еськов. В 1934 году принимается первый генеральный план реконструкции города Сочи. В это же период происходит строительство правительственной дачи И. Сталина в Новой Мацесте. Комплекс зданий был построен по проекту архитектора М. Мержанова в 1937 году.

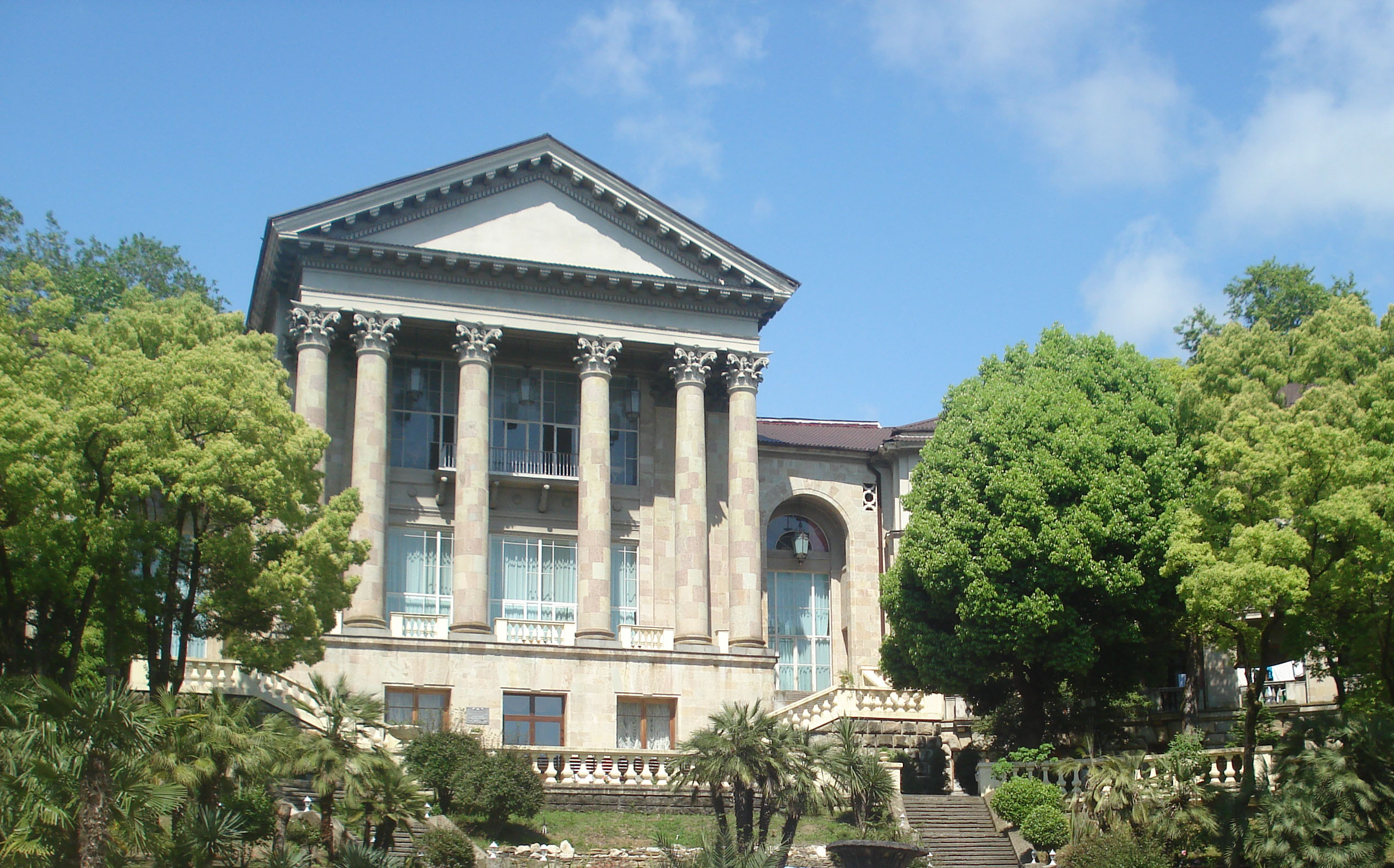
Санаторий «Металлург» (1956 год).
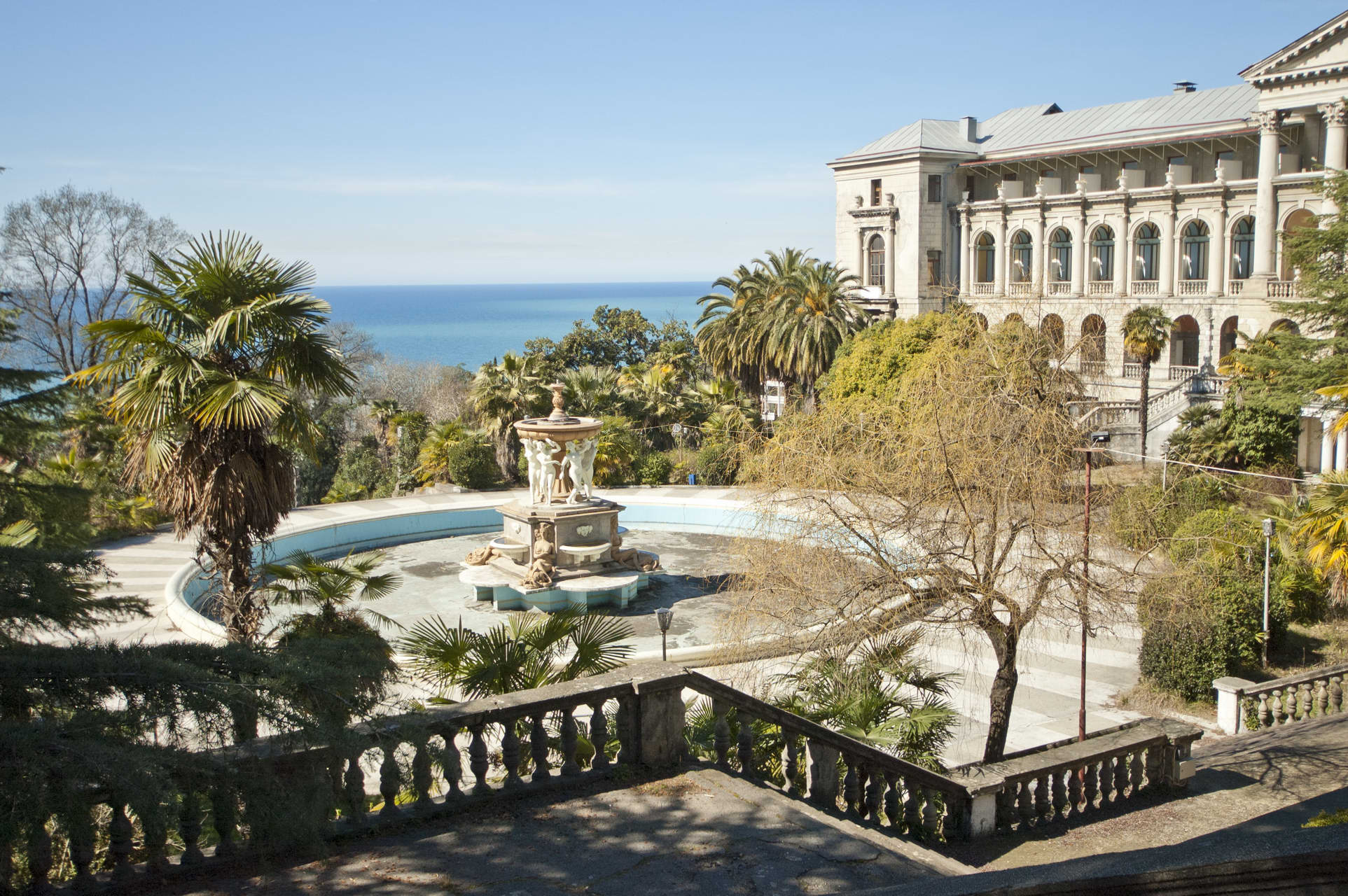
Санаторий им. Орджоникидзе (1937 год).
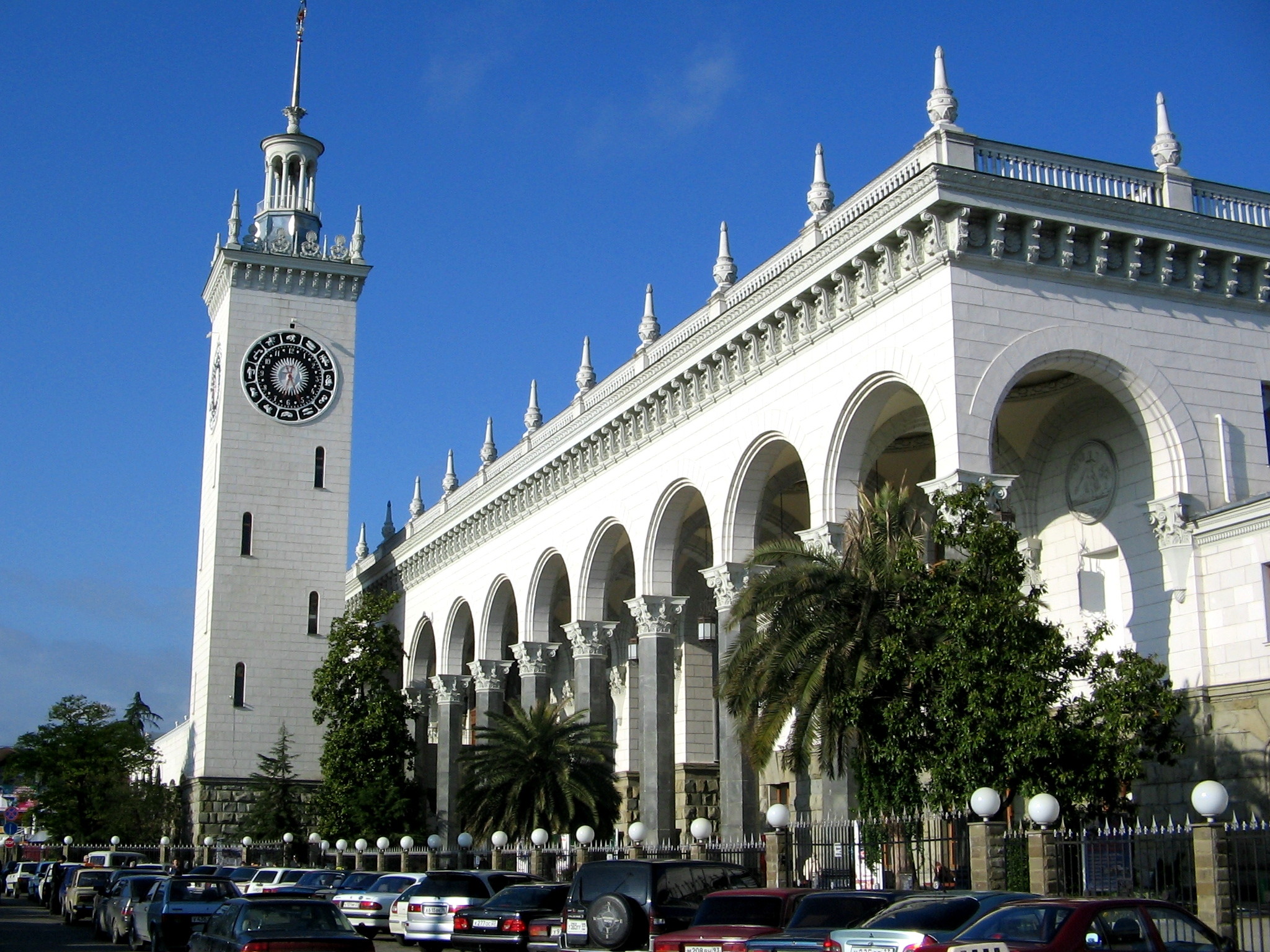
Здание железнодорожного вокзала (1952 год).
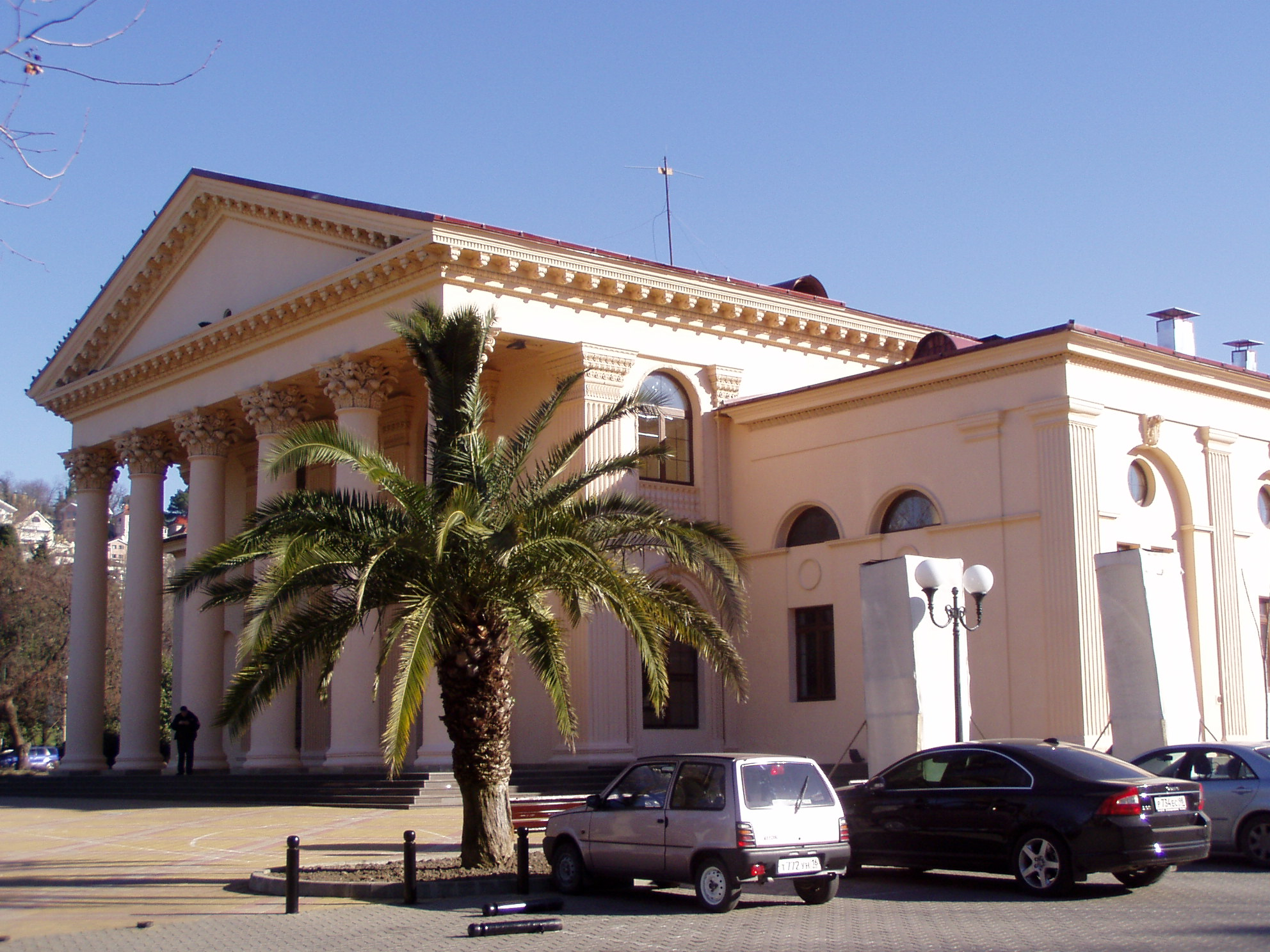
Сочинский центр красоты и искусств (1953 год).
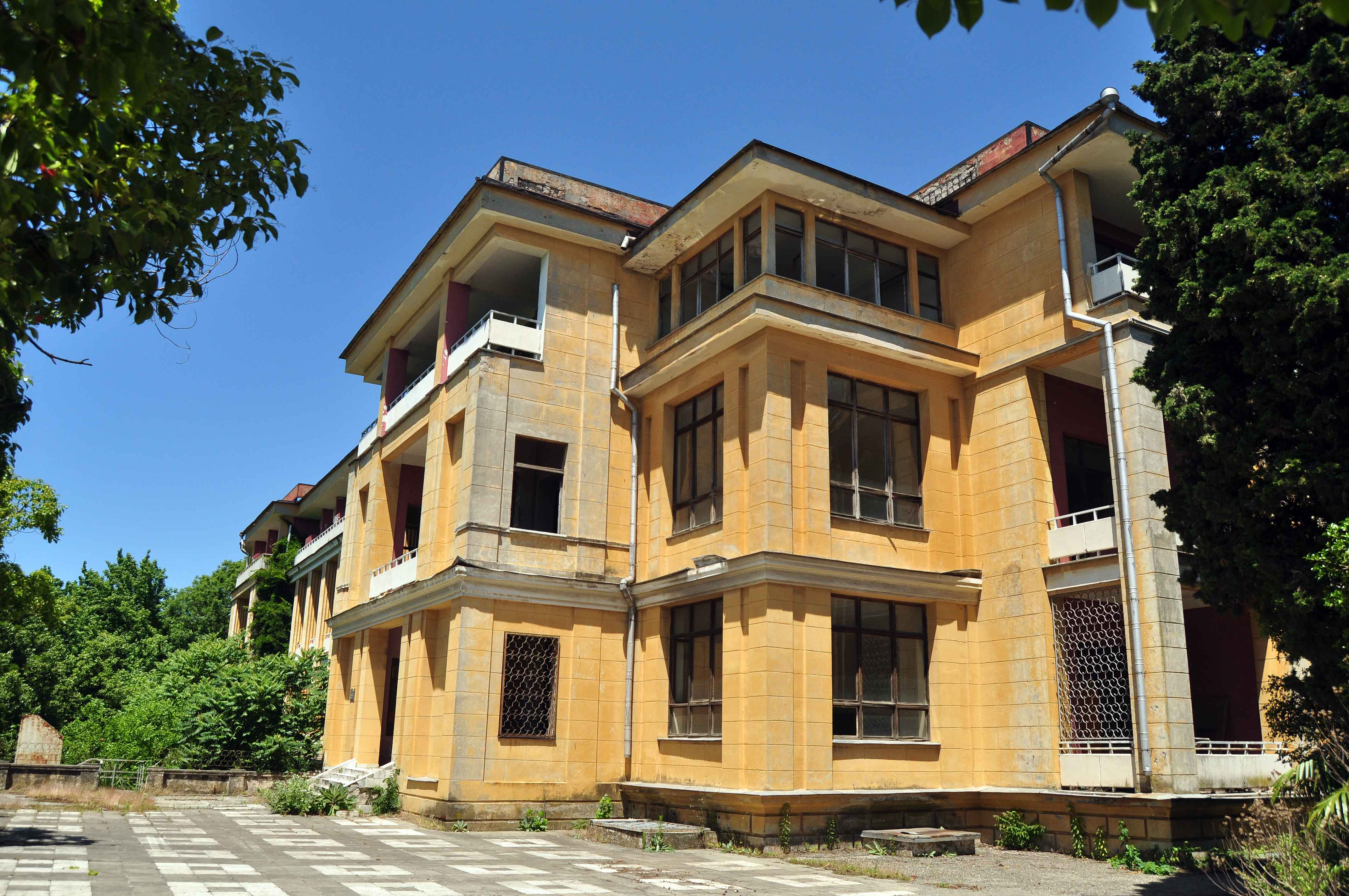
Санаторий им. Кирова (1930-е).
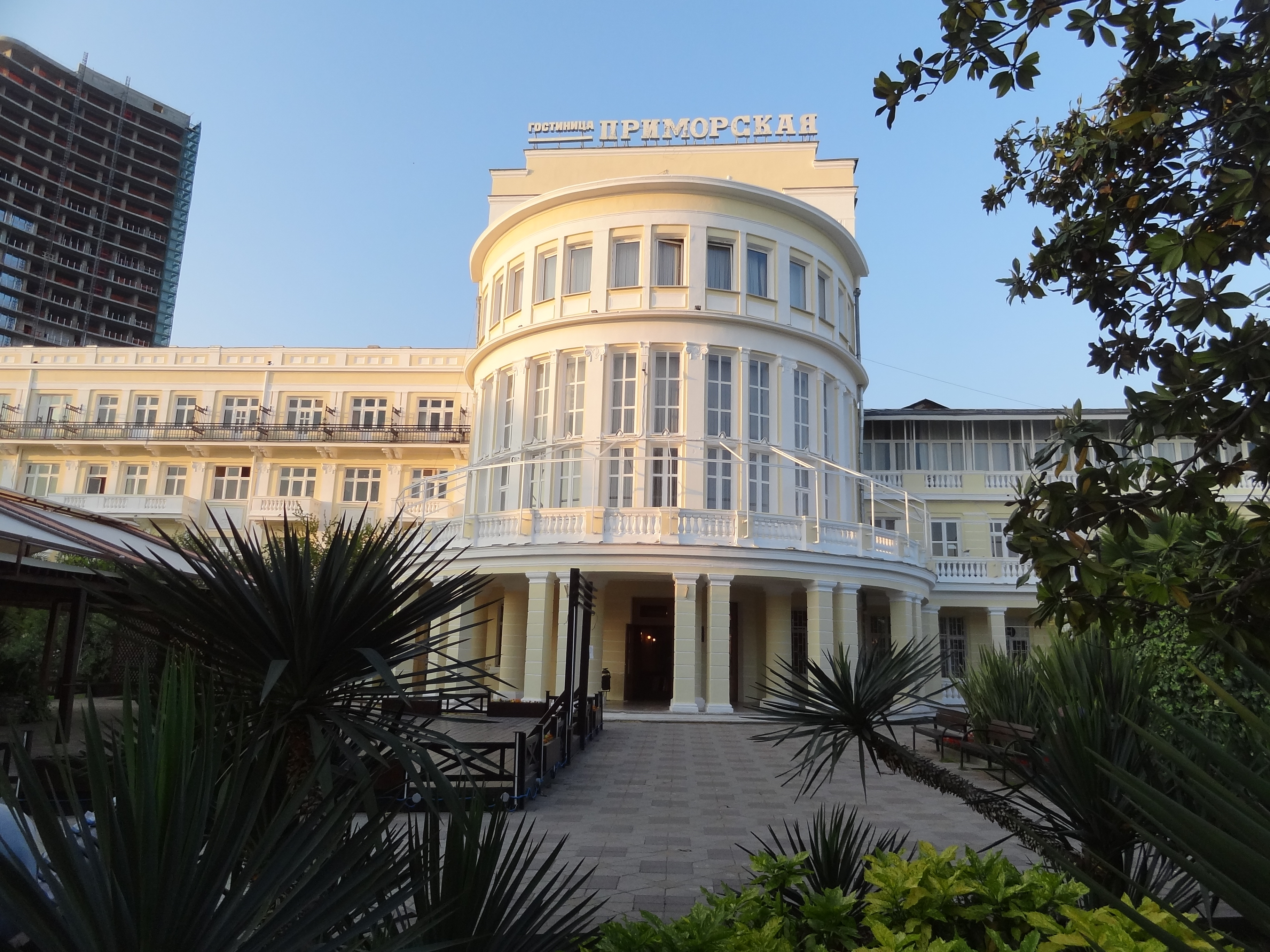
Гостиница «Приморская» (1936 год).

В 1935 году построена дорога на гору Ахун, на вершине которой (на высоте 660 метров), по проекту архитектора С. И. Воробьёва, возведена 30-метровая обзорная башня в стиле древнесванских сторожевых башен, которая сегодня — памятник архитектуры и градостроительства. В сжатые сроки возведены такие инженерные сооружения, как Ривьерский мост, Верещагинский и Мацестинский виадуки — памятники гражданской архитектуры. В этот же период возвели такие архитектурные памятники Сочи, как Сочинский художественный музей и Зимний театр.
В 1936 году завершено строительство главной магистрали Сочи — проспекта имени Сталина (ныне Курортный проспект), — которая связывает санаторные и жилые массивы. По обе стороны магистрали возводятся монументальные здания в стиле неоклассицизм. В период с 1934 по 1939 год построены широко известные, похожие на дворцы 19 санаториев: «Приморье», «Правда», «Золотой колос», им. С. М. Кирова, им. Серго Орджоникидзе, им. Фрунзе, им. Фабрициуса, им. Ворошилова, «Металлург», «Искра» и другие.

## Спорт

### Олимпийские игры

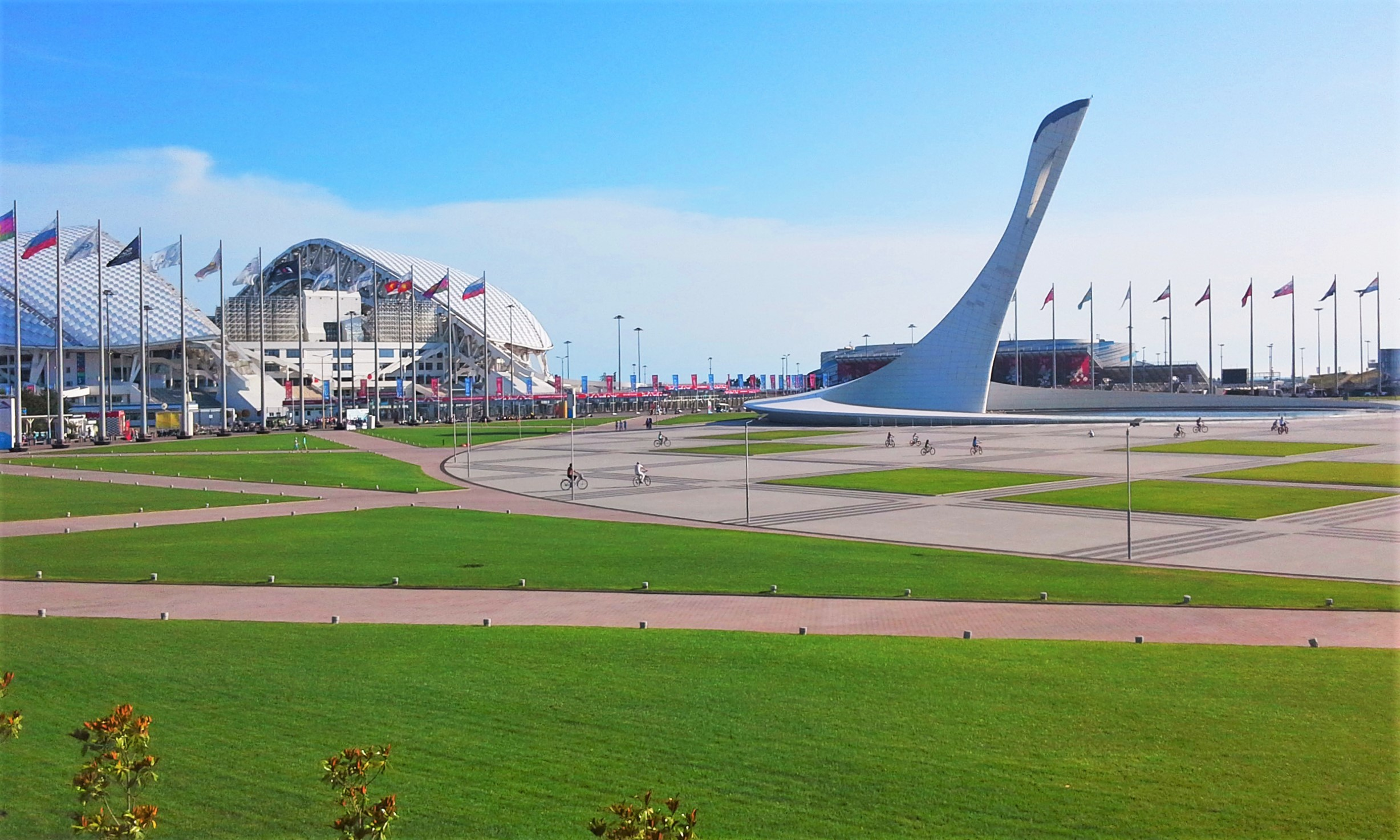
Стадион Фишт и олимпийский огонь в Сочи

В качестве претендента на проведение Олимпийских зимних игр первый раз Сочи выставлял свою кандидатуру в 1994 году, второй раз — в 1998. Третья попытка в 2007 году увенчалась успехом. Большое количество гостиниц и политическая поддержка — главные аргументы, давшие этому городу преимущество перед другими кандидатами. Сочи стал первым городом с субтропическим климатом, где прошли зимние Олимпийские игры.
Олимпийские зимние игры прошли в Сочи с 7 по 23 февраля 2014 года. Паралимпийские зимние игры прошли с 7 по 16 марта 2014 года. Для проведения игр в течение 5-6 лет построили множество спортивных и инфраструктурных объектов, расположенных в двух кластерах: прибрежном и горном. В горах, в районе Красной Поляны, прошли соревнования по горнолыжному спорту, лыжным гонкам, биатлону, сноуборду, фристайлу, прыжкам на лыжах с трамплина, бобслею, санному спорту и скелетону. На берегу Чёрного моря, в Имеретинской низменности, в специально построенном к Олимпиаде Олимпийском парке и расположенных на его территории спортивных сооружениях прошли официальные церемонии открытия и закрытия Олимпийских и Паралимпийских игр, а также соревнования по хоккею, конькобежному спорту, фигурному катанию, кёрлингу, шорт-треку.

### Другие спортивные события
Ежегодно в Сочи проводится командный чемпионат России по шахматам.

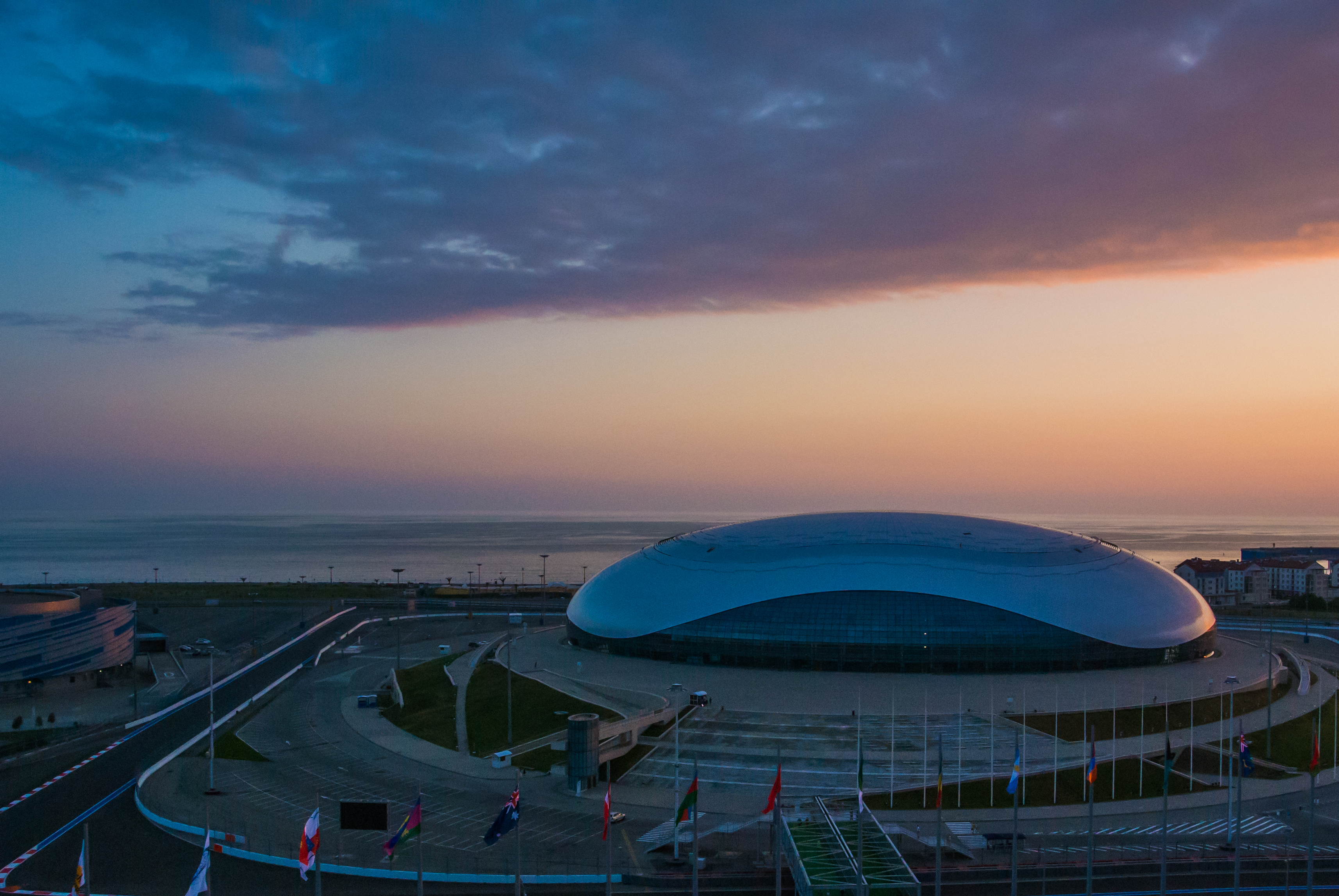
Ледовый дворец Большой является домашней ареной для ХК «Сочи»

В октябре 2010 года подписан договор о проведении Гран-при Формулы-1 России в Сочи в 2014 году. Гонки Формулы-1 в Сочи проводились ежегодно с 2014 по 2021 год. Трасса Формулы-1 построена в Олимпийском парке Сочи, её проект разработал Герман Тильке.
В Сочи также развиты командные профессиональные виды спорта. Футбольный клуб «Жемчужина» выступал в первом дивизионе России, но в итоге из-за нехватки финансов снялся с чемпионата в 2011 году, а одноимённый гандбольный клуб — бронзовый призёр чемпионата России (2007) и серебряным призёр чемпионата России U-23 (2010). Также команда имеет множество титулов на региональном уровне. ГК «Сочи» выступает в первой лиге с 2010 года.
В 2014 году в Сочи создана профессиональная хоккейная команда — «ХК Сочи», выступающая в Континентальной хоккейной лиге.
В 2014 году в Адлерском районе начал работать парк экстремальных воздушных приключений Skypark AJ Hackett Sochi.
22—28 февраля 2017 года в городе прошли III Зимние Всемирные военные игры.
За прошедшие после олимпийских игр 3 года (с 2014 по 2016 год) Сочи принял 324 спортивных мероприятия различного уровня как по летним, так и по зимним видам спорта. В 2014 году прошло 71 мероприятие, в 2015 — 94 и в 2016—159 мероприятий, с учётом региональных и краевых мероприятий — 207.
B 2018 году на базе клуба «Динамо» из Санкт-Петербурга создан футбольный клуб Сочи, выступающий в Премьер-лиге.

### Чемпионат мира по футболу 2018
В 2018 году Сочи стал одним из 11 городов хозяев Чемпионата мира по футболу. Матчи проводились на стадионе Олимпийского парка, «Фишт».
В городе были сыграны 6 матчей Чемпионата мира по футболу FIFA 2018:
- 15.06 / 21:00 Португалия — Испания
- 18.06 / 18:00 Бельгия — Панама
- 23.06 / 18:00 Германия — Швеция
- 26.06 / 17:00 Австралия — Перу
- 30.06 / 19:00 Матч ⅛ финала Уругвай — Португалия
- 07.07 / 19:00 Матч ¼ финала Россия — Хорватия

На площади Южного Мола Сочинского морского порта, во все дни Чемпионата мира, был открыт фестиваль болельщиков. На фестивале были организованы зрительская зона, техническая зона, зона выставки коммерческих партнеров и спонсоров. Площадка оборудована всем необходимым для людей с ограниченными возможностями. Установлен экран для просмотра матчей. Оборудованы: сценический комплекс, объекты общественного питания, детская площадка, информационный шатер.

## Международные и межрегиональные связи
Международные связи
С 6 по 16 июля 2016 года в Сочи прошли IX Всемирные хоровые игры, и в том же 2016 году город выбран местом проведения XIX Всемирного фестиваля молодёжи и студентов 2017 года.

### Города-побратимы
- Вэйхай (кит. упр. 威海, пиньинь Wēihǎi), Китай (с 1996 года)

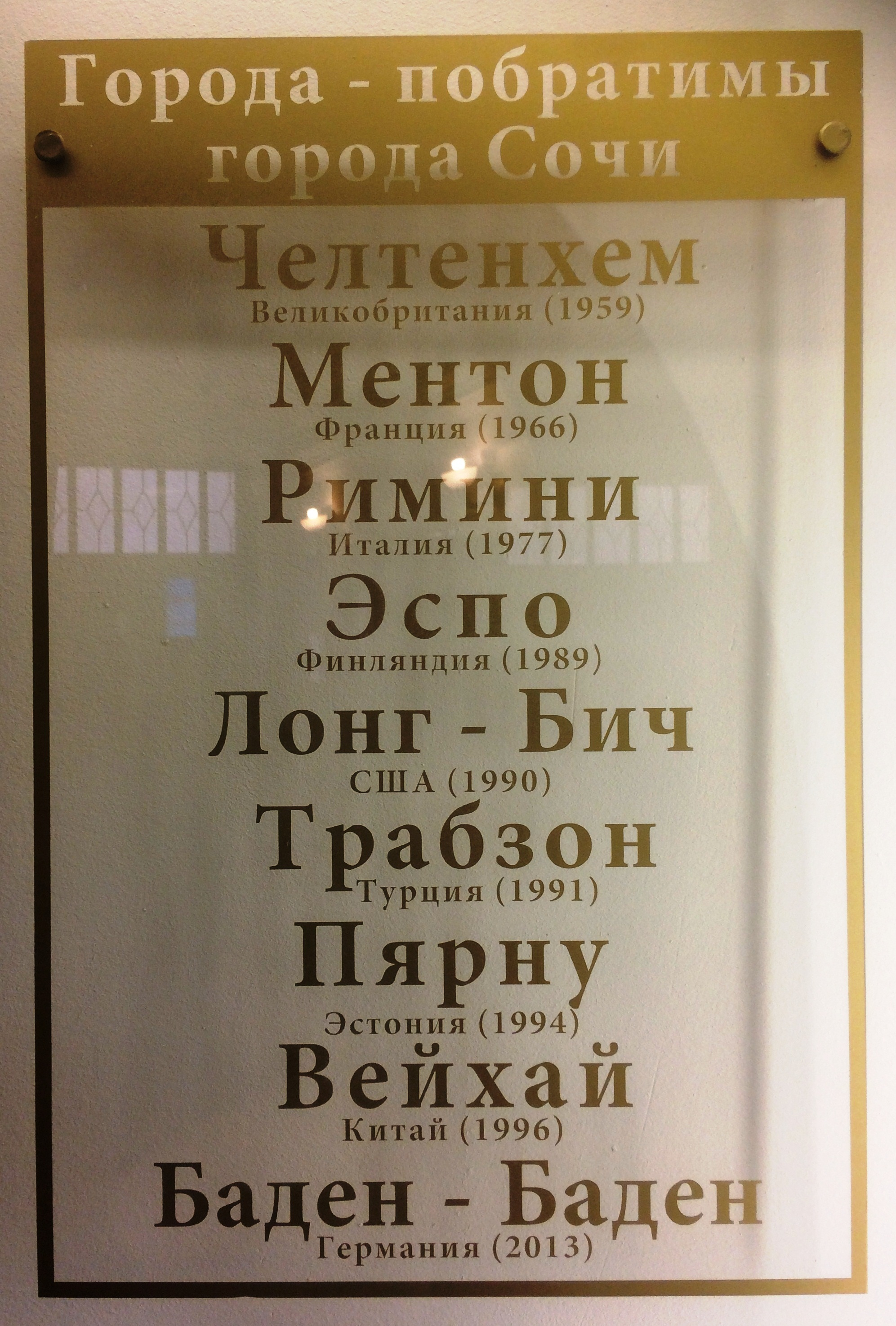
Таблица с перечнем городов- побратимов

- Лонг-Бич (англ. Long Beach), Калифорния, США (с 1990 года)
- Ментон (фр. Menton), Франция (с 1966 года)
- Нагато  (яп. 長門市), Япония (с 2018 года)
- Римини (итал. Rimini), Италия (с 1977 года)
- Трабзон (тур. Trabzon), Турция (с 1991 года[150])
- Челтенхем (англ. Cheltenham), Великобритания (с 1959 года[151], приостановлено с 2022[152])
- Минск, Беларусь

Город Баден-Баден приостановил отношения с городом в марте 2023 года.
Бывшие города-побратимы
- Пярну (эст. Pärnu), Эстония (с 1994 года)[154]
- Эспоо (фин. Espoo. швед. Esbo), Финляндия (с 1989 года)[155]

#### Иностранные консульства
- Армения[156] (с 2001)
- Италия

#### Членство в организациях
- Всемирная федерация породнённых городов (с 1959)
- Всемирный союз олимпийских городов (с 2009)

#### Город в межгосударственных отношениях
- 19-я Пагуошская конференция (1969)
- Сочинское соглашение (1992)
- 3-й Саммит Россия — АСЕАН (19—20 мая 2016 года)
- Конгресс сирийского национального диалога (30 января 2018)
- Саммит Россия — Африка (23—24 октября 2019 года)
- 25-й Саммит ШОС (10 ноября 2020 года)

### Представительства регионов России в Краснодарском крае, расположенные в Сочи
- Республики Башкортостан
- Чеченской Республики (с 2011)
- Республики Северная Осетия-Алания

## Почётные граждане
Начиная с 1966 года звания «Почётный гражданин Сочи» удостоены около 30 человек. В 1937 году почётным пионером города-курорта Сочи избран Борис Илиодорович Россинский.

## Награды города
Указом Президиума Верховного Совета СССР от 8 мая 1980 года город Сочи за большую и самоотверженную работу трудящихся города по лечению и восстановлению здоровья воинов Советской Армии и Военно-Морского флота в годы Великой Отечественной войны награждён орденом Отечественной войны I степени.

## Сочи в филателии
Впервые Сочи начал появляться на почтовых марках СССР с 1939 года как город-курорт. В 1949 году была выпущена почтовая марка с самолётом Ил-12 над Сочи.

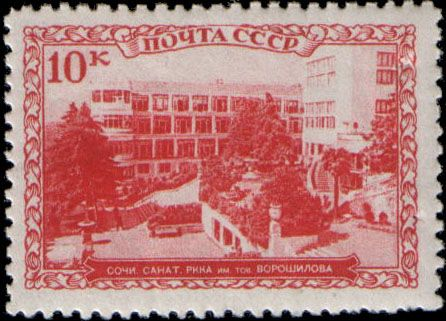
Почтовая марка СССР, 1939 год. Санаторий РККА имени тов. Ворошилова, красная
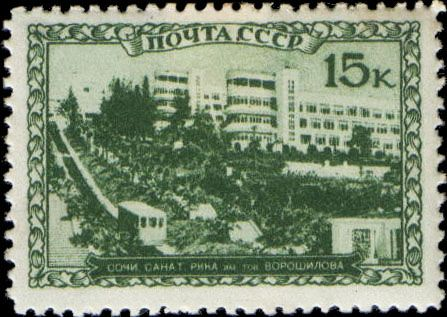
Почтовая марка СССР, 1939 год. Санаторий РККА имени тов. Ворошилова, зелёная
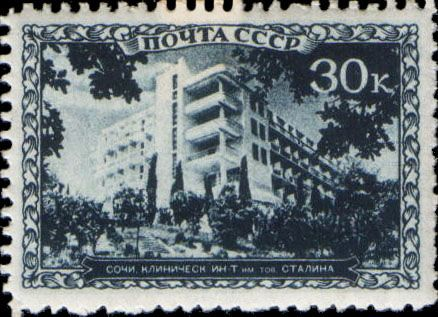
Почтовая марка СССР, 1939 год. НИИ курортологии, чёрно-синяя
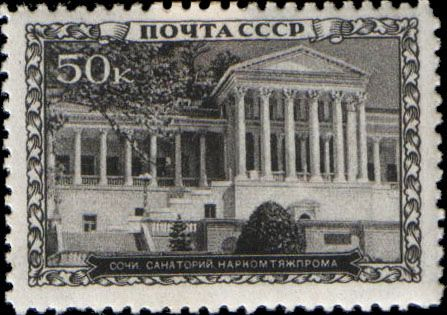
Почтовая марка СССР, 1939 год. Санаторий имени С. Орджоникидзе, тёмно-серая
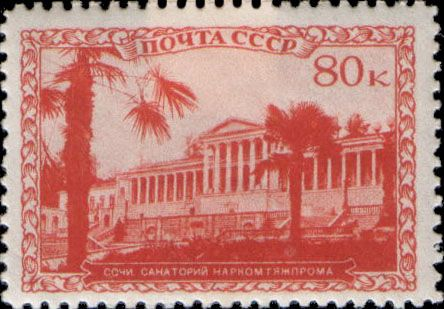
Почтовая марка СССР, 1939 год. Санаторий имени С. Орджоникидзе, оранжево-красная
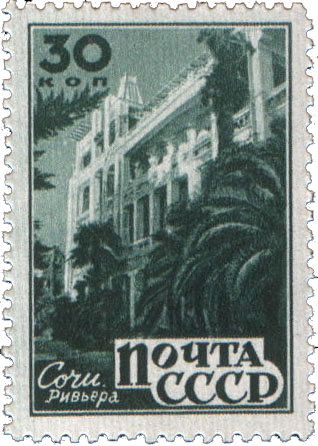
Почтовая марка СССР, 1946 год. Серия «Курорты Кавказа»: Сочи, Ривьера
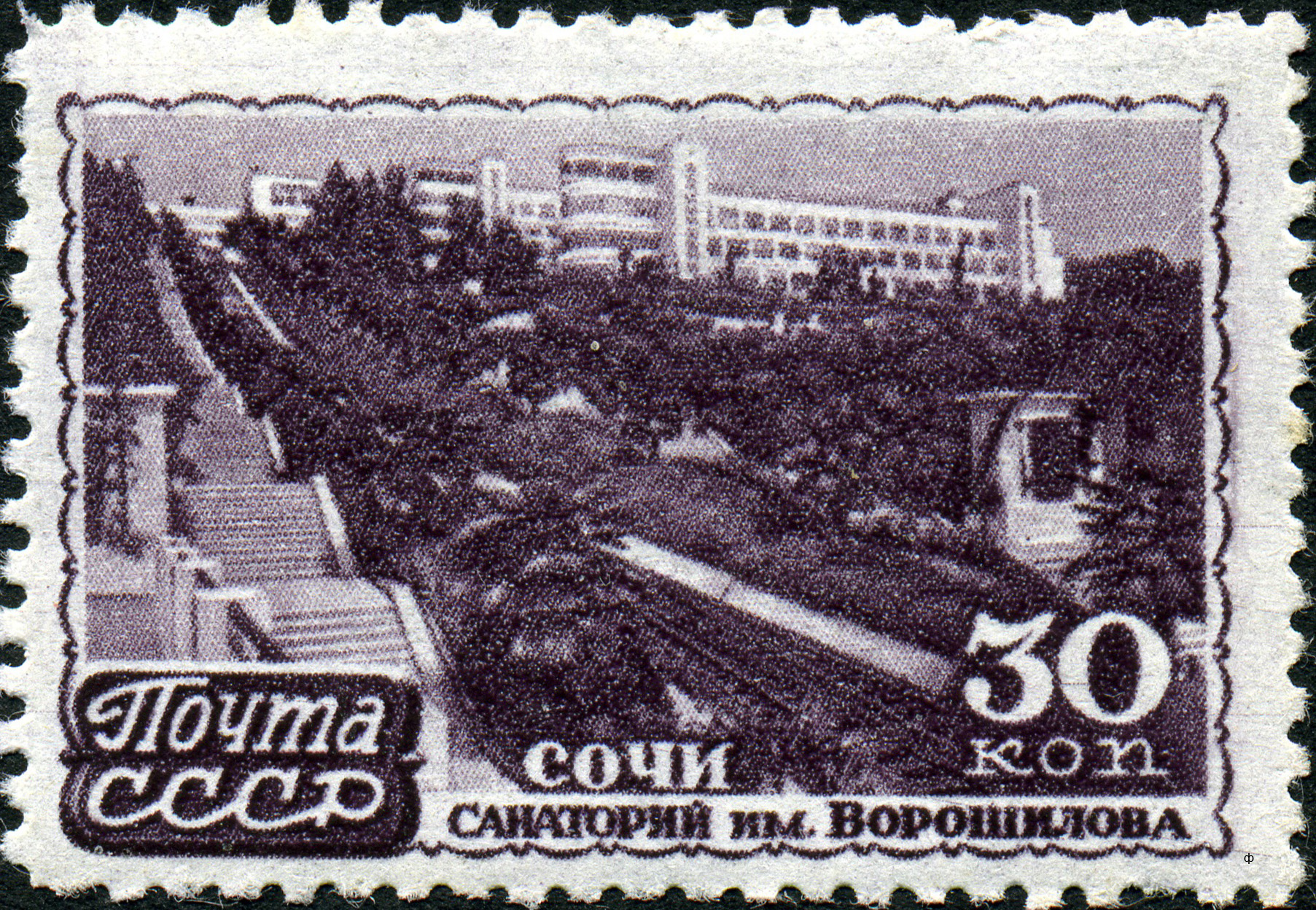
Почтовая марка СССР, 1947 год. Санаторий имени Ворошилова
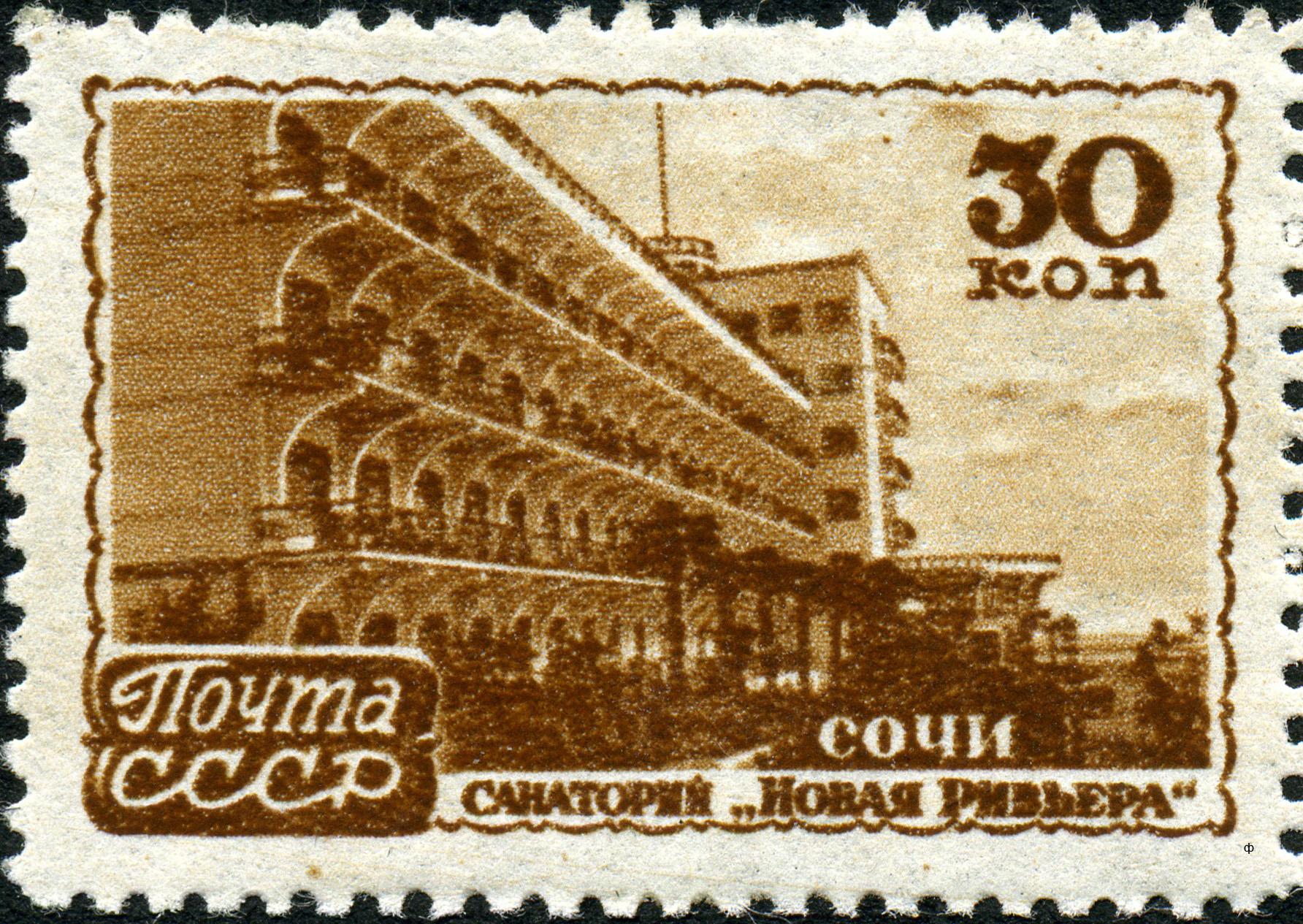
Почтовая марка СССР, 1947 год. Серия «Курорты СССР»: санаторий «Новая ривьера»
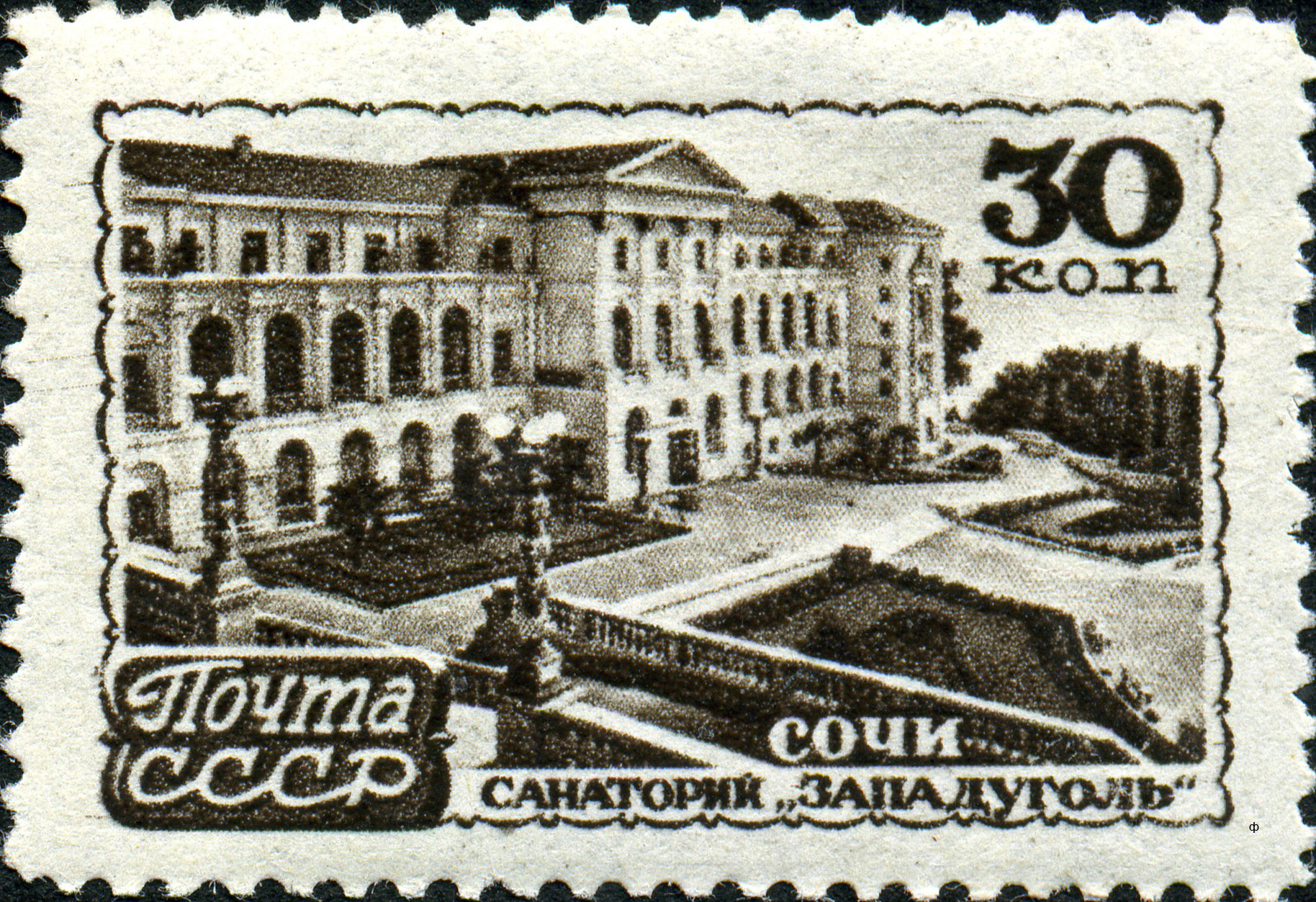
Почтовая марка СССР, 1947 год. Серия «Курорты СССР»: санаторий «Западуголь»
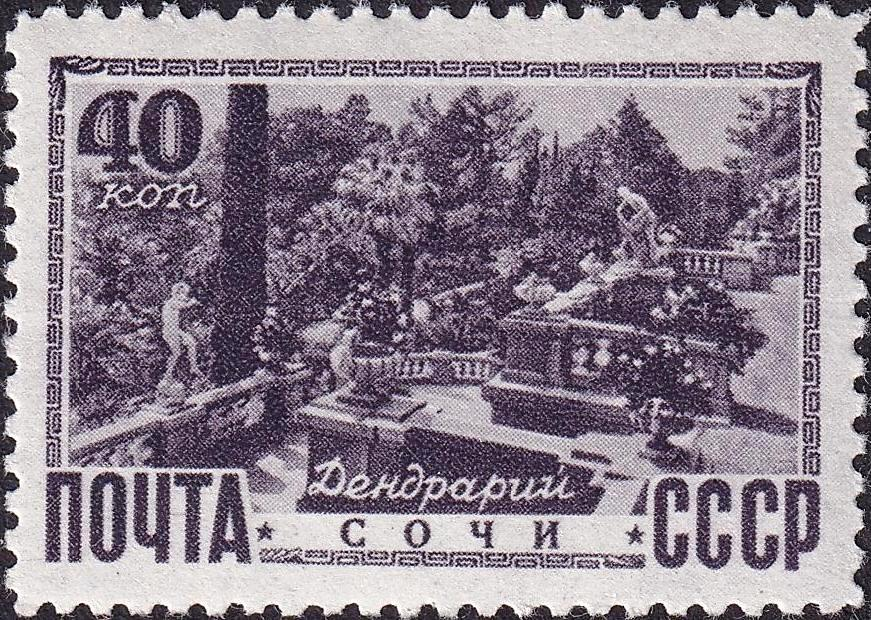
Почтовая марка. 1949 год. Дендрарий
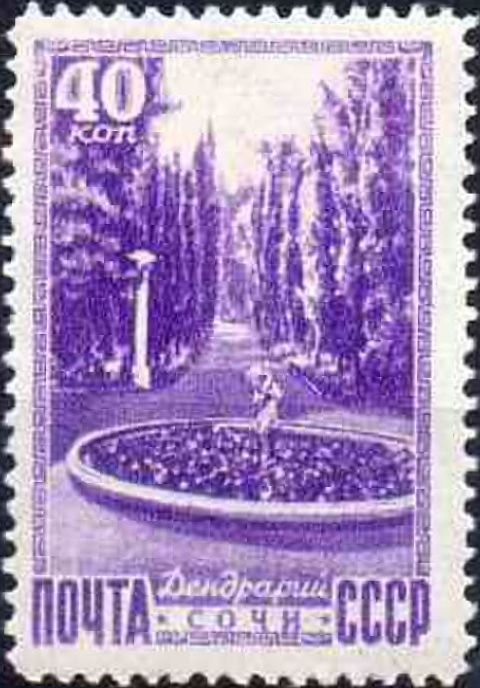
Почтовая марка. 1949 год. Дендрарий
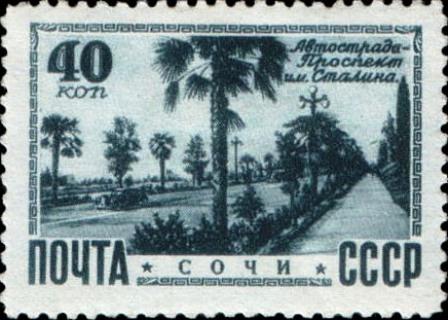
Почтовая марка, 1949 год. Сочи - проспект имени Сталина (в настоящее время - Курортный проспект).
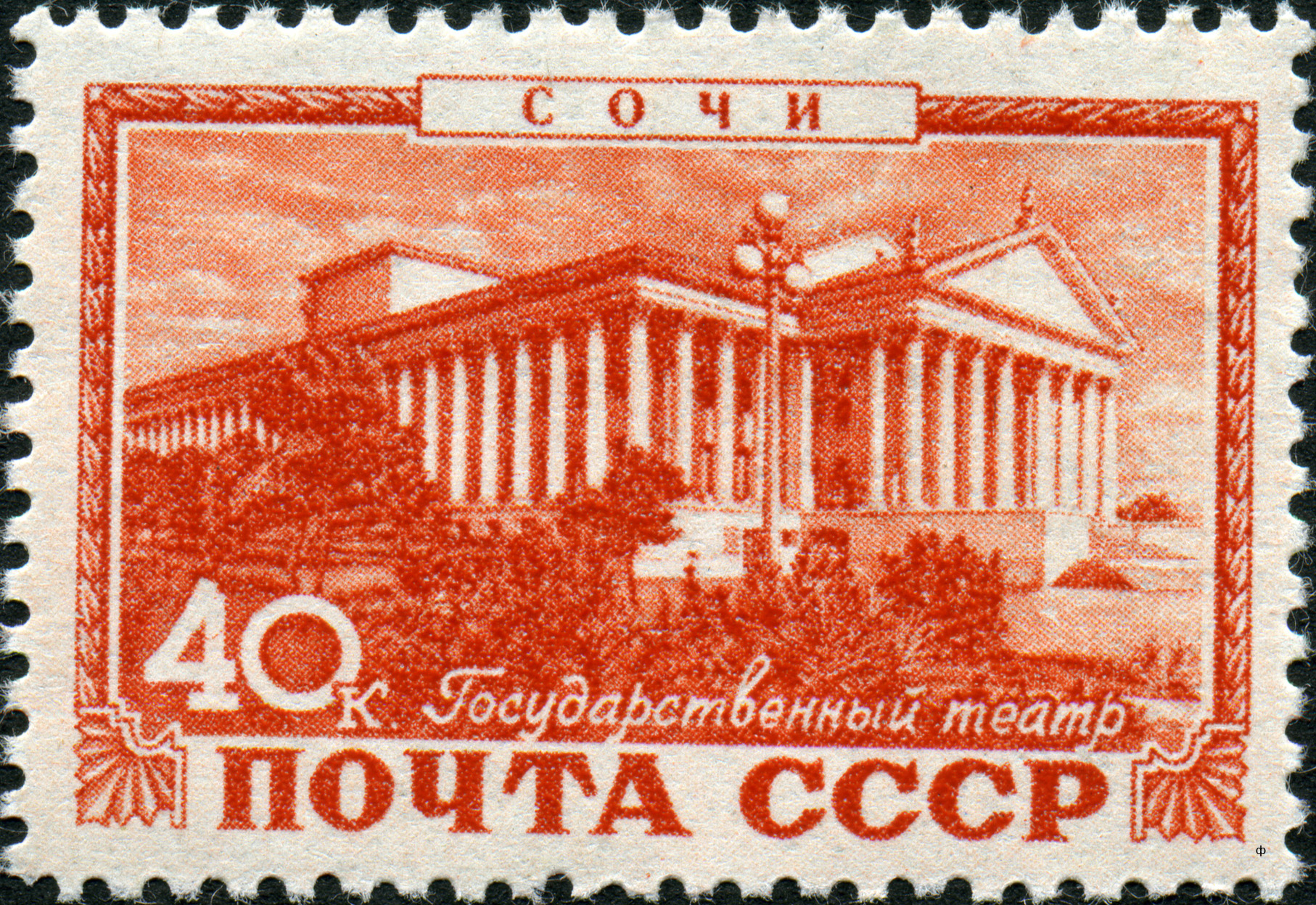
Почтовая марка, 1949 год. Сочи - Государственный театр
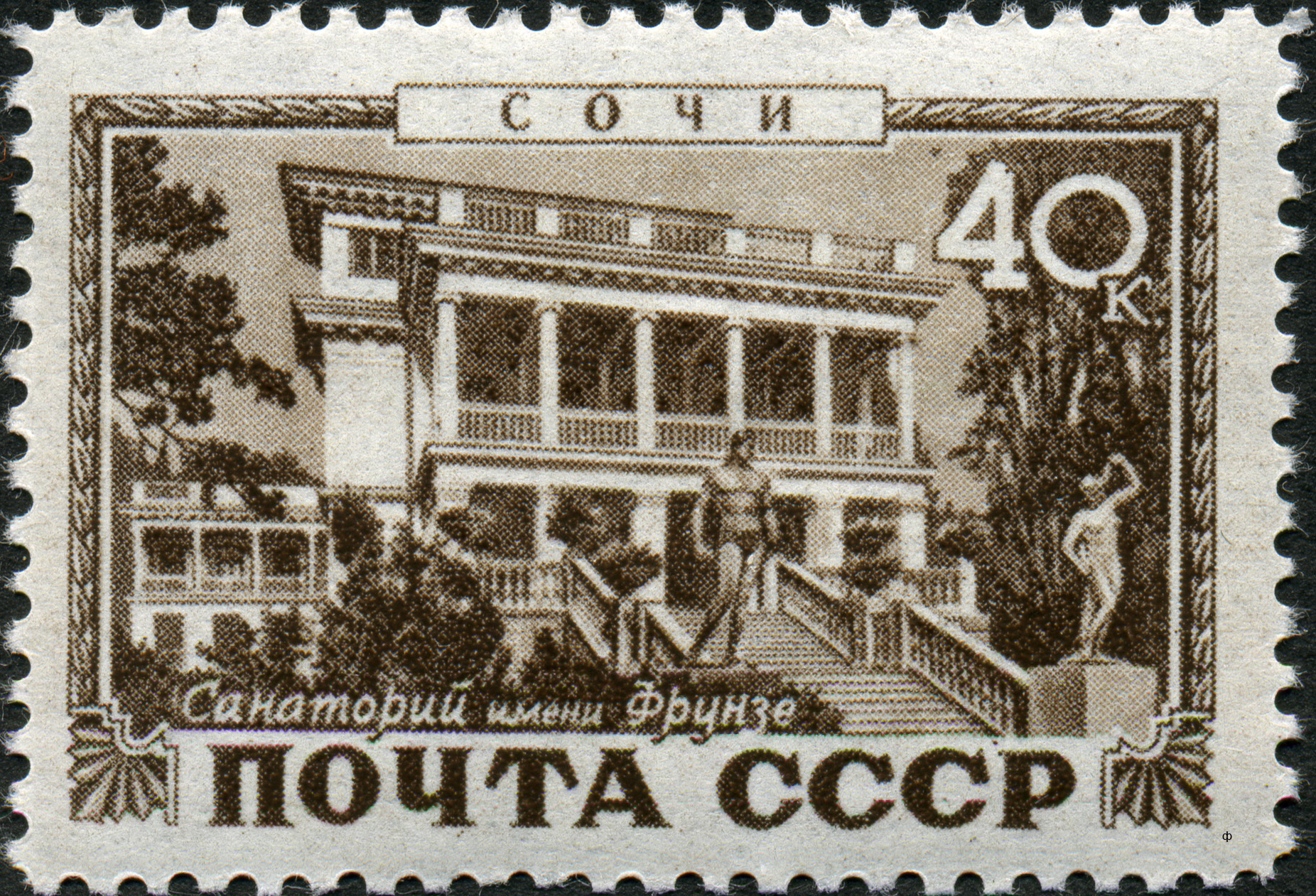
Почтовая марка, 1949 год. Санаторий РККА  имени М. В. Фрунзе
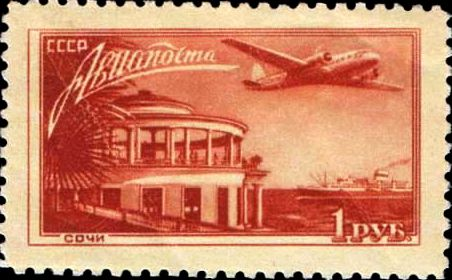
Самолёт Ил-12 над Сочи
Почтовая марка СССР, 1966 года
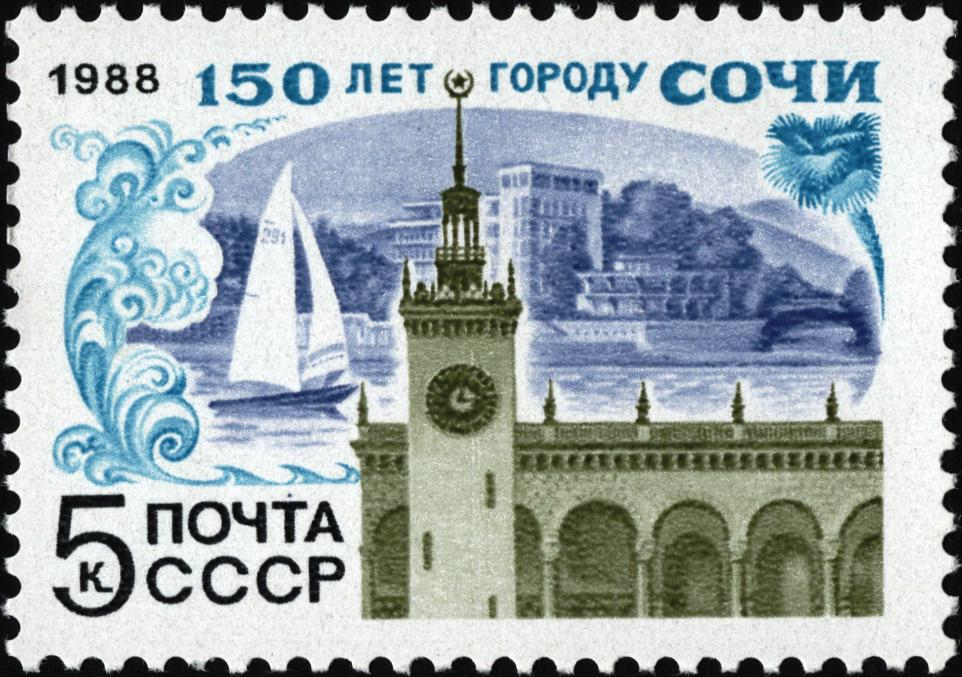
Почтовая марка СССР, 1988 год. 150 лет Сочи